# 強殖装甲ガイバー
『強殖装甲ガイバー』（きょうしょくそうこうガイバー）は、高屋良樹による日本の漫画作品。およびそれを原作にしたアニメ・小説作品。原作は現在『月刊少年エース』で連載されている。（2016年7月号から長期間休載中）

## 概要
1985年、徳間書店創刊の「月刊少年キャプテン」において創刊号から連載開始。以降1997年の休刊まで同誌に掲載。1999年に創刊された角川書店の「月刊エースネクスト」において連載が再開されるが、2002年に再び掲載誌が休刊する。その後2007年に「月刊少年エース」（4月号、2月26日発売）にて2度目の連載再開となり、現在も同誌において連載中であるが休載も多く、2016年7月号から長期間休載が続いている。
コミックスは2016年2月現在で第32巻までが発刊されており、（徳間書店版・角川書店版を含む）単行本の累計部数は550万部を突破している。
敵役の秘密結社が世界征服に成功したり、アメリカ同時多発テロ事件より2年前にワシントンD.C.での高層ビル崩壊を描くなど、常識・日常を超えてしまうストーリー性も備えている。
映像化としては、劇場公開版アニメ1本、OVAとして2シリーズ、ハリウッドの実写作品（日本の漫画を原作としたものでは初のハリウッド実写作品※ただし日本資本によるもの）として映画が2本。そして、2005年、WOWOWで新作のテレビアニメが放送されたが、声優陣はOVA版からほぼ変更されている。監督は『イナズマイレブン』や『ベイブレードバースト』の秋山勝仁。
他に、早見裕司による小説（ノベライズ）とイメージアルバムが発売された。

### 連載開始までの経緯
「月刊少年キャプテン」創刊時の編集者であった大塚英志が、「今度、徳間で少年誌を出すから『仮面ライダー』みたいなまんが描いて」と高屋良樹に依頼。当初は隔月連載で6話完結の短期連載、高屋は次にラブコメを描く予定だったが、人気が出たので連載続行となった。
高屋良樹は最初、当時の流行であったメタルヒーローものをモチーフとした「メガダイバー」という作品を描こうとしていたが、担当から「グロテスクなムードが欲しい」と注文が入り、全く逆の「生体と融合し、身体が瞬間改造される」という作品になった。「ガイバー」という名称は、前アイデアの「メガダイバー」から。

## あらすじ
遥かな昔、謎の異星人「降臨者」が地球に残した3つの「ユニット」と呼ばれる物体。高校生の深町晶は偶然その1つを手に入れ、殖装体「ガイバー」となってしまい、降臨者の遺したデータを悪用し世界征服を目論む秘密結社「クロノス」に追われることとなる。
「調製」と呼ばれる遺伝子操作により強大な力を持った怪人「獣化兵（ゾアノイド）」たちとの激闘。クロノス幹部の殖装体「ガイバーII」の襲撃。そして獣化兵を遥かに凌ぐ力を持つ「超獣化兵（ハイパーゾアノイド）」。晶は苦戦しつつもガイバーの能力でこれらの強敵を撃退する。
「ガイバーIII」巻島顎人の暗躍もあり、クロノス日本支部を壊滅させるが、世界規模の組織であるクロノスには到底太刀打ちできず、次第に追い詰められていく晶たち。
「獣神将試作体（プロト・ゾアロード）」である村上征樹やクロノス内部の反乱分子たちとの出会いを経て、晶たちは降臨者がかつて使用していた生体宇宙船（遺跡宇宙船）を手に入れる。しかし最高位の調製体「獣神将（ゾアロード）」で構成された「クロノス十二神将」と総帥アルカンフェルの登場により晶たちはなすすべもなく敗北する。
そして199X年8月17日、世界規模のクーデターの成功により、クロノスの統治する世界が実現した。
それから1年。「巨人殖装（ガイバー・ギガンティック）」という強大な力を得て復活した晶は、人類の命運を担う戦いへと身を投じていく。その彼を中心に敵・味方が交錯する。
かつて敵として戦ったが、クロノスを裏切り晶に味方する「戦闘生物（バトルクリーチャー）」アプトム。再調製を受け十二神将の1人として晶たちの前に立ちはだかる、かつての同志村上。晶から巨人殖装を奪い、自らの軍団を率いて世界の覇者を目指す、野望の男ガイバーIII・顎人。野心を持ち反逆を企てるが失敗し、力を奪われ組織を追われた元獣神将リヒャルト・ギュオーの謀略。ギュオーと手を結ぶ、新たに登場した四人目の殖装体「ガイバーII F」、その女性殖装者ヴァルキュリア。
降臨者自身の手による調製を受け、数万年を生きるクロノスの盟主、獣神将アルカンフェルの真意とは何か。
それぞれの思惑を胸に戦いは続く。

## 登場人物
読仮名次項の括弧内はアニメ版の声優。M…劇場公開版アニメ、O…OVA版（第1期・第2期とも）、T…テレビ版、回収版…OVA第2期1巻の初期版（発売後回収となり、修正版がリリースされた）

### 主人公サイド
「ユニット」を殖装してガイバーとなった主人公・深町晶およびその周囲の人々、クロノスに反旗を翻した人々など。一時期価値観と目的の違いからガイバーIII・巻島顎人とは袂を分かっていたが、一度正面からの勝負を行い一応の「和解」を果たしている。
深町 晶（ふかまち しょう）（M：水島裕 O：草尾毅 T：野島健児）
主人公。ガイバーI、ガイバー・ギガンティックに殖装する。平凡な高校生だったが、「ユニット」と接触しガイバーとなったことで人生を大きく狂わされてしまう。
当初は殖装者であることに苦悩していたが、運命に翻弄されながらも多くの人たちに支えられ、いつしか「“人間の尊厳”を守る戦い」を受け継ぐ決意をする。かつての秘密結社としての行い、そして世界制圧後にも「調製処置に関する事実（遺伝子レベルでの支配）」を隠して活動するクロノスに対してはそれを正すべきだと考えている。だが、かつて閲覧した「降臨者の記録」から遠くない将来、地球に訪れる問題に対処できる統治機関として必要であると考えている。
クロノスとの戦いは熾烈であり、ガイバーの制御装置（コントロールメタル）を奪われた際やアルカンフェルとの戦いでは肉体を失っており、普通であれば死亡しているはずがその度に強殖装甲システムにより再生されて“復活”を遂げている。
戦闘に際しては柔軟かつ大胆な機転や発想を見せることがしばしばあり、幾度の危難を乗り越え、一流の戦士として成長を遂げており、その冷静沈着さと意志の強さでは目を見張るものを備えつつある。また「一般人を犠牲にしない」という信念を貫く姿勢は、クルメグニク配下のブランカイ三兄弟がガイバー・ギガンティックに偽装して市街地で破壊活動を行った際に即「あの深町晶がか？」と疑問視されるなど、クロノス側からも一目置かれている。
殖装への掛け声は「ガイバー」。巨人殖装への掛け声は「ガイバー・ギガンティック」。
瀬川 瑞紀（せがわ みずき）（M：富沢美智江 O：水谷優子 T：水樹奈々）
晶の幼なじみ。最初は顎人に想いを寄せていたが、晶の戦いを理解していくうち、次第に晶を愛し、助けになりたいと思うようになる。髪型はボブカット。
巻島と志津、ギュオーとヴァルキュリアの襲来という三つ巴状態の中、哲郎ともどもアポルオンに攫われ、シラー島に連れ込まれる。当初は文明社会から隔絶した環境に混乱していたが、アポルオンが手配したレストハウスと補給物資が安定してからは哲郎とアル（アルカンフェル）の世話をしている。
瀬川 哲郎（せがわ てつろう）（O：塩屋浩三 T：高口公介）
瑞紀の兄。恰幅ある体格で、眼鏡を着用する。晶の兄貴分にして、よき相談相手。高校ではSF研究会の部長。下校の際、裏道を通って帰ろうと晶を誘ったことで結果的に「ユニット」と接触し、晶がガイバーとなる運命を招いた。このことに心を痛めており、自分の出来得る限り晶をサポートしようと遺跡基地最下層潜伏時には様々なデータを閲覧するなど努力する。速水たちが遺した資料や独自に収集したデータによる独学ながら、高度な科学的分析能力を身につけている。
巻島と志津、ギュオーとヴァルキュリアの襲来という三つ巴状態の中、瑞紀ともどもアポルオンに攫われ、シラー島に連れ込まれる。当初は文明社会から隔絶した環境に混乱していたが、アポルオンが手配したレストハウスと補給物資が安定してからは補給物資の中にあったゲームなどを楽しむ余裕も出てきた。
多賀 なつき（たが なつき）（O：本多知恵子 T：足立友）
瀬川哲郎の同級生。SF研究会の部員。遺跡基地（レリックス・ポイント）崩壊後は、瀬川兄妹たちの潜伏の手助けをしていた。以降も晶たちに協力していくことになる。怪獣マニアであり、クロノスの世界征服後、一般人に獣化兵（ゾアノイド）への調製が奨励、普及されはじめたことから独自に調査・チェックリストを作成している。彼女の言によれば同じタイプの獣化兵には人間形態でも共通点があり、見分けることができるという。
クロノス統治前のころの髪型はロングだったが、以後はボブカットとなっている。
アプトムや麻生、常盤平など、クロノスの世界征服後に加わった仲間たちを晶たちのもとに案内する役どころとなっている。大学生の身分ながら友人たちの状況を心配して自主休講して付き合うことも多い。
村上 征樹（むらかみ まさき）（O：鈴置洋孝 T：真殿光昭）
フリーのルポライター。ニューギニアの奥地を仲間たちと取材中にクロノスに拉致され、実験体として十二神将の1人リヒャルト・ギュオーの「試作獣神将（プロトゾアロード）」に調製された。クロノスから脱走した後はルポライターを名乗り、「ユニット」を追う中で、晶と出会う。不完全ではあるがその能力は獣神将に準じ、晶たちの仲間として大きな戦力となった。試作体であるため、元来短命であり能力を発揮するたびに消耗するが、ギュオーと戦い執念で追い詰めるが、ギュオーの思念波による「ゾアクリスタルの共振」により生命の元であるダミー・クリスタルを破壊され、死亡した。その後、村上の遺体はアルカンフェルにより回収され、ギュオーから摘出したゾアクリスタルを与えられた上で、ゾアロードへの再調整を施され、13人目の獣神将「イマカラム・ミラービリス」として蘇った。戦闘形態の変化への掛け声は「獣神変」。クロノスの世界征服前の時点での年齢は29歳。登場当初はサングラスを着用、拳銃（フリーダムアームズ社製）を所持しRX-7カブリオレを駆っていた。本来のゾアロードと同様，プロトゾアロードに調整された時点で老化が止まっている。なお、イマカラム・ミラービリスとなった以後については、後述の#イマカラム・ミラービリスの項を参照。
小田桐 佳雄（おだぎり よしお）（T：西村知道）
クロノス遺跡基地最下層の研究分析室主任で実質的な責任者。かつて山村教授の助手を務め、彼に共鳴してクロノスへの反抗を志す。ガイバーや村上たちを助けるが、遺跡基地崩壊時に金縛りにされた村上を庇ってギュオーに殺害される。
彼の所有していた屋敷は速水たち助手連を経て晶たちの隠れ家として利用されていたが、ギュオー、ヴァルキュリアの襲撃で焼失してしまった。
速水 利章（はやみ としあき）（T：大西健晴）
もと遺跡基地最下層研究スタッフである科学者。小田桐と共にクロノスへの反抗を志す。後に、クロノスによって植えつけられたウイルスを無効化するため、伊集院、鳥居、藤原などの仲間と共に自ら望んで損種実験体となる実験を敢行、クジ引きによって決めた順番が最後だったことから3人分のデータが揃っていたため、唯一人生き延びた。獣化した際には冷気を操る能力があるが、能力の発動は余命を縮めることを知っていてもなお戦った。
アルカンフェルへの謀反を企むクルメグニクをはじめとする三人の獣神将らに捕らえられたアプトムを救うために、ガイバーI・深町晶とともにクロノス統制局日本支部局舎「クラウド・ゲート」に潜入。獣神将カブラールに操られたアプトムと戦闘になるもこれをガイバーIとともに退けた。だが、最後にはアプトム復活の苗床として自ら望んで余命短い自らの肉体を融合捕食させ死亡した。
アプトム（O：二又一成 回収版：小野健一 T：稲田徹）
「究極の戦闘生物（バトルクリーチャー）」を自称する元クロノス損種実験体（ロストナンバーズ）。かつてリヒャルト・ギュオー率いる損種実験体部隊（ロストナンバーズ・コマンド）の一員としてガイバーIと戦うも敗北、仲間のソムルム、ダイムを失う。その後バルカスによる再調製で強化され、新たな能力も身につけたが、同時に獣神将の精神支配を受け付けなくなり、クロノスを離反して独自に行動するようになった。あらゆる生命体を“融合捕食”し、遺伝子形質を取り込んでその能力を獲得することができる。また意識を共有する複数の身体を持つ事が可能であり、うち一体（の一部組織）でも残存していれば生存・復活が可能である。
クロノスの世界征服後は、行方不明になったガイバーI・深町晶が瀬川兄妹たちのもとへ帰ってくると考え、彼らを守っていた。それは“ガイバーIは自分が倒す”という考えによるものであったが、晶が帰還してからは反クロノスという立場で手を貸す形になって行き、イマカラムやカブラールなど獣神将との戦い以降は共に闘うようになる。晶を甘ちゃんと呼びつつ、その「甘さ」を受け入れて晶のフォローをする役どころとなりつつある。特に自分の復活の為に速水が自ら犠牲となった事に感銘を受け、カブラールを倒して仇を取ると共に、その遺志を継いで晶と共に世界の守護者として戦う事となる。戦いを通じて晶だけでなく他の仲間たちとの絆も深まり、現在では彼が晶に会いに来ていたことを知った瑞紀に「寄っていけばいいのに」と言われるまでに受け入れられている。アポルオンなどの新たな脅威に対抗するためのクロノスとの一時休戦にも合意している。
人間の姿は顔の左半面に痣を持つ（バルカスの読んでいる資料では痣のない顔写真が添付されているのが確認されている）。サングラスをたびたび着用しており、クロノスの世界征服後の日本では皮ジャンを着込んだいで立ちで行動している。
麻生 啓介（あそう けいすけ）
写真週刊誌のカメラマン。村上征樹とは大学の先輩後輩で気の合う友人だった。村上が行方不明になった時の経緯から、クロノスの支配には当初より疑問を抱いており、イマカラムの素顔を見たことによりその疑念が確信に変わる。それ以来ガイバーを追い続け、後輩の常盤平とともにクルメグニクたちがプルクシュタールを暗殺する場面を目撃してしまう。言葉遣いは荒く、べらんめえ調である。
カブラール戦以来、晶たちと接触を繰り返しており、小田桐邸焼失後は自宅に晶を居候させている。なつきも頻繁に出入りするようになり、気楽な一人暮らしを懐かしむこともある。
常盤平 保（ときわだいら たもつ）
麻生の仕事の後輩。麻生とコンビを組んで写真を撮っており、クルメグニクたちがプルクシュタールを暗殺する場面を目撃してしまう。
ジャーナリストでありながら、物事を額面通りに受け取ったり、巨大化したギガンティックを「バケモノ」と呼んで理解の及ばないものからは逃避してしまう傾向があり、しばしば麻生にたしなめられている。
尾沼 与平（O：緒方賢一 T：麻生智久）
顎人が隠れ家として用意していた別荘で別荘番を務める老人。尾沼志津の祖父。元は顎人の実父一家に仕えていた使用人で、顎人に忠実。魅奈神山での戦いからクロノスが世界を征服した後も瀬川兄妹・晶たちと行動を共にするが、イマカラムとの戦いの際、エンザイムIIIから顎人を庇おうとして死亡する。死後、生没年月日が判明した（もっとも意図的な悪戯か、ほぼ同時期に死んでいる筈の他の墓石は没年が10年近く、ずれているものもある）。

### ゼウスの雷
魅奈神山の戦い後、アメリカで巻島顎人が組織したクロノスに対抗するレジスタンス。メンバーの過半数が調整体とされ一大勢力となりつつある。組織についての詳細は#用語に後述。
巻島 顎人（まきしま あぎと）（O：田中秀幸 T：小西克幸）
ガイバーIII、ギガンティック・ダークに殖装する。クロノス日本支部（旧日本支部）長・巻島玄蔵の養子で、高校では生徒会会長。自分や実の親の人生を力ずくで捻じ曲げられたため、どんな手段を用いても絶対的な“力”を手に入れようとする。知略に長け、常人離れした戦闘センスとカリスマ性を持つ。
当初はガイバーIIIとして正体を明かすことなく暗躍した。ガイバーI・深町晶を反クロノスの立場で支援するも、目的はクロノスをも打倒して世界の覇者となることであり、その野心の暗示として「クロノス」を倒すもの「ゼウス」とリヒャルト・ギュオーを前にして名乗った。しかし魅奈神山・遺跡基地にて、そこに拉致された瀬川兄妹、深町史雄の救出の際、正体を明るみに出す。以後晶たちと共に遺跡基地崩壊までを戦う。
遺跡基地崩壊時に顎人はガイバーI・晶の意思に応じた遺跡宇宙船の力によりアメリカに転移（ワープ）し、クロノスが世界制圧を成し遂げたころには反クロノスのレジスタンス「ゼウスの雷（いかづち）」を組織していた。その後、晶の入った「蛹」を追い、その日本へのワープに乗じて帰還。ガイバー・ギガンティックとして目覚めた晶と共に再び戦列に加わるが、速水から「損種実験体への調製に関するデータ」を得たのを最後に晶たちとは袂を分かった。尾沼志津を連れてアメリカへと赴き、「ゼウスの雷」のリーダーとして活動を再開する。
元々晶たちに仲間意識を持っておらず、仲間を演じながらも自らの野望のため常に利用することを考えていた。リベルタス軍団を生み出すためのデータと巨人殖装のコントロールを手に入れたことから晶たちの利用価値が無くなったと判断し、これを切り捨てる。だが、「ゼウスの雷」の軍勢を率いたクロノスアリゾナ本部基地襲撃のおりに、日本で獣神将カブラールと戦う晶が巨人殖装の主導権を取り戻した。そのため逆に巨人殖装を奪い返されてしまうも、そこでもう一つの遺跡宇宙船の航行制御球を手に入れることに辛くも成功していた彼は、ギガンティック・ダークへの巨人殖装を自ら再構築した。
忽然と東京に現れ、小田桐邸を訪れて晶に決着をつけることを申し入れた結果引き起こされたガイバーIとの戦いは巨人殖装同士の戦いへと発展する。しかし、ギガンティックXDの前にはその力及ばず、顎人は戦いへの諦念を示した。
その真意には、遺跡宇宙船の航行制御球を使用して敢行した「ダイヴ（降臨者の記録の閲覧）」からの“何か”が影響している様子であり、晶とも一応和解している（上記の戦いが決着した際にもデュアル・コントロール・メタルを通じて何らかのデータ交換を行っている）。アメリカへの帰還後、与平や速水たちだけではなく、戦死したリベルタスの墓を作るなど心境の変化が見てとれる。
次に登場した際にはグリセルダらと共にクルメグニクのアジトへ攻撃を行い、晶とのデータ交換の際に得たデータからXD化した。
殖装への掛け声は「殖装」。巨人殖装への掛け声は「来い！巨人殖装」。
尾沼 志津（おぬま しづ）（O：川村万梨阿 T：根谷美智子）
尾沼与平の孫。与平と共に顎人が用意した別荘で別荘番として暮らしていた。魅奈神山の戦いから晶・瀬川兄妹らと行動を共にする。顎人を慕っており、淑やかな雰囲気の少女だが彼のためであれば自ら車の運転も買って出る行動的な一面や、ネオ・ゼクトールに重傷を負わされたガイバーIIIを身を挺して庇うなど、気丈な一面も見せる。だが、顎人を慕うあまりに他者、特に顎人と同じ殖装者である晶を無意識に下に見ている部分もある。髪型はロング。
与平の死後は、晶たちと袂を分かちアメリカへと再び渡る顎人に随って「ゼウスの雷」のメンバーに加わり、強力な思念波でリベルタスを統率する上位調製体「グリセルダ」に調製される。グリセルダは自身も高い戦闘力を持っておりギガンティック・ダークを支援するが、優秀な能力の獲得の代償に志津の肉体の寿命は僅か数年のものとなった。なお調製は彼女自身の合意のもとに行われている。自分自身はともかく、リベルタスとなった者たちを支配し、死すら命じる立場には心苦しく感じている。
アルフレッド・ヘッカリング
元クロノス調製局のナンバー2。獣神将の調製にも関わった天才科学者。ギガンティック・ダークにアリゾナ本部から拉致されるが、バルカスに対する対抗心から顎人に手を貸し、獣神将の支配を受けない調製体であるリベルタスとその統率者の上位調整体であるグリセルダを生み出す。その目的は「巻島顎人の野望の行く末を見届けること」に推移しつつある。
その他のメンバー
レジスタンス活動を行う構成員たち。顎人と共にアメリカの調製施設の制圧を行っていた。銃器や爆弾などの兵器を用い、獣化兵に対抗する。後に過半数のメンバーが「リベルタス」に調製された。リベルタスへの調製に対するリスクが伝えられているかは不明だが、志願者は顎人と志津を信じて「自ら選んだ生き方」と割り切っている。

### クロノス
物語当初は秘密結社として存在しており、ガイバーとなった晶の前に組織からの刺客が差し向けられた。世界に姿を現し、全国家を制圧した後は地球全土を統治しており、その大きな力の前に晶たちは隠れながらも抵抗勢力として戦い続けている。詳細は#用語に後述。
オズワルド・A・リスカー（O：若本規夫 T：石塚運昇）
クロノス日本支部（旧日本支部）に派遣された監察官。古くからクロノスの一員として活動してきた家系出身のエリート。格闘技のエキスパートであり、超獣化兵への調製を約束されていたが、未調製の人間。実験体によって外部に持ち出された「ユニット」3個のうち、唯一回収出来た1個が突然起動して体に取り付いたため、ガイバーIIに殖装することになる。
圧倒的な戦闘力の差で、あと一歩のところまでガイバーIを追い詰めたが、破損していた制御装置（コントロールメタル）が暴走。その隙を突いたガイバーIの攻撃にコントロールメタルを完全に破壊され、制御を失った強殖細胞に肉体を侵食された。1個体の強殖生物となりかけたが、強殖細胞に“喰われて”溶け崩れていくガイバーIIの無残な姿に恐怖したガイバーI・深町晶のメガスマッシャーにより消し飛ばされている。享年31。
テレビアニメ版ではガイバーIはメガスマッシャーを発射することなく、強殖細胞に“喰われた”リスカーは日本支部施設の崩壊に巻き込まれて絶命した。また同作では、原作漫画や他のアニメではなかった殖装への掛け声として「適合（アダプト）」と発声している。
少年時より血気盛んでもあり、自身の将来においても親の名（北米支部ニューヨーク支局長）を引き継ぐ程度では満足できずに反発していた。義母であるアストリッドが父親の後添いに入った時にリスカーは13歳と思春期に差し掛かった時期であり、彼自身も複雑な思いを抱いていた。義妹であるヴァルキュリアには義兄としても愛情を注いでいたが、ある日父との衝突の流れで彼女の母を侮辱する言葉を吐いてしまい、それをヴァルキュリアに聞かれてしまったことから距離を取っていた。
バルキュリア（M：戸田恵子）
1986年公開の劇場版アニメのみに登場するガイバーIIの殖装者である女性。クロノス日本支部に派遣された監察官であり、オズワルド・A・リスカーに相当する役柄であるが、同作では原作からキャラクターが変更されている。碧眼で、ややクセのある赤い髪はロング。近年になって原作にもフィードバックキャラクター「ヴァルキュリア・F・リスカー」が登場している（#ヴァルキュリア・フォーシュバリ・リスカー参照）。
巻島 玄蔵（まきしま げんぞう）（M,O：筈見純 T：緒方賢一）
マックス製薬社長でクロノス日本支部（旧日本支部）長だったが、「ユニット」を巡る度重なる失敗の責任を問われ、対ガイバー用試作獣化兵エンザイムに調製されてしまう。ガイバーIの制御装置（コントロールメタル）を抉り出すも、ガイバーIが成り果てた強殖生物である個体を始末するためリヒャルト・ギュオーの思念波による命令で自壊して果てた。
巻島顎人の養父であり、実の伯父。自身の地位を固める有能な手駒として甥の顎人に目を付け、弟（顎人の実父）の事業を破綻させてその負債と引き換えに顎人を養子とし、顎人にとっては直接の仇と言える人物だった。
ゼルブブス（O：山寺宏一 T：三宅健太）
パナダイン（T：宗矢樹頼）
ギュオーの子飼いの超獣化兵。ゼルブブスは筋力増強と生体ビーム砲のハイブリッド型、パナダインは液体爆薬を発射して相手を爆破する。両者ともにガイバーIと戦うも退けられており、その最期も両者同じくガイバーIIIに倒されている。
ゼルブブスは、1989年のOVAにおいてはクロノス日本支部（旧日本支部）が「超獣化兵を目指して」開発した獣化兵という設定とされた。また、小説版においては前田という名前を持つギュオーの側近であり、日本支部（旧日本支部）に潜入している。テレビアニメ版でのゼルブブスは、リスカーとは養成学校時代の同期で、ガイバーIのプレッシャーカノンで重傷を負わされてギュオーの思念波による命令で撤退を余儀なくされ、再調整後復活したガイバーIに戦いを挑むも過剰防衛プログラムによって行動するガイバーIに切り刻まれた挙げ句、ガイバーIIに止めを刺され絶命した。
ソムルム（O：森川智之 T：四宮豪）
ダイム（O：古田信幸 T：酒井敬幸）
損種実験体（ロストナンバーズ）。アプトムとともに遺跡基地よりギュオーの麾下に送られた損種実験体部隊（ロストナンバーズ・コマンド）。ソムルムは生体細胞を融合させる粘液を吐き、ダイムは大地と融合してこれを操り仲間を援護する。
ソムルムは瀬川兄妹の拉致を試みるもガイバーIに阻まれ、倒された。ダイムはアプトムと共に巻島顎人の遺跡基地への送迎を阻もうとするガイバーIを足止めするため、立ち塞がるも倒される。2名とも戦闘において死亡。人間の姿は、ソムルムは額とこめかみに傷痕のような皺を持ち、ダイムはスキンヘッドで恰幅の良い体格。
アプトムにとっては損種実験体となって以来の親友であり、彼らを殺されたことがアプトムのガイバーIに対する執着の切っ掛けであった。

#### 超獣化兵（ハイパーゾアノイド）五人衆
ドクター・バルカス直属のエリート部隊。クロノス遺跡基地にてガイバーたちの前に現れ、立ち塞がる。また、彼らの能力の獲得を目論むアプトムに付け狙われ、3名が融合捕食の犠牲となった。
ゼクトール（O：沢木郁也 T：志村知幸）
五人衆のリーダー。メンバーの中でも最強を誇る超獣化兵。人間の姿は屈強な体格の白人で獣化後はカブト虫をモチーフとした姿となる。
ガイバーIIIおよびアプトムとの遺跡基地での戦いでもその実力を発揮。他のメンバーが死亡する中、アプトムに片足を捕食されるものの唯一生き残る。なお、アプトムには以前より反逆の疑いを抱いていた描写がある。後に自身の復讐とメンバーの敵討ちのためバルガスによる過酷な再調製を受け入れ、余命数日の損種実験体となるも、対アプトムの狩人（ハンター）としてより高い戦闘力を持つネオ・ゼクトールと変貌した。そしてクロノスの世界征服後の日本・東京に現れ、アプトムを蹂躙しただけでなく加勢に来たガイバーIIIをも圧倒した。両者を敗北寸前まで追い詰めたこの絶望的状況が瑞樹の悲壮な助けを呼び、眠っていた晶の意識を呼び覚ますガイバー・ギガンティック登場への契機となる。ギガンティックの威容を前に、成層圏から執念の「ファイナル・ブラスター・テンペスト」の射撃を敢行、自身の肉体を崩壊させてまで放つこの技で絶命した。エリート意識は強く尊大な性格だが、同時に仲間を思う心と冷静さを持っていた。アプトムにとって特に思い入れのある人物のようであり、死後も度々その名を挙げ、その戦法を真似たりもしている。
エレゲン（O：小杉十郎太 T：遠近孝一）
電気ウナギのような超獣化兵。電撃を操る。人間の姿はスキンヘッドの男。アプトムによる融合捕食の最初の犠牲者となった。性格的にはアプトムに聞かれているとも知らず陰口を叩くなど卑しさ、弱さが目立ち、融合捕食されかけた際には情けない悲鳴をあげていた。
ダーゼルブ（O：郷里大輔 T：四宮豪）
サイに似た筋力強化型超獣化兵。火炎や高熱を放つ。人間の姿は屈強な体格の黒人。戦闘工作員の首なし死体をベースに分体したアプトムの二人目を倒すが、その直後に出現したガスターに化けたアプトムに欺かれ、融合捕食された。
ガスター（O：銀河万丈 T：園部好德）
両肩に巨大な瘤として、生体ミサイルランチャーを備える超獣化兵。ガイバーIIIがメガスマッシャーを放とうと胸部装甲を開いた所に生体ミサイルを撃ち込み、重傷を負わせている。戦闘工作員の首なし死体をベースに分体したアプトムの最初の一人に不意討ちを受け、融合捕食された。人間の姿は長髪、耳朶の上端が尖っている。
ザンクルス（O：広中雅志 T：河本邦弘）
高速戦闘型の超獣化兵。両腕に手が変化した高周波ブレードを備えており、斬撃を繰り出す。ガイバーIIIに高周波ブレードで体を両断され五人衆の中では最初に死亡。

#### 十二神将
クロノスの最高幹部。メンバー全員が獣神将（ゾアロード）と呼ばれる最高位の調整体。獣化兵はおろかガイバーをも凌駕する戦闘力を持つ。魅奈神山・遺跡基地にてギュオーの叛意が露見した際、その姿を現した。クロノスが世界を征服した後は、数人のメンバーが各国行政の統括を担っている様子。十二神将のもつゾアクリスタルは、バルカスによってアルカンフェルの「オリジナル」を胚分割してつくったレプリカで、総帥のアルカンフェルには、他の十一人の神将は逆らえない。
獣神将の詳細ついては#用語に後述。
アルカンフェル（T：松本保典）
- 身長（人間形態時）：177cm

十二神将の長であり、クロノスの創設者にして総帥。降臨者の手によって調製された唯一の“原初の獣神将（オリジナル・ゾアロード）”であり、降臨者のデータを元にしてバルカスが調製した他の神将とは次元の違う戦闘力を持つ「超獣神将（スーパーゾアロード）」。バルカスはその力を「（アルカンフェル以外の）神将メンバー11人が束になっても勝てない」と評価している。太古の昔、降臨者の手により獣化兵の長となるべく生み出された存在であり、地球の命運に深く関わっている存在でもある。創造主である降臨者が地球にまだいたころ、主への忠誠は非常に厚かった。しかし0号ガイバーが引き起こした事件をきっかけに、降臨者が地球の全生物の廃棄処分を決定したことから、創造主の意に背き反抗。アルカンフェルは降臨者が地球を破壊するために転送（ワープ）させた「超巨大隕石」を、調整体の身体機能を狂わせる電撃（パルス）を浴びた直後ながらも破壊、力を使い果たし数万年の眠りについた。電撃の後遺症により、アルカンフェルは「休眠期」と呼ばれる深い眠りに時おり囚われる身体となった。この「休眠期」中のアルカンフェルはまったくの無防備となり、なおかつ他の十二神将の精神に及ぼす“支配力”が著しく弱まってしまう。現在のアルカンフェルの目的の1つは、ガイバーを捕らえ、ユニットを入手して「休眠期」を克服することである。現在はイマカラムを救出したのち、短期の休眠に入っているが、身柄はアポルオンに押さえられており、瀬川兄妹に提供したログハウスにて眠っていた。その後、目覚めるが日本語（少なくとも瀬川兄妹に通じる言語）が話せなくなっており、名乗った際に辛うじて聞き取れた発音「アル」と呼ばれている。
「休眠期」によって、しばしば他の神将メンバーの前に姿を現わさないため不信を招くこともあり、またその“支配力”が低下することから「休眠期」中に調製されたリヒャルト・ギュオーの造反が起きた。アルカンフェルの「休眠期」の秘密とその寝所であるシラー島・「眠りの神殿」の所在を知る者は神将メンバーのうちでも数少ない（当初はハミルカル・バルカス、そして次にイマカラム・ミラービリス。後にバルカスによりシン・ルベオ・アムニカルスとフリドリッヒ・フォン・プルクシュタールの二人に打ち明けられた）。他の神将メンバーの前に姿を現わさない理由、ガイバーに拘る理由は徹底して秘匿しているが、そのことを訝る獣神将ラグナク・ド・クルメグニクをはじめとする三人の獣神将が謀反する事態を招いている。
クロノスが世界を征服して地球を惑星国家として樹立させ、他天体への進出を標榜しているのは、盟主であるアルカンフェルが降臨者の元に詰め寄らんとする目的のため。彼の意思に応じて組織は推進している。
人間形態でも瞬間移動能力（空間操位能力）や、生物の特性を一瞥するだけで解析する能力（戦闘生物アプトムの能力特性を看破した）などの特殊能力を見せている。その姿ではゾア・クリスタルの露出は見られないが、耳朶の上端が尖る。容貌は少年のようとも形容され、眼の瞳孔は猫科の動物のような縦長のものを持つ。
ハミルカル・バルカス（O：加藤精三 T：亀井三郎）
- 身長（人間形態時）：193cm

400年以上前、新大陸（アメリカ）を目指す航海の途中遭難し、大西洋に浮かぶ孤島・シラー島に漂着。そこで眠り続けていたアルカンフェルと出会い、半ば本能的に臣従を誓う。クロノス最古参の幹部であり、アルカンフェルの命により組織の基を築き上げた。降臨者の遺跡から得たデータと生来の高い知性、長年蓄えた豊富な知識を持ち、調製技術に関しては最高権威者。「怪物頭脳」と呼ばれることもある。神将メンバーからは「バルカス翁」、クロノス構成員の大半からは「ドクター」と尊称される。ギュオーなど大半の獣神将の調製を行った。
アルカンフェルの最初の臣下であることから、他の獣神将も敬意を持って接している。
外見は、禿頭で白い髭を長く伸ばした老人であり、獣神将の特徴であるゾア・クリスタルが額に大きく露出している。思念波の強さと透視能力は十二神将中で最大といわれており、戦闘能力も有しているようだが攻撃する様子や戦闘形態はいまだ見せていない。
魅奈神山・遺跡基地にてクロノス十二神将の一人として登場。ガイバーI・深町晶の父・深町史雄をエンザイムIIに調製し対峙させるなど、非情な作戦を立案、実行した。また、アプトムの再調製を手がけ晶たちを偵察する任務に付かせていたが、結果クロノスに仇なす「戦闘生物」を誕生させる事態を生んでしまっている。その実、謀反を企んでいたギュオーを監視する目的を持っていた。
アルカンフェルが「休眠期」に入る体であること、その寝所がシラー島・「眠りの神殿」であることを最初に知っていた人物である。イマカラムの十二神将列席により、神将メンバーたちのアルカンフェルへの信頼が揺らぎ始めたため、バルカスはシン、およびプルクシュタールにそのことを打ち明けた。
アリゾナ・クロノス本部基地を預かり、二度に及ぶギガンティック・ダークの侵攻を迎え撃っている。一度目は施設に甚大な被害をこうむるも基地は存えたが、二度目は迎撃した二人の神将メンバーが殉死、本部基地が自爆したうえに自身も重傷を負った。3ヵ月後回復し、報告のため赴いたシラー島にて拝謁したアルカンフェルは「休眠期」でありながらも目覚めて、自責するバルカスは諌められる。十二神将からの欠員や造反の発生、難敵ガイバー・ギガンティックのXD化、アポルオンやガイバーII Fの出現など問題の山積するクロノスの行く先、そして地球の命運を懸念している。ガイバーIII・巻島顎人との確執に拘りを持ちつつもシンから進言された「ガイバーサイドとの一時休戦」に同意する。
シン・ルベオ・アムニカルス（T：松本大）
- 身長（人間形態時）：198cm

370年前にアルメニアでバルカスに見出された、獣神将の中でも古株の1人。人間形態においてもゾア・クリスタルの一部が額に露出しており、耳朶の上端が尖っている。プルクシュタール亡き以前はクロノス統制局北米支部の最高責任者であった。親アルカンフェル派の1人で、バルカスからの信頼も厚い。プルクシュタールとは古い友人で、共にバルカスからアルカンフェルの「休眠期」の事実を明かされる。
不確かな死を遂げた盟友プルクシュタールに代わって日本統制局を取り仕切り、クロノスの威信にかけ統治に臨む。地球の命運の一端を担う者は、ガイバーたちであると考えはじめている。
責任感が強く、義理堅い性格である。アポルオンの情報を求めて接触してきた晶に対し、カブラールの暴走を止めてくれたことに感謝の意を伝えるが、そのことで逆に晶から顎人との戦いの際に彼が張ったバリアーのおかげで惨事を免れたことの礼を言われると、顔に「お互い様だ」と含羞の色を浮かべている（その様子を見ていたアプトムから2人とも「似た者同士か」と評された）。また、晶との因縁を鑑み、ガイバーII F・ヴァルキュリアの情報を独断で伝えている。
シン自身はガイバーI・深町晶に対しては互いに敵同士の立場にあるという以上の感情は無く、協力体制を取れるならばとバルカスに対して「ガイバーサイドとの一時休戦」を進言する。
フリドリッヒ・フォン・プルクシュタール（T：土田大）
- 身長（人間形態時）：195cm

親アルカンフェル派の獣神将。215年前にウィーンでバルカスに見出され獣神将となった。アルカンフェルに対して強い忠誠心を持ち、その「休眠期」の事実を知る数少ない人物。クロノス世界征服後の統制局日本支部の統括者であり、クラウドゲートを襲撃したガイバーやそれに味方するアプトムについて、市民に「我々の他天体への進出を阻む異星人の尖兵」と喧伝し、情報操作を行った。雷撃を操る遠隔攻撃の使い手であり、人間形態時にゾア・クリスタルの露出は見られないが、耳朶の上端が尖っている。
クルメグニクらの陰謀で引き起こされた「ガイバー・ギガンティック（に擬態した超獣化兵）による無差別テロ」によって、おびき寄せられたガイバー・ギガンティックと灯が丘パークシティにて邂逅、戦うことを余儀なくされる。戦闘形態をとって激しく戦うも、戦闘中に晶から聞かされた自身が知らぬ「ギガンティックに擬態した超獣化兵」や自分たちが力尽きたところで都合よく現れたクルメグニクらに疑念を持つが謀殺された。遺体はアリゾナ本部に冷凍保存されていた様子だが、本部が壊滅したその後は不明。
ラグナク・ド・クルメグニク（T：麻生智久）
- 身長（人間形態時）：210cm

アルカンフェルに叛意を抱く獣神将の1人で、アフリカ支部を統括している。顔の文様とスキンヘッドが印象的な浅黒い肌の男。人間形態ではゾア・クリスタルは露出していないが、埋め込まれていると見られる額の部分が盛り上がっている。
ギュオーの叛意の根拠はユニットにあると考え、自らもユニットを手に入れようと、同じく叛意を抱くカブラール、ジャービルと共に謀略をめぐらし、プルクシュタールをその手で暗殺する、遭遇したギュオーに稼働期限付のダミー・クリスタルと配下の獣化兵（ウーヌス）を与えるなどの行動に出る。彼らのリーダー格であり、現在はカラコルム山脈にあるアジトに潜伏中。ギュオーに対する増援を送り出した直後に「ゼウスの雷」の襲撃を受け、ジャービルと共に戦闘に突入する。その体格に反して「球」状に変化し、魔神形態となったジャービルと合体した状態で戦う。
配下の獣化兵にブランカイ三兄弟やウーヌスなど合体することで能力を発揮するものが多いのが特徴。
カブラール・ハーン
- 身長（人間形態時）：152cm

他の神将に「老師」と呼ばれる。人間形態は満州族（あるいは遊牧民）風の衣装を纏った小柄な老人。常に結跏趺坐を組み浮遊しており、額にゾア・クリスタルの露出は見られないが、その耳朶は上端が尖っている。アルカンフェルに叛意を持つ三神将の1人であり、プルクシュタール暗殺などの共謀に加担する。インド支部を統括。
人間形態のままでも「石化」能力や瞬間移動能力を発揮し、それによりアプトムを捕えた。また、本来の脳の代わりに「擬似脳（ダミー・ブレイン）」を埋め込まれたアプトムを思念波により操り、ガイバーIおよび速水利章と戦わせる。しかしアプトムの肉体が倒されたことで激しい精神ダメージを受け激怒、周囲の獣化兵を融合吸収する奥の手「巨獣神変化（ドラゴニック・バースト）」を発動させ、全長100mを越す巨大な怪獣のような戦闘形態「巨獣神（ドラグロード）」を出現させた。巨獣神変化は制圧戦でも使用しているが、取った形態は異なる模様。
巨大化したガイバー（ギガンティックXD）との最終兵器の撃ち合いに敗れるも、カブラール本体は巨獣神の背鰭ミサイル（生体ミサイル）に分体して脱出。だが、待ち構えていたアプトムにより倒される
クラウド・ゲートに詰めていた職員のみならず、東京都下の民間人調製体を犠牲にした末に、真・煉獄砲(ウェールス・プルガトリウム)で地上を焼き払おうとした行為はクロノスにとっても統治を揺るがす大きなダメージとなった。
ジャービル・ブン・ハイヤーン（T：園部好徳）
- 身長（人間形態時）：189cm

アルカンフェルに叛意を抱く獣神将。人間形態は髭を蓄えターバンを巻き、額に埋め込まれたゾア・クリスタルが小さく露出している。クロノスが世界を制圧した後はオーストラリア支部を統括していたが、クルメグニク、カブラールとともにアルカンフェルへの謀反を企み、プルクシュタール暗殺などの共謀に加担する。カブラールがガイバーたちに敗れ、謀反が組織に露呈した現在は、クルメグニクの秘密のアジトに身をよせている。「ゼウスの雷」の襲撃を受け、クルメグニクと共に戦闘に突入する。
「魔神」と称する68mに達する巨体となり、TNT火薬10t分に相当する威力を持つ「圧搾空気弾」や、天候干渉による「超巨大嵐雲（スーパーセル）」を発生させる。しかし、これだけの能力を発揮するにはクルメグニクの協力が必要らしく、地力はそう高くない可能性がある。
ワフェルダノス
- 身長（人間形態時）：203cm

長い頭髪と顔面を覆うような長い鬚を蓄えた剛毛だらけの魁偉な姿。額にゾア・クリスタルの一部が露出しており、耳朶の上端が尖っている。また、口に並ぶ歯は獣のように鋭い。
その正体は人間としての出自を持っておらず、太古の昔、降臨者によって獣神将とは別の存在として調整された実験生物である。「ワフェルダノス」の名も元々は個人を指すものではなく、彼を中枢に構成される生体ユニットとしての名称である。300年前、彼に出会って興味を覚えたバルカスによりゾア・クリスタルを与えられ獣神将となった。そのため、普段見せる人間に類似した姿は、ゾア・クリスタルの能力によって彼自身を含めた生体ユニット全員が、生体圧縮されて変身した姿である。従って他の十二神将とは違い、戦闘時の人間形態から戦闘形態への変身は行わず、戦闘能力も異質。通常時の姿のまま身体に備え持つ鋼より強い体毛、超高密度の生体繊維「臣毛」を用いて戦う。
「臣毛」は巨人殖装したガイバーに対抗でき得る強力な武器だが、長時間の展開の維持は不可能であり、限界時間を経過すると元来の姿である「臣民」へと変化してしまう。ギガンティック・ダークとの戦いにおいて「臣毛」の維持時間を超えた彼は、ゾア・クリスタルをバルカスに返し、自身もまた本来の生体ユニットとしての異形を現すも敗れ去る。だが、自分が何者であるかを教え、獣神将として生きる意義を与えてくれたバルカスに心から恩義を感じており、悔やむことはなかった。現在、バルカスが生還した際に残った「ワフェルダノスの枝根」の一部が本部の培養槽に保存されている。
李剡魋（リエンツイ）（T：四宮豪）
- 身長（人間形態時）：186cm

左目のみの隻眼で、普段は右目を前髪で隠している。空間を自在に切断し繋ぎ換える能力を持つ。アルカンフェルの行動に疑念を抱きながらもワフェルダノスとともにアリゾナ基地地下の遺跡宇宙船を守ってギガンティック・ダークと戦い倒されたが、その忠誠を全うした。戦闘形態の変化への掛け声は「化獣神（ホアショウシェン）」。
エドワード・カールレオン
- 身長（人間形態時）：197cm

十二神将の1人。長髪の人間形態の姿では額にゾア・クリスタルの露出は見られないが、尖った上端の耳朶を持つ。アルカンフェルに対しては不穏な発言をしていたものの、“方舟”に侵入したアポルオンに対し、プルクシュタール、李剡魋、ワフェルダノスのゾア・クリスタルを守って戦った。戦闘形態となり分身能力を駆使するも、同様の能力を見せたアポルオンに敗れ、自身のゾア・クリスタルまでも奪われる。そのため現在は極度の老衰状態となっており、命が危ぶまれている。

トゥアハ・デ・ガレノス
- 身長（人間形態時）：241cm

岩のような肌をしており、魅奈神山では口から火炎もしくは熱線のようなものを吐き、遺跡宇宙船に攻撃を行った。

イマカラム・ミラービリス
粛清されたギュオーに代わり新たに加わった13人目の神将。その正体は、アルカンフェル自らによってギュオーのゾア・クリスタルを与えられ、蘇生した村上征樹本人である。クロノス統制局日本支部に着任後、クラウド・ゲートに潜入したガイバーI、ガイバーIIIの前にはだかる。
人間態の容姿は長髪となっている以外、以前の村上とおよそ変わらないが、その瞳がアルカンフェルと同じものとなっている。獣神将特有のプロテクターとマントで身を包み、サングラス状のゴーグルを着用する。しばしば「休眠期」に入るアルカンフェルにより、その間の彼を警護する唯一絶対の忠実なる僕としてイマカラムは獣神将の列に加えられた。なお、蘇生する以前の記憶は有しているものの、バルカスにより精神操作を施され、その精神はアルカンフェルとリンクしている。いわばアルカンフェルの身体の一部とも言える存在である。
新宿でのガイバーI・III、アプトムとの交戦は人間形態のままで圧倒する強さを見せた。アルカンフェルと同じ攻撃方法も発揮しており、その上に戦闘形態を見せ追い詰めた。その後晶たちが潜伏するアパートをエンザイムIII部隊を率いて襲撃。ガイバー・ギガンティックとの直接対決にて「村上」に対して冷徹になりきれない晶を倒すが、ここでガイバーIIIがはじめてギガンティック・ダークに殖装する。これと対決したイマカラムは横浜にて禁断の技「擬似ブラックホール」すら繰り出し、都市の破壊におよぶ激闘を繰り広げた。しかし結果、巨人殖装の威力を余すことなく引き出す顎人によってゾア・クリスタルを割られ倒される。死亡は免れたものの昏睡状態のまま、アルカンフェルの手でシラー島・「眠りの神殿」に運ばれ「バイタル・ポッド」（有機体組成の調製槽）内で眠り治療を受けた。その際、アルカンフェルの古き記憶を垣間見る。特別に扱われ、他の神将と連携を取らずに独自に行動するため、秩序を重んじるプルクシュタールには疎んじられていた様子。また、元ガイバーの味方という出自にくわえ、新参者にもかかわらず他の神将メンバーが与り知らないアルカンフェルの意向を反映して動く彼の存在は、獣神将らが盟主への不信を深める事態を招いた。
イマカラムの昏睡からの目覚めは、衛星軌道上の“方舟”よりバイタル・ビームを照射させたアルカンフェルによりもたらされた。すでに次の「休眠期」に入った体を押してアルカンフェルは自身を護衛させるため、眠り続けるイマカラムに“方舟”が半年間蓄えたエネルギーを全て譲与して復活させる。“方舟”へと赴いてまどろむ主をシラー島に連れ帰り、眠りにつく様を見届けたイマカラムは、後の全てを委ねられながらも、何らかの思いがある様子。
なお「イマカラム (IMAKARUM)」は「村上 (MURAKAMI)」を逆に読んだものであり、「ミラービリス」はラテン語で「驚異」の意味である。また、クロノス側では（二人だけの時に限られるが）アルカンフェルのみ、本来の村上の名である「マサキ」と呼ぶ。戦闘形態への掛け声は以前と変わらず「獣神変」。

### その他の登場人物
深町 史雄（ふかまち ふみお）（M：小杉十郎太 O：島香裕 T：宮田浩徳）
晶の父親。晶とは父子二人暮し（母親は早くに亡くなっている）。晶に対する人質としてクロノスに誘拐され、後にガイバーI・晶に助け出されるも、その時は既に対ガイバー用獣化兵・エンザイムIIに調製されていた。史雄が獣化した個体は思念波に操られてガイバーIを攻撃、その脳を破壊した。しかし、殖装者の危機に反応した強殖装甲システムは過剰防衛プログラムを起動させ、晶の意識の無いまま戦闘を続行しエンザイムIIをメガスマッシャーで消滅させた。
自らの手で父を殺してしまったことは晶に重大な心的外傷を与える。その後、襲ってきた別個体のエンザイムIIを見た晶は、戦闘中であるのにもかかわらず意識せず殖装を解除してしまう現象を引き起こす。あまつさえ史雄を手に掛けた記憶を失っており、それから一時期、殖装不能に陥った。
山村 晋一郎（やまむら しんいちろう）
作中では既に故人。村上征樹の恩師で彼を試作型獣神将に推挙した人物。元々は考古学者で降臨者の遺跡であった魅奈神山の研究をしていたことが切っ掛けで20年前、クロノスに接触を受けた結果参加せざるを得なくなる。その後、大学教授も続けながらクロノスのブレーンとして世界中の遺跡から得たデータの分析・研究を行っていたが「ユニット・G」にまつわる秘密を知ったことから、物語の開始5年前にアリゾナで村上ら自分に賛同した4人の若者を試作型獣神将とし、彼らとともにクロノスに反乱（目的はリヒャルト・ギュオーの抹殺）を起こす。反乱自体は失敗するも脱出した村上、遺跡基地の小田桐や速水、そして深町晶にもその志は受け継がれて行くことになる。
高里（たかさと）（O：梅津秀行 ）
OVA第1期4話に登場する大東新聞の記者。晶たちの高校のOBで、哲郎の先輩にあたる人物。クロノスが瑞紀を狙ってきたことに対して危機感を強めた哲郎が、クロノスの存在を公にするため、記事として取り上げてもらうよう説得を試みた。 だが、晶がガイバーIに殖装する姿を目撃してしまったため、機密保持のためクロノスによって新聞社ごと爆破され殺害された。その死はクロノスの息のかかったマスコミによって、過激派の仕業として報道された。
田中（たなか）（T：鈴木琢磨 ）
テレビアニメ版に登場する哲郎と顔見知りの警官で、彼とは互いに「哲ちゃん」「田中さん」と呼ぶほど親しい間柄。第4話で助手の警官とパトロール中に、ガイバーIに殖装した晶とゼルブブスの戦闘を目撃してしまい、機密保持のためゼルブブスに溶解液で助手と共に晶と哲郎の目の前で抹殺される。彼らの死は、クロノスの裏工作によって、パトロール中の玉突き事故による殉職として処理された。

リヒャルト・ギュオー（O：柴田秀勝 T：有本欽隆）
- 身長（人間形態時）：212cm

浅黒い肌の魁偉な男。かつてバルカスによって調整された12番目の獣神将であり、最高幹部会「十二神将」に列席していた。
重力制御を得意とし、アルカンフェルを除いた神将メンバーの中では最強の戦闘力を持つとされていた。人間形態は他の神将のような、埋め込まれたゾア・クリスタルが露出した額や、尖った上端の耳朶を持たない。4人の実験体（試作獣神将。村上征樹もそのうちの1人）からのデータを得て調製されている。
失脚した巻島玄蔵に代わって、新たなクロノス日本支部（旧日本支部）の統括者として現れた。総司令と呼ばれ、獣化兵を指揮してガイバーIを一度は倒すも、復活したガイバーIにより日本支部は壊滅。爆発する施設と運命を共にした（テレビアニメ版では、脱出用のヘリコプターがガイバーIIIが仕掛けた爆弾で撃墜された）かと思われた。しかし生き延びており、人間の姿でガイバーと互角の腕力を発揮するその正体は、獣神将の存在が明るみとなる以前は謎であった。
強殖装甲の真の力を知っており、自身が支配者となる野心がためアルカンフェルに叛意を抱き、造反を企む。魅奈神山では、その目論見を知る村上を亡き者とするため直接行動に出て、正規の獣神将として初めて戦闘形態を見せ、ガイバーIII、村上を圧倒する戦闘力を発揮した。その後、遺跡基地にてギュオーの叛意を見抜き来訪したアルカンフェルに追われ、禁断の重力技「擬似ブラック・ホール」にて盟主たるものを葬ったかに見えたが、「事象の地平」から戦闘形態（バトルスタイル）で帰還したアルカンフェルにゾア・クリスタルを摘出され、ユニットリムーバーとともに魅奈神山の火口に落ち、死亡したかに思われた。その後、かろうじて生き延びたギュオーは、クルメグニクらに与えられたダミークリスタルによって制限はあるものの戦闘力を取り戻し、ガイバーII Fを翼下に引き込んで何事かを謀略している。創映新社のフェアリーダスト誌のコラムによれば、外見のモデルはテラ戦士ΨBOYのゴールデン・フレイム。

ヴァルキュリア・フォーシュバリ・リスカー（Valkyria Forsberg Lisker）
クロノス幹部候補の1人でありながら反旗を翻した女性の監察官。24歳。ガイバーII Fに殖装する。ロングヘアはウェーブのかかった金髪。
ワシントン・クロノス北米支部統制局舎（ピラーズ・オブ・ヘヴン）のセクションD地下機密保管庫を爆破、多数の獣化兵・超獣化兵と交戦、撃破して脱出した「女ガイバー」。壊滅したアリゾナ・クロノス本部基地からその間際に強殖細胞サンプルを持ち出し、監察官の権限でピラーズ・オブ・ヘヴンの機密保管庫に潜入。そこに収蔵されていた“人造コントロール・メタル”とそれを組み合わせることで「強殖装甲システム（ユニットG）」を構築し、第四の殖装体となったと思される。「ユニット」は複製品であるが、その身体能力により、ガイバーII Fの高い戦闘力が発揮されている。現在は、ギュオーと行動を共にしている。
北米支部での戦闘後に登場する、ワシントン近郊に停車していた彼女のものと思しき自動車はランボルギーニ・レヴェントン。
かつてガイバーIIと共に滅んだオズワルド・A・リスカーの義妹。兄であるオズワルドを倒したガイバーIを執拗に追う。しかし、自分の「ユニット」の性能不足の影響で殖装を繰り返すうちに、細胞レベルでの復元不能による身体機能の不調に苦しみつつあり、生きながら強殖生物へと変貌していく危険性が暗示されている。1986年公開の劇場版アニメからのフィードバックキャラクターである。殖装への掛け声はテレビアニメ版のリスカーと同じく「適合（アダプト）」。

アポルオン
ゾアクリスタルの回収を目的としている謎の人物。ガイバーのコントロールメタルに近似した組成素材の兜状のマスクおよびプロテクターを纏い、素顔を隠す。ギガンティックXD、アプトムに倒されたカブラールのゾア・クリスタルを回収した。続いて“方舟”に収められていたプルクシュタール、ワフェルダノス、李剡魋のゾア・クリスタルを奪取したあと、カールレオンを倒してそのクリスタルを強奪した。マスクとプロテクターの組成素材から、バルカスは降臨者の尖兵である可能性を疑っている。“方舟”で戦ったカールレオンは、アポルオンが自分と同じ能力を使ったことから、その正体に心当たりがある様子であった。また、アルカンフェルと同等の畏怖をカールレオンに与えていた。その後、瀬川兄妹をシラー島に拉致し、休眠中のアルカンフェルと接触させた。なお、瀬川兄妹に対しては「レストハウス（エアコン付）」を用意したり、定期的に物資（食料や衣料品のみならず、雑誌やゲーム機など娯楽品も含む）を届けたりと、友好的である。
アルカンフェルの「空間転移」、村上（イマカラム）のバリアーを応用した「切断波」、カールレオンの「デバウァリング・プラズマ」、李剡魋の「絶空斬」、ギュオーの「重力指弾」など、複数の獣神将の技を使いこなす。

ガイバーIII（M：小杉十郎太）
1986年公開の劇場版アニメでは、ガイバーIIIの正体は明らかにされていない。

## 用語
降臨者
はるか昔、地球に降り立った異星人の集団の呼称。アルカンフェルには「我々はウラヌスである」と名乗った。多くの異星種族で構成されていたと考えられている。地球をガイアと呼び、超高度な科学力を駆使して生命体の進化をコントロールしていた。彼らの目的は兵器としての生命体の開発であり、汎用兵器の素体として人類を開発した（先に恐竜を開発したが、命令遂行に必要な知性や多様な環境に対する適応能力に欠けるとして抹消した）。「獣化兵（ゾアノイド）軍団」を作り出し星間戦争に駆り出す予定であったが、後述の理由によって計画を破棄し、地球を去った。ガイバーIIIがウラヌスの聖櫃にあった航行制御球にアクセスした際のセリフによれば、数千億年の歴史を持つようである。
人類
「降臨者（ウラヌス）」が遺伝子操作の果てに作り出した、用途に合わせて「調製」され獣化兵となる汎用戦闘生物。地球の生物は遺伝子に降臨者に対する「絶対的服従」が刻み込まれており、人類もその例外ではない。しかし人類に強殖装甲を与えた実験により、降臨者が殖装した場合の数百倍の戦闘能力を発揮し、かつそれと同時に降臨者の精神支配から解放されてしまう予想外の事実が判明した。地球生物は降臨者の思念波を拒絶する因子を潜在させており強殖装甲の殖装はこれを活性化させる。強殖装甲ユニットは汎用品であり降臨者のいるところには必ず存在するため、彼らは人類とユニットの接触を危険視し人類の廃棄、抹消を決定した。
強殖装甲
接触した生物を融合・強化する「強殖生物」とそれを制御する「制御装置（コントロールメタル）」で構成されている「瞬間生体改造システム」であり可逆的な脱着が可能。降臨者の標準装備品であり、別の惑星の異種族から構成された降臨者それぞれに適合するよう、汎用性を持ったシステムとなっている。これを人類に装着した場合は、降臨者の予想を上回る能力を発揮した。
装着により肉体構造が変わり、内臓等も造りかえられるため、食事によるエネルギー補給が不要となり消化器官など戦闘に必要とされない器官は退化痕跡化する。ただし装着を解除すれば元の装着前の状態に戻る。強殖装甲を装備することを殖装と呼び、また殖装した人物を殖装者、殖装中の強殖装甲を含めた殖装者を殖装体と呼んでいる。
システムが未発動の状態は「ユニット」と呼ばれる直径30cmほどの円盤状の物体である。その中央に位置する制御装置が物理的に押されることでシステムが発動し、中の強殖生物が解放され直近の生物に取り付き、融合した生物の特性を読み取るとともにその体型に合わせた強殖装甲の外殻を形成、その個体の体の一部に強殖装甲を呼び出すための「誘殖組織」を植え付ける。強殖装甲は以後「ユニット・リムーバー」に制御装置の情報が初期化されるまでは外殻の形を保ち続ける。
人類が強殖装甲を殖装した場合、殖装者は強靭な外殻と高い身体能力の獲得にくわえ、強大な威力の武器を数々内蔵する体となり、並みの獣化兵が一度に多数対しても凌駕する戦闘力を発揮する。
オリジナルのユニットは地上に3つしか存在しなかったが、うち1つは殖装体「ガイバー」同士の戦闘により永久に失われている。ユニットは基本的に全て同じ性能であり、殖装体の性能差は殖装者の力の能力差、技術差がそのまま反映されるが、殖装者の精神状態・意志力にも多大な影響を受ける。また、強殖装甲は殖装状態で殖装者の意識がない場合、自動的に過剰防衛行動を取るようプログラムされており、ガイバーIは深町晶の意識がないまま自律行動を取って獣化兵を倒す様子をしばしば見せている。
殖装中は、食物の摂取を一切必要としなくなり、老化もしなくなる。さらに、殖装体が損傷しても制御装置が無事であれば、そこに記憶された情報を基に殖装者・強殖装甲ともに復元でき、たとえメタルに付着した一片の強殖細胞からでも全身を復元させることが可能。逆に制御装置が機能を失うと、強殖生物が暴走して殖装者は侵食されてしまう。
「ユニット」が発動して以後、未殖装時の強殖装甲は通常空間には存在せず（これについては作中で瀬川哲郎が、異次元空間へ移動して殖装者の傍に常時待機しているのだろうと予想している）、殖装者の殖装するという意思によって通常空間に現れるが、この次元移動の際に球形の衝撃波を発する。これは一種のバリヤーの役目を果たし、殖装が外部からの要因により妨げられることを防ぐ。衝撃波は殖装者を中心とする圏内の物体全てを弾き飛ばすため、戦闘に際しては殖装時のスキをフォローし、敵から身を守ることとなる。しかし味方にとっては危険であるため、殖装を行う殖装者から離れる必要がある。
殖装者同士は制御装置を介して念話することも可能である。一方が殖装していない場合であっても誘殖組織を有する殖装者であれば、殖装した側からの思念を受け取ることができる。
元来は「異なる種族の混成集団による宇宙の長旅」を支援する高機能な宇宙装備としての性質を持つものであり、そう極端な戦闘システムではない。人類による殖装体を降臨者が「ガイバー（規格外品）」と指して驚異をもって呼んだのは、優れた戦闘能力を持ちながらも彼らの（思念波による）精神支配から解放されてしまうことに起因する。
強殖生物
強殖生物とは不定形な生命体であり、本来は対象となる他の知性体に纏わりついて「捕殖」し、有機的に結合してその生体機能を強化・増幅して自らの活動に利用する危険な存在である。村上はこれも「降臨者」が生み出した「道具としての生命体」なのだろうと推測していた。
「ユニット」としてある強殖生物は制御装置（コントロールメタル）の制御下にあって強殖装甲のシステムを構築しており、その制御を離れれば本性を解放する。
原作漫画では制御装置を損失した殖装者（リスカー、晶）を「捕殖」して摂り込んだ。晶の場合はメタルを失った後、完全に侵食され、ひとつの強殖生物（ガイバーが変質した溶け崩れたような姿）となって単独行動する様子がある。また、エンザイム（後述）との戦闘で噛み千切られたガイバーIの左腕を核として強殖生物が晶そっくりの姿で個体化する事態も発生している。その個体の晶の姿は擬態であり、強殖生物としての怪物然とした姿を現して人を襲い、脅かした。だが、これはかなりイレギュラーなパターンでクロノスの研究では制御装置から切り離された強殖細胞は取捨選択すること無くあらゆる遺伝情報を取り込んで発現させ、急速に進化して自滅してしまうとしている。
ガイバー
「ガイバー」とは本来、降臨者の言葉で「規格外品」を意味する単語。作中では主に人類の殖装体を指す。強殖装甲ユニットは「ユニット・G（ガイバー）」とも呼ばれるが、これは地球人類における呼称である。強殖装甲の本来の機能は身体機能の維持であり、圧倒的な戦闘能力を持ちながら降臨者の精神支配を受けつけないガイバーはまさに彼らにとっての「規格外品」である。
クロノスの科学者の発言によると、筋力は獣神将に匹敵し、その小柄な体躯（ガイバーI：174cm、獣神将：250〜300cm）を考慮すれば筋力増幅効率はそれ以上とのこと。また、エネルギー保存の法則を覆すメガスマッシャーはビッグバンのミニチュアと称された。
作中で描写されたのは今のところは未調整の人間の殖装体のみだが、獣神将として調整された人間が殖装すると、降臨者の手にも余る超存在になるとの研究結果が降臨者によって結論付けられている。獣化兵が殖装した場合については今のところは言及が無いが、1994年の実写映画版においては獣化兵が殖装したガイバー・ゾアノイドが登場し、普通のガイバーより高い能力を示した。
巨人殖装（ギガンティック）
アルカンフェルの圧倒的な力に危機感を覚えたガイバーI・深町晶の意志に反応し、遺跡宇宙船（後述）の航行制御球（ナビゲーションメタル）が蓄積された降臨者のノウハウを基に遺跡宇宙船の組織と強殖細胞を融合させ誕生させた“重武装形態（戦闘型ガイバー）”。ガイバーの意思により召喚される「蛹」と呼ばれる物体の中から出現する装備・外殻を、ガイバーの上から重ねて殖装する。またはガイバーが「蛹」内部に一旦入り、装備・外殻を殖装して巨人殖装の姿を現す。
ガイバーより大型・巨大な姿となるため「巨人殖装」と称される。腕力はガイバーの状態の約20倍など従来の戦闘機能の強化に加え、体の各部にエネルギー・アンプが設けられバリヤー発生能力などが追加されているなど、獣神将に匹敵・凌駕する強力な戦闘力を発揮する。「対アルカンフェル」を想定して生み出された存在であり、その能力を抑えることなく揮うギガンティック・ダークの前には十二神将の中でもトップクラスの戦闘力を有すると思われるイマカラム・ミラービリスすら追い詰められ、倒された。
ただし、エネルギー切れになると殖装が強制解除されてしまう。補充するためには「蛹」の中に収納して異次元空間へ移す必要があるが、破損箇所の再構成はそれにより即時に行われるのに対して、エネルギーの回復には時間を必要とする様子。
また、当初は深町昌が生み出した一体の「蛹」のみが存在しており、巻島顎人と殖装者同士が共有する形で巨人殖装を発現させていが、顎人は自身がクロノスアリゾナ本部基地より奪取したもう一組の遺跡宇宙船の航行制御球を用い、独自に巨人殖装を再構築した（データそのものはガイバーIIIの制御装置に記録されていた）。それにより彼は、もう一つの「蛹」を所持し、専有する巨人殖装を発現することが可能となり、二体の巨人殖装が同時に出現する事態が実現している。
蛹
巨人殖装の装備・外殻が収納される楕円体の物体。通常は殖装前の強殖装甲と同じく異次元空間に待機しているが、殖装者の意思に呼応して通常空間に現れる。装備・外殻を出納する際は「蛹」の外殻が展開する。魅奈神山でのアルカンフェルとの戦闘で肉体を潰滅させられたガイバーI・深町晶は再生と同時に新たな武装の構築のため、この内部で1年に亘って眠りについていた。
巨人殖装の誕生の過程で生み出された物体である。魅奈神山にて、制御装置（コントロールメタル）を残して肉体を失ったガイバーIの意思に反応した遺跡宇宙船の航行制御球（ナビゲーションメタル）は、ガイバーIのコントロールメタルと負傷したガイバーIII・巻島顎人を引き寄せて、形成した“繭”状物体内部へと取り込みアメリカ・ロッキー山脈へと転移（ワープ）。半年後、ガイバーIIIは目覚めるも、そこにガイバーIは復活しておらず傍らにはガイバーIのコントロールメタルを内包した正体不明の「この物体」が横たわっていた。「蛹」の呼称はその時、物体内をヘッド・センサーで調べたガイバーIIIが、液状になった遺跡宇宙船の細胞組織とそれにからみつくように存在する強殖細胞により何かが進行している様子を探知し、そう形容したことによる。その直後にこれを回収したクロノスも同様に「サナギ」と呼んでおり、それは単に形状に由来する呼称であったものの、死海のほとりのクロノス研究所にてこれを透視したバルカスは、少しずつ“変態（メタモルフォーゼ）”する中身と微弱ながら脳波のようなものも感じたことから、妥当な呼び方だと発言している。
ガイバーI・晶が内部で眠っていたそのころ、瑞紀の思念に反応した晶の無自覚な意思により、自ら飛行してワープ能力を発揮し、イスラエルの死海から日本・東京までの距離をガイバーIIIとともに短時間で移動する現象も見せた。「蛹」を調査したクロノスの科学者は「外殻は非常に強靭」と述べている。なお「蛹」の名称どおり巨人殖装の温床であったころと、巨人殖装の装備・外殻のケース（容器）として機能している現在においての外殻形状は同一である。
巨人殖装への殖装は多くが「蛹」から装備・外殻を取り出す形で行われるが、内部に入っての殖装も何度か見せている。第72話でガイバーIIIが初めてギガンティック・ダークへと殖装した際には「蛹」内部へと入り、その際「蛹」が黒色に変化した（顎人が自ら「作り上げた」巨人殖装の「蛹」も黒色である様子）。第176話でもガイバーIは「蛹」内部に入りガイバー・ギガンティックへと殖装しているが、ガイバーIが内部に入った「蛹」は独自にバリアーを展開しギガンティック・ダークの攻撃を防御している。

クロノス
物語当初は秘密結社として存在しており、「ユニット」を手に入れガイバーとなった深町晶を捕獲・抹殺すべく暗躍する。十二神将の長・アルカンフェルを盟主として、獣化兵をはじめ一般の科学をはるかに超えたオーバーテクノロジーを擁する組織である。魅奈神山でのガイバーたちとの戦い、アルカンフェルによるギュオー粛清を経て、表舞台へと姿を現し、グリニッジ標準時の199X年8月17日の一斉蜂起により全世界をその征服下に置いた。
アルカンフェルの意思に従い組織は動く。世界征服を成就させるも、それは通過点であり、最終的には獣化兵の一大軍団を率いて「降臨者（ウラヌス）」に戦いを挑むことが企てられている。その統治は恐怖政治による圧政ではないものの、組織の実態や真の目的を公表しないまま、獣神将の精神支配によって絶対的服従する獣化兵への調製を民間人に奨励、公募に応じた志願者に施している。
オズワルド・A・リスカーの父親は、クロノスにおいて高い地位を得るために政略結婚をしており、義娘のヴァルキュリアもいずれ政略結婚の道具とされる宿命を危惧しており、秘密結社当時においてもクロノスは、その組織内に貴族的・特権階級的な家系を有するほどの組織であった様子。
獣化兵（ゾアノイド）
「調製」と呼ばれる遺伝子操作により第2形態への“変身”が可能（可逆的な物であり元の人間の姿には戻れる）となった人間を指す呼称。獣神将に思念波により支配され、絶対的の服従を遺伝子に刻み込まれている。次世代に能力を継承させるため、調製後も生殖能力を保っていることが「獣化兵」と呼称される最低条件である（調製の失敗により生殖能力を喪失した個体に関しては、後述の「損種実験体（ロストナンバーズ）」を参照）。“変身”した獣化兵の姿は、五体を有する人の形質であるもののおよそ常人より巨大な種々の動物めいた異形であり、その姿になることは「獣化」と呼ばれる（英語では「transformation」と呼称される様子）。
筋力増幅型、敏捷性増幅型、生体熱線砲（バイオブラスター）装備型など様々なタイプが存在する。それら獣化兵のタイプは単一の能力ごとの特化が見られ、複合的に高い能力要素を併せ持つ個体への調製は難しい様子である。しかし、数種の能力要素を高レベルで獲得した個体も僅かながら存在しており、「超獣化兵（ハイパーゾアノイド）」と呼ばれるカスタムタイプの獣化兵に調製が施された個体もある。
クロノスが秘密結社であったころには、獣化兵は死亡すると体組織が分解され、跡形なく消滅していたが、クロノスの世界征服後は倒された後も死体が残っている様子が描かれている（ただしクロノス本部基地の獣化兵は死亡後、分解・消滅している描写がある）。小説版（クロノスの秘密結社時代の物語）では、獣化兵に調製される者は「原則、身寄りのない者」という規定があるとされている。
クロノスの世界征服後は、民間人に獣化兵への調製が奨励されており、調製を受けたものは「調製済み」とされ社会的にも優遇されている。就職に有利、身体が丈夫になる、滅多なことでは死なない、などの好条件から調製志願者は増加傾向にあり、すでに東京都下だけでも2千人の民間人が調製を受けている。
また作中、獣化兵に調製された人間は全て男性であり、女性が調製された例はない。獣化兵ではない調製体には女性であるグリセルダが登場しているが、その存在を知ったバルカスは調製における性別について何らかの大きな要素がある様子を見せている。
なお、作者の高屋良樹は「基本的に獣化兵のデザインは『クリーチャー』（イキモノ）であって『フリークス』（バケモノ）ではナイ」と記している（例外はいる）。
超獣化兵（ハイパーゾアノイド）
獣化兵のカスタムタイプ。戦闘力はガイバーに匹敵もしくは上回る者もいるが、能力の高さと引き換えに量産に不向である特質を持つ。基本的にカスタムメイドであり、同型はほとんど存在しない。超獣化兵はエリートであり、最低でも階級は幹部候補生である。監察官は超獣化兵への調製が約束されている。作戦行動に際しては獣化兵同様のボディスーツを着用するが、ヘルメットは着用しない。
損種実験体（ロストナンバーズ）
獣化兵への調製の過程で生殖能力を喪失した一代限りの実験体。ゾアノイドの存在意義は遥か彼方に存在する降臨者の元へ攻め入る際の戦力である。数世代にも渡る長期航行を経る必要があるため、繁殖による数の維持・増加は必須要素であり、生殖能力を失った個体は失敗作として損種実験体として扱われる。そのほとんどは研究所内で生きたまま標本扱いにされる。中には、人間としての姿、知能までも失ってしまうような調製失敗のケースもある。ただし、生殖能力を失っただけで要求された能力は備えている個体、あるいは思いもよらぬ特殊能力を獲得した個体もあり、損種実験体部隊（ロストナンバー・コマンド）として実戦投入されている。
調製後に寿命が著しく短くなったような個体もこれに分類される。クロノスからガイバーユニットを盗み出して脱走した実験体やエンザイムに調製された巻島玄蔵、試作獣神将の村上征樹などだが、このケースの多くは試作実験の目的で調製期間が短く取られたことが原因であり、再調製を受ければ改善する例もある。
バランスを無視した能力の付加や過剰な再調製などは、特に損種実験体を生み出す危険性が高い（ゼクトールのように超獣化兵でも、再調製による能力付加によって損種実験体になってしまうケースがある）。クロノス日本支部（旧日本支部）においては獣化兵の開発件数に比例して損種実験体の発生件数が非常に多かった。
また、損種実験体には獣神将からの精神支配を受けにくい個体が生まれることもある。これを利用して、故意に調製をしくじってクロノスと戦うための獣化兵・調整体を生み出す方法を速水利章や「ゼウスの雷」が用いている。
戦闘工作員
クロノス配下の実働部隊となる兵士で、その多くが獣化兵に調製されている。肩当て付きの戦闘服に通信機とマルチスコープ機能をもつヘルメットを装備しており、各国支部によって装備には若干の差異がある。ヘルメットは顔全体を覆い隠してしまう形が多く、秘密結社のころから「制圧」以後も同じ格好をしていれば味方と認識してしまう一面もあり、装備を都合できれば変装も容易という欠点もある。

獣神将（ゾアロード）
クロノス十二神将はメンバー全てがこの存在であり、その戦闘能力はガイバーを凌駕する。上位調製体（ワフェルダノスは例外）であり、思念波による精神支配により獣化兵を統率する。普段の姿は人間と変わることはないが、戦闘に際しては戦闘形態（バトルスタイル）と呼ばれる異形となり、重力や気象、空間に干渉するなどの強力な能力を発揮して巨人殖装とも渡り合う。いずれの獣神将も、額にその能力の源となっている「ゾア・クリスタル」という結晶状の生体組織が埋め込まれており、それは能力の発動の際に発光する現象を見せる。
クロノスに調製された正規の獣化兵であれば獣神将の思念波による命令には逆らえず、獣神将は獣化兵を手足のように操ることができる。獣化兵に調製された者にとって獣神将は神にも等しい存在であるが、獣神将もまた降臨者に対する「絶対的服従」が遺伝子に刻み込まれている（ただしアルカンフェルは自身を廃棄した降臨者に反抗を見せている）。
戦闘形態にならずともある程度の戦闘能力を有しており、人間形態のままバリヤーの展開や空中飛行、熱線放射などの特殊能力を発揮できる。その上、不老である様子。一部の獣神将は人間形態においてもゾア・クリスタルが額から露出している。また、人間形態の外見としては、尖った上端の耳朶を持つものが多い。
なお獣神将は死亡しても死体は消失せずプルクシュタールの遺体が確認されている。
調製
人間の遺伝子に情報を付加し、身体を獣化兵やそれに類するものに変える処置を施す作業。「羊水」と呼ばれる液体を満たした容器である「調製槽」に人間を入れて行う。調製が完了していない獣化兵を調製槽から出すと短時間で分解されてしまうという描写があった。また、調製槽は再調製（対象個体の能力増強・追加）・追加調製（対象個体の能力追加）・メンテナンス（損傷修復など）にも使われる。「制圧」以降は世界各地に公営の調製施設が作られており、調製槽や羊水といった機材・物資などは製造レシピを公開して外部に発注することでハード面におけるコストを大幅に下げていると考えられるが、調製を行うためのソフト面の技術は一切流出させていない。
なお「調製槽」は、クロノス発祥の地球の技術で無機物の材質で作られたものがそう呼ばれるが、太古、降臨者は同様の機能を持つ有機体の組成物らしき「槽」（バイタル・ポッド）を用いており、アルカンフェル含めて冬眠状態の生物が収められたものが、いくつかシラー島の「眠りの神殿」には現存しているが、イマカラムの覚醒時にアルカンフェルが使っていたものが破損している。
ゾア・クリスタル
獣神将の額に埋め込まれている結晶状の生体組織。降臨者が調製した獣神将はオリジナル獣神将であるアルカンフェル1体であるため、本来は1つしか存在していなかった。他の神将メンバーの持つゾア・クリスタルは、アルカンフェルのクリスタルから胚核を分裂・培養して作られたレプリカ。形状はおおむね楕円体だが中にはカット状に角がある八面体のものもあり、神将によって差異が見られる。また、試作獣神将にはゾア・クリスタルを模した疑似物ダミー・クリスタルが埋め込まれているが、どのようにして作られたものかは現時点では不明。クルメグニクの動向などから、バルカス以外の獣神将配下のクロノス技術陣にも製作できるものと思われる。
獣神将の体細胞を管制する機能を持ち、アプトムの「融合捕食」を防ぐ能力を持つ（同様の機能を持っているのはガイバーのコントロール・メタルのみ）。獣神将の力の源であり、同時にウィークポイントでもある。ゾア・クリスタルを破損、喪失すれば獣神将はその力を失い、必ずしも即座に死亡するわけではないものの、場合によっては行動不能となり生命さえ危うくなる。
同様のクリスタル状の存在はグリセルダの額にも存在し、思念波を放っている時に獣神将と同じ光を放つ描写があることからヘッカリングが作成したゾア・クリスタルと思われるが詳細は不明である。
ユニット・リムーバー
降臨者の装備品。強殖装甲の制御装置の情報を強制的に初期化して殖装を解除、ユニットの状態に戻すことができる。作中ではギュオーとアルカンフェルが腕に装着し、そこから生体エネルギーを供給して稼動させていた。作中登場するリムーバーは地球上に唯一存在するものであり、ギュオーが魅奈神山火口へと落ちた際運命を共にしたかと思われたが、ギュオーが生存していたことから、いまだ秘匿されている可能性がある。
遺跡基地《RELICS POINT》
休眠状態で生き続ける完全な状態で、降臨者の生体宇宙船“遺跡宇宙船”がN県N市竹代町に在す魅奈神山の地下で発見された。それを調査、研究する目的で建造されたクロノスの一大拠点。ここに拉致された瀬川兄妹と父親・深町史雄の救出のためガイバーI・深町晶は村上とともに赴き、またガイバーIII・巻島顎人がその正体を明かした場所でもある。ここを含めた魅奈神山周辺が序盤のストーリーの舞台となった。
山全体と地上より深くまでの地中何階層にもおよぶ巨大な施設であり、思念波拡散放射システムや獣化兵の研究・開発セクション、居住セクションなどを備えている。またここから多くの線が伸びる地下リニア・ラインは日本各地に渉っており、クロノス日本支部（旧日本支部）への直通ラインも存在した。そのうちの廃線された坑道を使い、晶たちは遺跡基地最下層の小田桐佳雄の研究チームの元に身を寄せることとなる。基地最下層にそれまで何度かアプローチが試みられてきた遺跡宇宙船が存在しており、その起動に成功したガイバーたちにより浮上させられたため、基地は失われることとなった。
遺跡宇宙船《"RELICS" THE SPACE SHIP》
- 本体全幅：312m （安定翅を含む最大幅：1,008m）/ 全長：1,115m

降臨者の乗っていた宇宙船。船自体が1つの生命体であり、ワープによる航行も可能。惑星上においては生体兵器開発のための前進基地としての役割も果たしていた。殖装者の強殖装甲の制御装置と宇宙船の航行制御球をリンクさせることで、殖装者の意思で船の操縦、船体各部の操作が行われる。地球上の3ヶ所で発見されたうち2つは化石化した残骸であったが、クロノスはそこから発掘した航行制御球（ナビゲーションメタル：二つ一組の金属球状物体。遺跡宇宙船の航行制御室に設置されている）から得たデータを元に調製技術を始めとする高度な科学力を得た。
唯一、休眠状態で生き続けていた日本・魅奈神山の地中に存在する個体の上に、クロノスは遺跡基地（レリックス・ポイント）を建造していた。生きた遺跡宇宙船からはより貴重なデータが得られたと思われ、クロノス日本支部（旧日本支部）を獣化兵開発の業績トップに成さしめている。宇宙船のコントロールルームには強殖装甲ユニット3個とリムーバー1個の収納箇所があり、3個のユニットおよびリムーバーは魅奈神山の個体内部のその場で発見された。魅奈神山の個体はガイバーI・深町晶とその仲間の手で起動に成功するもその直後、十二神将の攻撃により失われている。
アリゾナ・クロノス本部基地最下層に存在する化石は、「ウラヌスの聖櫃」と称され研究対象であるとともに神聖視されていた。420年前、アルカンフェルとバルカスによりその地アリゾナで発見されたこれの航行制御球から、クロノスの調製技術の大半が得られているが、本部基地を襲撃した「ゼウスの雷」・巻島顎人により奪取された。
クラウド・ゲート《CRONOS JAPAN BRANCH CLOUD-GATE》
クロノス統制局日本支部局舎。東京都庁のごく近隣に所在する。東京タワーを超える全高412mの高層建造物であり、二塔構造となっている。屋上には全面を使用した思念波拡大放射システム「サイコウェーブ・ジェネレーター」が備えられており、これにより屋上最上部の最高幹部執務室（クラウド・ヘッド）で任に就く獣神将の思念波は増幅され、日本全土に向け放射される。61F〜72Fの一般市民調製セクションに用意された700基もの調製槽は関東最大規模を誇り、地上210m（55F〜59F）には大きく張り出したテーブル状のヘリポートを有している。二塔のビルの中央にある基層構築部は地上3階分の吹き抜け構造となっており、カフェテラスやギャラリーが設備され一般市民に公開される。しかし、地下の調製実験セクションでは新型獣化兵の開発が秘密裏に行われており、理想社会をうたうクロノスの暗部として非人道な人体実験が繰り返されている。
ゼウスの雷
魅奈神山の戦い後、アメリカで巻島顎人が組織したクロノスに対抗するレジスタンス。アメリカにてクロノスの調製施設を襲撃・制圧活動を行い通常火器で獣化兵に対抗していたが、苦戦を余儀なくされることもあった。しかし、ガイバーIIIが巨人殖装の力を得てギガンティック・ダークとなり、メンバーの過半数が調整体とされたことからクロノスにとって脅威的な一大勢力となる。獣神将の思念波を受け付けず、超獣化兵を凌駕する戦闘力を持つ調整体「リベルタス」の軍団とそれを束ねる「グリセルダ」を擁し、ワシントンの世界最大規模のクロノス統制局舎「ピラーズ・オブ・ヘヴン」とその庇護下の米第三調製施設を襲撃・破壊した。またその後、アリゾナのクロノス本部基地に壊滅をもたらしている。
“方舟”《THE ENORMOUS BIO SPACE SHIP "ARK"》
- 全長：51,020m / 全幅：16,030m / 全高：9,950m

クロノスが死海を丸ごと調製槽として遺跡宇宙船から採取した組織を培養・増強し、完成した超々巨大生体宇宙船。その全長50km以上の巨体は、死海の上に停空していた姿を目撃した者に「（船体の）向こう端が霞んで見えない」と言われるほど。広大な内部は乗組員である獣化兵を中心とした独立した生態系の形成が可能であり、数世代にわたる長期恒星間航行を目的に建造されている。船体各所に備えられた計12基のエネルギーアンプはそれぞれ十二神将のゾア・クリスタルに対応しており、フル稼動には十二神将全員の力が必要となる。現在は衛星軌道上にあり、地球の自転に逆行して常時昼側に船体を晒し、太陽光をエネルギーに変換して備蓄している段階である。
クロノス・アリゾナ本部基地《ARIZONA HEAD QUARTERS》
クロノス最大の拠点基地。アリゾナの砂漠地帯に所在するこの外貌は巨大なメサであり、その岩山内部と地上より地中深くまで大規模な基地施設が何層にもわたり建造されている。その地下最下層の大空洞に「ウラヌスの聖櫃」と呼ばれる遺跡宇宙船の化石が存在する。
メサ上部には、普段は岩面にカモフラージュされているヘリポートや「シャトルポッド」（十二神将専用の生体スペースシャトル）の発着場が備えられており、内部の基地施設上部にはサイコウェーブ・ラジエーターが設けられている。本部基地のものは特別に高出力であり、ここで増幅された獣神将の思念波は各支部局舎に設けられているサイコウェーブ・ラジエーターに中継され、世界各地に行き渡る。垂直に切り立った岩山の側面にも通常は岩面にカモフラージュされるヘリポートが多数備えられており、ヘリの発着の際には、下部を基部に扉状に展開してせり出させた盤面が用いられる。
地下部には中央に広幅な直径の縦坑が深層まで続いており、そこを三本の巨大なエレベーター・シャフトが貫く。坑内は各エリアごとに完全隔壁する「ジャイアント・シャッター」が設けられている。複合素材のジャイアント・シャッターは厚さ10mにも及び、閉じた隔壁は500kg爆弾の爆発にも十分に耐える。基地深層の縦坑底部には思念波増幅放射システムの要を成す、「サイコウェーブ・ラジエーター」が備えられており、ここで最大出力で強化されサイコウェーブ・ラジエーターによって放射される思念波は「常人ですら根源的な“畏敬”を揺すぶられひれ伏さざるを得ない」強烈なものとなる。獣神将が“天球の間”に居ながらにして、世界中の獣化兵を意のままに操るための設備である。
“天球の間”とは、最下層の「ウラヌスの聖櫃」の傍部に設けられているクロノス最高幹部・十二神将専用の議事ホールである。円卓の中央の、地球儀が映される立体スクリーンは閣議の際には様々な画像データも表示される。
本部基地は二度に亘りギガンティック・ダーク：巻島顎人の襲撃を受け結果、壊滅している。一度目はジャイアント・シャッターを幾枚破られ実験・開発セクションに甚大な被害をこうむったものの、顎人の目的がアルフレッド・ヘッカリングの拉致であったため基地は存えた。二度目は、ギガンティック・ダークがグリセルダ、リベルタスを率いる「ゼウスの雷」としての侵攻であり、迎え撃った神将メンバー、李剡魋、ワフェルダノスを亡くしハミルカル・バルカスも重傷を負った。顎人を仕留めるため基地は自爆させられたが、それにはおよばず「ウラヌスの聖櫃」の航行制御球も奪取されている。
また壊滅の間際、ここに保管されていたガイバーIIから採取された強殖細胞のサンプルはヴァルキュリア元監察官により持ち去られ、彼女が殖装体、ガイバーII Fとなるための「ユニット」構築に用いられたと思われる。
シラー島《THE ISLE OF "SILHA"》
周囲約800マイル（約1300km）の大西洋上の孤島。島は10個の大渦巻きに取り囲まれており、外洋からの接近が阻まれている。作中では14世紀のパリで出版されたJ・マンデヴィルの「東方旅行記」にこの島に関する記述があると、獣神将シン・ルベオ・アムニカルスにより語られている。当初よりその存在を知るのはクロノス組織内でも盟主アルカンフェルと獣神将ハミルカル・バルカスのみであった。400年あまり秘匿され続けてきたこの島の存在を次に、新たに十二神将に列席した獣神将イマカラム・ミラービリスが与り知ることとなり、続けてバルカスに打ち明けられたシンと獣神将フリドリッヒ・フォン・プルクシュタールが知ることとなった。
外界と隔絶されたこの島には、伝説や神話から抜け出してきたような“半獣人”たちや、全滅したはずの太古の生物（巨大爬虫類や原始哺乳類）などが独自の生態系を成し今も息づく。島の中央には山があり、その麓まで続く路は石畳に覆われ、頂上へと伸びる石段へと連なる。それら遺跡の一つとして山頂には石造りの神殿が存在する。近寄りがたい神秘的な空気をたちこめるその神殿こそがアルカンフェルの寝所、「眠りの神殿」である。神殿内の壁には奇怪な生物を象ったレリーフがそこかしこに彫られており、そこには島に生存する異形の生物や、調整体（獣化兵や戦闘形態のアルカンフェル）の姿、「降臨者」の宇宙船（遺跡宇宙船）らしきものまでもが見受けられる。地下の巨大な石の扉（どういう原理かひとりでに開閉する）の向こうには、「バイタル・ポッド」（有機体組成の調製槽）が安置される広い墓室のような空間がある。400年あまり前、その部屋でバルカスはそこに眠るアルカンフェルに出会った。また、同様に自動で開閉する石扉で仕切られた別の一室には、アルカンフェルのための石の寝台「眠りの棺」が設えられている。
作中、バルカスは島は降臨者たちの実験場のひとつだったと推測している。島の誕生とその実態は、「バイタル・ポッド」内にて昏睡していたイマカラム（村上）がアルカンフェルの記憶を垣間見たことで語られた。それによると、以下の通りである。
数万年前、精神支配を拒絶する因子を持つ地球生物を滅ぼそうとした生みの親・降臨者に反抗したアルカンフェルは、それを阻止するも力尽きて彼らが残した遺跡宇宙船の残骸の中の「バイタル・ポッド」にて眠りに入った。元々、残骸のあったその地は広大な島だったが、長い年月のうちの地殻変動によりほとんどの部分が海中に没した。しかし宇宙船の残骸を包む強力なサイコ・フィールドの働きにより周辺を含めた一角だけは残り、アルカンフェルを畏敬する島の住民（原初の調整体）たちは、眠り続ける主人のために残骸の上に神殿を築きその復活を祈った。それがシラー島形成と、「眠りの神殿」建設の経緯である。
シラー島に現生する半獣人たちにはいくつかの種が存在しており、背中に翅を持つ女性の小人「フェアリー」や下半身が魚である女性「マーメイド」、いわゆる人狼である凶暴な「ワーウルフ」、あるいは山羊のような頭角に下半身を持つ男性「パーン」などの姿が見られる。これら異形たちは降臨者の遺伝子操作実験により生まれた者の子孫であると思われる。
この島へ獣神将は乗り物を使用せず自力で飛行して訪れる。そうすることで、いかなる余人にも隠されている。
現在はアポルオンによって拉致された瀬川兄妹とアルカンフェルが暮らしており、彼らのために用意したログハウスが中央神殿の脇にある。定期的に食料や衣類などの生活物資や雑誌やゲーム機など娯楽品を詰めたコンテナが届けられている。
造反防止ウイルス
作中ではこのウイルスについて、その存在には触れられているものの単に「ウイルス」としか述べられていないため、ここでは暫定的に「造反防止ウイルス」とする。
未調製の人間で、獣化兵などの研究に従事する者は、「口封じ」「裏切り防止」のため体内に特殊なウイルスを植え付けられる。このウイルスは、脳の働きを活性化させる作用がある一方で、定期的にワクチンを接種しなければ体内で過剰に増殖して感染者を死に至らしめるという恐ろしいものである（クロノスは未調製の人間を組織に反逆させないように、そのワクチンの精製法を独占している）。一度体内に植え付けられると排除することは不可能で、唯一、完全無効化する方法は獣化兵への調製である（それによりウイルスは死滅するが、獣神将の思念波の支配を受ける）。ただ、速水らはそれを逆手に取り、自らがわざと損種実験体となることで、体内のウイルスを無効化し、かつ獣神将からの思念波の支配を受け付けにくくした。
ピラーズ・オブ・ヘヴン《CRONOS USA BRANCH PILLARS OF HEAVEN》
ワシントンに所在するクロノス統制局世界最大の局舎。クロノス統制局北米支部の拠点である。86064平方メートルに及ぶ敷地内にある全高1072mの超高層建造物であり、基層200mまでのプリン様構築部（グレート・クレピドーマ）と併せた三塔構造から成る。グレート・クレピドーマには、パブリック・ガーデンや商業エリアといった公共解放区を含む一般事務セクションが設けられており、この建造基部だけでも東京都庁に数倍する規模を持つ。地上550mには空中ヘリポートと、屋上にはクラウド・ゲートと同様のサイコウェーブ・ラジエーターが備えられている。また、屋上最上部にある最高幹部執務室はヴァーテックス・オブ・ピラーズと呼ばれる。
アメリカ合衆国におけるクロノス支配の象徴であるこの巨大建造施設は、それゆえにレジスタンス「ゼウスの雷」の襲撃を受けた。同組織のワシントン米第三調製施設への襲撃と同時に、その首魁であるギガンティック・ダークは攻撃を行い、三塔のうち一塔が地上600mの真ん中からへし折られる形で崩落。局舎足元に落下した構築部により周辺市街も半径2kmがほぼ壊滅する甚大な被害をこうむった。
現在は復旧が進められている様子。だが、セクションD地下機密保管庫を爆破、収蔵してあった人造コントロールメタルを奪取し、ガイバーII Fとなったヴァルキュリアが多数の獣化兵・超獣化兵と交戦。それらを撃破の上、メガスマッシャーの斉射により内部施設を破壊、逃走する事件も起きている。
ワシントン米第三調製施設《USA 3rd OPERATION PLANT》
ニューヨーク、デトロイトに次いで建設された合衆国三番目の、世界最大規模を誇る調整施設。ピラーズ・オブ・ヘヴン近隣の旧国防総省（ペンタゴン）の跡地に所在する施設外観は上空から見ると五角形である。設置された調製槽の総数は7000基、このうち随時稼動している物は4000基を超える。地下には実験・開発セクションが設けられる。
「ゼウスの雷」の襲撃を受け、グリセルダ率いるリベルタスの軍勢により破壊された。

## 戦闘形態・能力

### 殖装体（ガイバー）
ガイバーI《GUYVER I》
- 身長：174cm（頭角含まず） / 体重：261kg

深町晶が殖装した姿。体色は青みがかった緑。攻撃よりも防御を重視した性能となっており，装甲が厚い。これはユニット接触時の晶の精神状態が反映されたもの。
ガイバーII《GUYVER II》「男」
- 身長：210cm（頭角含まず） / 体重：360kg

オズワルド・A・リスカーが殖装した明黄色のガイバー。殖装者の身体能力の差によりガイバーIと戦った際には圧倒した。外見上はガイバーIと比してそれほど差異はないが、頭部の顔面のデザインは呼吸口が右側、左側に口部金属球（バイブレーション・グロウヴ）と左右非対称のものとなっている（デザインの変遷については#ガイバーのデザイン・体色の変更を参照）。また、制御装置（コントロールメタル）が損傷している様子は外見からも見て取れる。
ガイバーII《GUYVER II》「女」
- 身長：186cm（頭角含まず） / 体重：263kg

1986年公開の劇場版アニメにおけるガイバーIIは、殖装者の立場を、男のリスカーから女性監察官のバルキュリアにそのまま置き換えられた。体色は紫、体型は女性らしく細身で胸が強調されたデザインになっている。それと分かるほどに制御装置を損傷しているのは、ガイバーII「男」と同様である。
ガイバーIII《GUYVER III》
- 身長：191cm（頭角含まず） / 体重：328kg

巻島顎人が殖装した黒色のガイバー。ガイバーIに比べてマッシブで攻撃性を重視したスタイルになっており、高周波ソードは前腕部に2本（他のガイバーは1本のみ）装備する。さらに外見上の特徴としては、目つきが鋭く、頭部や口部にトゲのような突起を備えており、禍々しさすら感じられる攻撃的な姿となっている。
ガイバー0 / 0号ガイバー《GUYVER-0》
- 身長：不明 / 体重：不明

イマカラムや晶の回想に登場。降臨者が好奇心から原初の人類にユニットを殖装させたことで誕生した最初のガイバー。降臨者の想像を遥かに超えた戦闘力を発揮したが、降臨者の精神支配から完全に外れたため暴走、反逆した。多数の獣化兵を瞬く間に全滅させたが、アルカンフェルによってユニット・リムーバーでユニットと分離され、殖装していた個体は殺された。デザインはガイバーIにガイバーIIとIIIを足したようなもの。実写版第2作目『THE GUYVER DARK HERO』において、主人公の回想中に一瞬ではあるが登場している。
ガイバーII F（フィーメイル）
- 身長：181cm（頭角含まず） / 体重：262kg

ヴァルキュリアが殖装する紫色のガイバー。体形はガイバーIより細身で胸とウエストの細さが強調されたデザインとなっている（外見はガイバーII「女」とほとんど変らない）。強殖装甲システムはガイバーIIより採取された強殖細胞のサンプルと試作版“人造コントロールメタル”による複製であるが、攻撃性能はオリジナルに比べ遜色なく、むしろその殖装体はヴァルキュリアの身体能力により高い戦闘力を発揮する。しかし人造コントロールメタルは模造品ゆえに一部あるべき性能を再現できておらず、「殖装解除時に衣服の再構成ができない」「殖装に時間制限がある（限界時間を超えるとコントロールメタルが機能を停止し強殖細胞の暴走がはじまる）」などの欠陥を抱えている。また、重大な“脅威”を孕む存在と、その秘密を知るものに見なされている。
- ガイバーの装備・能力
  - アーム・パワーアンプ
前腕部にある瘤状の部分。重力制御球から供給されるエネルギーを増幅して、「重いパンチ」を打てるようにする。
  - レッグ・パワーアンプ
脚部にある瘤状の部分。重力制御の作用によってキック時の破壊力を増大させる。また、これの作用によって自重を擬似増大させ、重量ある敵との組み打ちを支援する。
  - 制御装置（コントロールメタル）
頭部の額に配置する金属の外質を有する装置。強殖装甲を制御するシステムの要であり、同時にガイバー最大の急所でもある。メタルが甚大に破損し機能を失うと、強殖細胞の増殖を抑えることができなくなり、殖装者は暴走した強殖生物に侵食されてしまう。また、殖装した状態では殖装者の脳に直結しており、これに強い電気ショックなどの衝撃を直に受ければ殖装者の意識が失われ、強殖装甲の機能は停止して殖装が解かれることもある。いくつかのパーツから構成されており、普段は内蔵されているリング部はガイバーが能力を発動する際に発光する。殖装者同士の念話を介する機能も有している。
  - ヘッドビーマー
制御装置（コントロールメタル）上部に配置された超高効率の赤外線レーザーである「ヘッドビーム」発射器官。威力はガイバーの武装としては低いが、並みの獣化兵に対しては必殺の威力を備えており、超獣化兵などの強力な敵に対しても弱点を突いた攻撃ならば十分に有効。チャージにかかる時間が短く連射が可能なため、牽制にも多用される。効率の良い排熱効果（レーザークーリング効果）も兼ねている。
  - ヘッド・センサー
頭部左右側面の溝に埋め込まれて配置される1対の金属球（埋め込まれているため、外観は半球状の金属体）。三次元複合センサー（このうち重力センサーと量子磁束センサーがVDFにセンサーの内容として記されている）であり遠隔・遮蔽場にある物体が探知でき、敵の存在の察知や物体の探査・走査に使用する。基本的な使用法は殖装者の意思による建造物などへの任意走査だが殖装者の任意の有無によらず自律的にも機能（主に視界外の敵に対する警戒察知）し、金属球は設置された頭部の溝に沿って探索方向に可動する。周囲の環境・建造物の構造の把握まで透視といえるほどの精度で探知でき、活用が可能。クラウド・ゲート屋上のように余計な遮蔽物のない場所なら半径50キロメートルの範囲を索敵できる。作中では「ガイバーの超感覚」とも形容される。
  - 高周波ソード
肘部の突起が伸長して形成される、一種の超音波カッター。使用時には1メートル前後の長さに展開する。高速で振動して接触した物体の分子結合を弱め、あらゆる物質を切り裂く。
  - 重力制御球（グラビティ・コントローラー）
臍下部に設置されている金属球。これによりガイバーは重力をコントロールし空中を飛行する。また、ここから供給されたエネルギーを両手の甲にあるエネルギー・コンプレッサーを介し、5指の間に収束して極小のワームホールを形成、この崩壊時の衝撃波を投射することもできる。「重圧砲（プレッシャーカノン）」と呼ばれるその武器は両手を用い投射を行うが、片手のみでも可能。極小ワームホールを地面に押し付けて土中を掘り進むという応用もある（99、107話）。
  - 口部金属球（バイブレーション・グロウヴ）
対象の固有共鳴周波数と同調する振動波を放射し、対象を破壊する「ソニック・バスター」の発生器官。声帯を持たないガイバーの発声器官でもある。
  - 胸部粒子砲（メガスマッシャー）
胸部装甲の下に存在する器官から粒子ビームを発射する（なお、肺は退化し喉の位置に呼吸器官が生成されている）。100メガワット以上の出力を誇る、ガイバー最大最強の武装。レンズ体は非常に脆い[2]ので普段は胸部装甲に覆われている。発射の際はガイバー自身の手を用い胸部装甲を引き剥がして展開する必要があるが、戦闘による負傷で両手腕が利かなくなったガイバーIは胸部装甲を自ずから開かせる現象も見せた。

#### 巨人殖装（ギガンティック）
ガイバー・ギガンティック《GUYVER GIGANTIC》
- 身長：272cm（頭角含まず） / 体重：393kg

ガイバーIの巨人殖装。体色は黄色に近い白で、ガイバーIIに近い。
ギガンティック・ダーク《GIGANTIC DARK》
- 身長：275cm（頭角含まず） / 体重：460kg

ガイバーIIIの巨人殖装。体色は黒。性能はガイバー・ギガンティックに準じるが、口部金属球が5個（ギガンティックは4個）、高周波ソードが左右3本、計6本（ギガンティックは左右1本、計2本）とガイバー・ギガンティックより数が多い。
- ギガンティックの装備・能力
  - エネルギー・アンプ（E.A）
身体の各部に配置されているパワージェネレーター。腰部と胸部の重力制御装置が作り出す重力エネルギーを増幅、またバリヤーを形成できる。拳にのみ力場を形成し、「グラビティ・ナックル」として打撃を放つ際にも作動する。各エネルギー・アンプは個別に重力制御を行い、バリヤーを操る能力がある。また、E.Aの存在する部位は互いに超空間レベルで繋がっており、物理的に切り離された際には任意に呼び戻したり、コントロールすることで「飛び道具」として利用することも可能。
  - 制御装置（デュアル・コントロール・メタル）
従来のガイバーの制御装置（コントロールメタル）と、遺跡宇宙船の航行制御球（ナビゲーションメタル）が変化した金属リングが合さって、頭部の額に設置される。外観はギガンティックの体躯に従ってかなり大型化しており、発光部が二重となっている。なお、降臨者の宇宙船の航行制御球は遺跡宇宙船として魅奈神山のモノ（ガイバー·ギガンティック）と化石化した宇宙船内からアリゾナのモノ（ガイバー·ギガンティックダーク）とで、それぞれ遺って居た｡
  - ヘッドビーマー
デュアル・コントロール・メタル上の大型ビーマーはガイバーのものの5倍の威力、メタルの両側の小型ビーマーはガイバーのものと同等の威力のレーザー光線を放つ。デュアル・コントロール・メタルの自動CIWSの機能も有する。
  - ヘッド・センサー
金属球の設置数が従来のガイバーのものより増えており、頭部の左右側面と上面の2対、および後頭部に1基、計5基となっている。
  - 高周波ソード
威力自体はガイバーと同等だが、伸縮自在かつ鞭のように柔軟に可動できるようになっており、攻撃可能範囲が大幅に拡大している。
  - 重力制御球（グラビティ・コントローラー）
従来のガイバーの臍下部の1基に加え、胸部左右にもそれぞれ金属球が1基ずつ2基が備わっており、計3基となっている。これが生む「重圧砲（プレッシャーカノン）」は連発によって獣神将のバリヤーを破ることが可能なほどに威力が強化された。また、ギガンティック・ダークが放つ最大出力のものは、「プレッシャー・カノン・ギガマキシマム」と呼称される。
  - 口部金属球（バイブレーション・グロウヴ）
通常露出している2個に加え、口部装甲下にも数個が備えられた。ギガンティックは計4個、ギガンティック・ダークは計5個を持つ。口部装甲を開き全ての金属球を露出させて放つ「ギガ・ソニックバスター」は、ガイバーの「ソニックバスター」に比べてチューニング速度、有効範囲が格段に広がっており、威力も増している。
  - プラズマジェット
背面に2基配置されており、作動させることで急加速が得られる。
  - 重力衝角（グラビティ・ラム）
胸部に配置された鋭利な突起。これを伸長させて、重力制御球の最大出力によるバリヤーを展開し、プラズマジェットで加速する突貫攻撃をおこなう。
  - ギガスマッシャー
胸部装甲下にある粒子砲。発射器官は胸の重力制御球を核に形成され、そこから放たれる全身のエネルギーアンプによって増幅される粒子ビームは、メガスマッシャーの100倍以上の威力を誇る。また、胸部装甲は手を用いずとも自動で展開する。

ギガンティックXD（エクシード）
- 身長：52m / 体重：2690t

ガイバー・ギガンティックが巨大化した姿。「巨神殖装」とも表記される。体色は赤。「超越（エクシード）」の命名は、あまりの威力の強大さを目の当たりにしたシンによる。巨大化には殖装者（晶）の心理的要素が大きく影響しているらしい。ギガンティックの能力はこの形態でも全て使用可能であり、武器の威力はサイズ比を大きく上回るパワーアップを遂げている。
その躯体は感覚こそあるが異次元から抽出された莫大なエネルギーが物質化した物で構成されており、本体やE.Aから切り離されると切り離された部位は物質状態を維持できず分解する。
ギガンティックXD（エクシード）ダークネス
- 身長：53m / 体重：3150t

ギガンティック・ダークが巨大化した姿。体色はギガンティック・ダーク同様の黒。ギガンティックXDのデュアル・コントロール・メタルからデータを受け取ったことで、エクシード化が可能になった。
- エクシードの武装
  - グラビティ・インプロージョン
形成過程にあるマイクロブラックホールを射出し、射線上のあらゆる物質・エネルギーを押し潰しつつ吸収、素粒子のレベルで崩壊させた上で「重力の井戸」の底に落とす超武装。マイクロブラックホールは対象を消滅させた後、蒸発する。巨獣神殲滅体に対して初めて使用され、真・煉獄砲の全エネルギーごと一瞬で消滅させた。使用時はギガンティックの持つ3基の重力制御球全てを稼動させ、全身のE.Aを展開、フル稼働状態となった上で胸の重力衝角と両肩の重力スタビライザーを展開させる必要がある。

ガイバー・アプティオン《GUYVER-APTION》
- 身長：176cm/体重：376kg

ガイバーIが被膜状に変形したアプトム・オメガブラストを身にまとった形態。この形態の主要な目的は、ガイバーIにアプトムのステルス能力を付与することにあり、この状態でシンとの接触のためクラウド・ゲートに潜入した。なお、この形態ではメガ・スマッシャーなどのガイバーIの武装は使用できないが、代わりに分子加速砲などのアプトムの武装は使用可能であり、身体能力はガイバーI、戦闘能力はアプトム・オメガブラストと総合的な戦闘能力自体はガイバーIと同等である。最大の相違点はバリアの有無で、バリアの張り方はアプトム独特である。

### クロノスの調製体

#### 正規採用タイプ（アダプションナンバーズ） 獣化兵（ゾアノイド）
簡易に調製できる量産型の一般的な獣化兵。どのタイプに調製されるかは適性を含めたメディカルチェックの後に決定し、必ずしも希望したタイプになるわけではない。
グレゴール《GREGOLE》（M：小杉十郎太 O：戸谷公次 T：園部好徳）
- 平均体高：235cm / 平均体重：150kg

クロノス日本支部（旧日本支部）にて早期に開発された筋力増幅型の獣化兵。筋力増幅度は常人の15倍を誇る。ガイバーIが最初に倒した獣化兵。非常に密度の高い筋肉組織と恐竜のそれを思わせる骨格構造を持ち、防御力にも優れる。至近距離からの衝撃を受けた場合には体内構造に損傷をきたすこともあるらしく、第1話で隊員が実験体の小型爆弾（テレビアニメ版では手榴弾）による自爆によって獣化したまま戻れなくなってしまったと報告している場面がある。
クロノスの世界征服後の東京にて、民間人の青年にナンパされた多賀なつきはこの調整体であると推測した（獣化前でも体格や顔つきで判別できると発言している）。その際、イメージ的に登場した彼女のチェックリストには、人間の姿である時の特徴として、目が大きく眼窩がへこんでいる、顎が四角い、二の腕が太い、鷲鼻である、などの特徴が記されている。小説版「鬼影の記憶」では、原作漫画で最初に登場したガイバーIが倒した個体に人間としての名前「長沼達夫」が設定されており、その遺族が登場する。
ラモチス《RAMOTITH》（O：藤本譲、菅原淳一）
- 平均体高：230cm / 平均体重：137kg

最も一般的な筋力増幅型の獣化兵。初期に実用化され、比較的容易に調製できることから、世界各国に配備されている。筋力増幅度は常人の10倍。クロノスの世界制圧戦時には日本の首相が本会議中これに獣化し、新宿アルタビジョンにその様子を捉えた国会中継が映されるシーンが描かれた。OVA版ではグレゴールの部下として働いている。また、クロノスの世界征服後、東京にてアプトムが吸収した警察官2人はこの調整体であったが、そのうち1人は「ムラヨシ」との名字がOVA版に登場している。
小説版では、体毛の色には黒・灰色など個人差があり、あまり物事を深く考えない性格（ただしこれはラモチスのみならず筋力増幅型一般に見られる調製方針）に調製されていることなどが設定されている。
ヴァモア《VAMORE》（M：藤城裕士 O：山口健 T：酒井敬幸）
- 平均体高：210cm / 平均体重：122kg

クロノス日本支部（旧日本支部）にて開発された生体熱線砲（バイオブラスター）タイプの獣化兵。獣化の際、両肩にレーザー発振器官が構成される。両肩の高出力生体レーザー砲は、厚さ30cmのコンクリート壁を1秒で貫通する。筋力増幅度は低いが、それでも常人の5倍程度ある。劇場公開版アニメに登場する個体は、人間である時の役柄として警察官（階級は警部）とされた。小説版「鬼影の記憶」では、任務に失敗したクロノスのメンバー「長沼敬一郎」（最初に登場したグレゴール・長沼達夫の叔父）が、懲罰を受ける形でこれに調製されている。この際、調製されることで性格に変容をきたす（精神性の弱さが改善される）とも理解できる記述があったが詳細は不明。
メンツェル《MENZEL》
- 平均体高：220cm / 平均体重：123kg

ヴァモアの改良型。出力が30%アップし連射が可能になった、また筋力も増加されており敏捷性も向上している。
ブロイズ《BROIZ》（O：河合義雄）
- 平均体高：222cm / 平均体重：139kg

グレゴールの改良型。筋力の増幅値は13倍とグレゴールに劣る（グレゴールのように上半身がトップヘビーでない）が、その分敏捷性が高い。また、防御力においてもゾアノイド・バスターの銃弾を弾き返すほどのものを持つ。一時期脚光を浴びたが、あまり量産はされていない。作中唯一、試作体でありその正体を明かしていなかったとはいえ獣神将と戦闘を行った獣化兵である。
ゴビルバ《GOBILVA》
- 平均体高：234cm / 平均体重：145kg

ラモチスの改良型。筋力増幅値は12倍で、その他の基本性能値も向上したが、調製成功値が低下したために量産化は見送られた。国外にも数体同型種が存在する。クロノスの世界制圧戦時では、アメリカ大統領の補佐官がホワイトハウス内にて大統領の目前でこれに獣化している。
エウリノーム《EURENORM》
- 体高：227cm / 体重：122kg

水中戦闘型の開発過程で、試験的に調製された。魚類のエラ状の器官を持ち、一応の潜水能力を備えている。筋力増幅度は中程度。量産はされておらず、実戦投入はこの固体のみ。アプトムの化けたガイバーIIIに遭遇し、以後消息不明。
カダン《CADAN》
- 平均体高：230cm / 平均体重：180kg

水中戦闘型獣化兵。縦に裂けた口から水を高圧で噴射し、敵を撃ち抜く。手足には吸盤を持つ。第7艦隊襲撃に多数が参加していた。
ガルバラン《GOLVARUN》
- 平均体高：235cm / 平均体重：250kg

亀に似た水中戦闘型獣化兵。筋力増幅度は18倍。体内で生成される液体窒素を口から噴射して相手を凍結させる。第7艦隊襲撃に参加していた。
ネアルコス《NEALCOS》（O：高木渉）
- 平均体高：225cm / 平均体重：190kg

水中戦闘型獣化兵。深海作業性に優れる。筋力増幅度は20倍と非常に高い。第7艦隊襲撃に参加していた。
タブロス《TABROSS》
- 平均体高：224cm / 平均体重：280kg

砂漠戦用獣化兵。砂中に潜み、敵を急襲する。全身を覆う甲殻は強靭ながら軽量。尾の力も強力で、一振りでアフリカ象もなぎ倒す。敗戦寸前のアメリカ合衆国にて、ホワイトハウスの大統領の手元に届けられた報告資料の写真にもこの種とおぼしき姿がある。サウジアラビア東部での獣化兵と米軍駐留部隊との交戦では、負傷した個体が戦車に踏みにじられて死亡する様子が描かれた。
マルカルト《MALCULT》
- 平均体高：217cm / 平均体重：110kg

森林地帯の戦闘に主眼を置いた高速戦闘型獣化兵。一見鳥型だが飛翔能力はなく、むしろその動きは猿に近い。獣歌団のメンバーとして登場した。首都高速湾岸線にてガイバーII F・ヴァルキュリアを追撃した獣化兵の中にも1体が見られる。
ガイルズ《GILES》
- 平均体高：241cm / 平均体重：149kg

グレゴールの原型種にあたる獣化兵。筋力増幅度は常人の13倍。背中の突起物が特徴。クロノス日本支部（旧日本支部）においては最も早い時期に開発された筋力増幅型の一つ。
ジアット《ZIATT》
- 平均体高：221cm / 平均体重：128kg

鳥頭の筋力増幅型獣化兵。常人の12倍に相当するパワーを持つ。脚力にも優れ、平地であれば時速80キロで走行することができる。クロノス日本支部（旧日本支部）としては珍しく海外の支部から提供されたデータに基いて調整を行った種。
カスバリウス《CASVARIUS》
- 平均体高：243cm / 平均体重：204kg

ニューギニア支部で試作された。密林での作戦行動を想定して開発された筋力増幅型。腕力以上に脚力に優れ、巨木も一撃で薙ぎ倒すほどのキック力を持つ。
ボンガ《BONGA》
- 体高：236cm / 体重：378kg

ニューギニア支部の実験体。よりパワー重視の仕様となっており、身体は頑丈だが、反面やや敏捷性に欠ける。主な武器は発達した顎と尾だけで、これといった特殊能力はない。
オランガナン《ORANGANANN》
- 平均体高：229cm / 平均体重：301kg

ニューギニア支部を代表する量産種。きわめて平均的な性能だが、生産性が高く、また、あらゆる任務に対応できる柔軟性を備えている。筋力増幅度は常人の12倍。
ラゼル《RAZELL》
- 平均体高：201cm / 平均体重：110kg

昆虫型獣化兵。哨戒・偵察を主任務としており、俊敏性に富んでいる。背中の鞘羽根の下に退化した翅を持つが、飛行能力はない。獣歌団のメンバーとして登場した。
シチシス《CITICISS》
- 平均体高：183cm / 平均体重：79kg

斥候用獣化兵。鳥に似ている。敏捷性に優れ、短距離の飛行も可能。獣化兵としては最も小型の部類だが、運動性はトップクラス。視力も優れている。ギガンティック出現の際、プルクシュタールが送り込んだ斥候の1人。
ロッシュ《ROCIES》
- 平均体高：199cm / 平均体重：125kg

斥候用獣化兵。カメレオン型で、保護色の機能も備えている。イマカラムが斥候として送り出し手柄を立てたが、アプトムに捕食され殺害され（捕食後殺害）た。生体波動が人間に近く、アプトムに感知されづらい特性を持つ。
デボルド《DEVOLD》
- 平均体高：192cm / 平均翼長：477cm / 平均体重：91kg

ギガンティック迎撃のため、クラウド・ゲートから出撃した高速飛行型獣化兵。トンボのような姿を持つ。空中制動性に優れ、複眼状の眼部により345°の視界をカバーする。偵察や伝令などが主な任務。
ゲパトルス《GEPATOLLS》
- 平均体高：246cm / 平均翼長：721cm / 平均体重：142kg

ギガンティック迎撃のため、クラウド・ゲートから出撃した。飛行能力を持つ翼竜に似た姿の獣化兵。口から人間の精神を錯乱させる怪音波を発する。骨格はやや強度に欠け、格闘戦には向かない。
バルバトス《VALVATOS》
- 平均体高：232cm / 平均翼長：706cm / 平均体重：101kg

ギガンティック迎撃のため、クラウド・ゲートから出撃した。飛行能力を持つ獣化兵であり、猛禽類に似た姿と増幅されたその能力を持つ。鋭い爪と嘴を備えており、急降下攻撃に威力を発揮する。
ガーノルド《GERNOLD》
- 平均体高：221cm / 平均翼長：785cm / 平均体重：134kg

ギガンティック迎撃のため、クラウド・ゲートから出撃した。筋力増幅型をベースとして飛行能力が付加されたため、他の飛行能力を持つ獣化兵よりも速度の点では劣る。しかし翼は独立して背中に備わっており、空中でも自由に用いることのできる腕部によって高々度での多様な作戦行動が可能となっている。
ブレリモス《BRELIMOS》
- 平均体高：210cm / 平均翼長：752cm / 平均体重：118kg

ギガンティック迎撃のため、クラウド・ゲートから出撃した。飛行能力を持つ蛾に似た獣化兵。巨大な翅から発する数種の燐粉には麻痺や毒効果があり、さらにレーダーを撹乱するチャフ効果のあるものも散布できる。
デルカッセ《DELCASSE》
- 平均体高：214cm / 平均体重：235kg

生体熱線砲タイプ。ゼルブブスの簡易量産型。3本の爪の中央にレーザー砲を備え、格闘戦にも適する。
グリンメルス《GRIMMELS》
- 平均体高：227cm / 平均体重：267kg

生体熱線砲タイプ。両肩と両脇、合わせて6つのレーザー砲を装備して、複数の標的を狙うことができる。
ゲッツ《GEZZ》
- 平均体高：231cm / 平均体重：218kg

ニューヨーク“ゼウスの雷”本部アジト襲撃に参加。全身を覆う蛇腹状の外骨格を備えており、その衝撃吸収力と反発力で卓越した運動能力を発揮する。また、手足の爪と尾の先の針に強力な毒腺を持つ。
グランザ《GRANZA》
- 平均体高：209cm / 平均体重：237kg

ニューヨーク“ゼウスの雷”本部アジト襲撃に参加。カニのような姿の水陸両用型獣化兵。高密度のキチン質の甲殻で覆われた体はマシンガンの銃撃を弾き、グレネード・ランチャーの直撃にも耐える。あらゆる環境下で活動することができる。劇場公開版アニメにおいてこれと似た獣化兵が登場し、高周波ソードで倒されているが、関係は不明。
ルキル《LU-KILL》
- 平均体高：241cm / 平均体重：101kg

ニューヨーク“ゼウスの雷”本部アジト襲撃に参加。カマキリのような姿の高速戦闘型獣化兵。両腕の末端は鎌状の鋭い器官となっている。細身な外見だが腕力は高く、俊敏性や跳躍力に優れており、3階建て程度の建造物でも飛び越えることができる。
エルトボ《ELTOPO》
- 平均体高：233cm / 平均体重：216kg

ニューヨーク“ゼウスの雷”本部アジト襲撃に参加。モグラのような姿の獣化兵。地中での活動を想定されて調整されている。両手に備える爪は地中を掘り進むためのほかにも、武器として用いて威力を発揮する。両肩と両膝にダイヤモンド並の硬さの突起物を持ち、高速で震動させて障害物を粉砕する。
ダイル《DAIL》
- 平均体高：222cm / 平均体重：184kg

ニューヨーク“ゼウスの雷”本部アジト襲撃に参加。爬虫類タイプの獣化兵。高い敏捷性と、長い尾で締め上げて鉄骨でも拉げさせる怪力を備えている。全身の刃物のような鋭い棘は組み付く敵を切り裂き、また牙には猛毒が仕込まれている。
カーヴィル《CURVILL》
- 平均体高：237cm / 平均体重：152kg

ニューヨーク“ゼウスの雷”本部アジト襲撃に参加。狼のような姿の獣化兵。寒冷地用に調製された獣化兵であり、全身を覆う体毛は保温・断熱効果に優れる。鋭い牙は強力な武器。四肢を使った走行速度は600km/hを超える。
ホドロフ《HODLUFF》
- 平均体高：229cm / 平均体重：303kg

ニューヨーク“ゼウスの雷”本部アジト襲撃に参加。アルマジロのような姿の獣化兵。常人の20倍の筋力増幅度を持つ格闘戦向けのパワーファイター。身を包む強靭な皮甲は耐熱タイルの役割も果たす。
ディーゲル《DIEGEL》
- 平均体高：214cm / 平均体重：181kg

ニューヨーク“ゼウスの雷”本部アジト襲撃に参加。イノシシのような姿の獣化兵。頭頂部から背中にかけて生えるヤマアラシのような針毛は鋼鉄並みの強度を持ち、敵を串刺しにする。筋力増幅度も高く、肉弾戦と破壊活動を旨とする。
ブレネル《BRESNEL》
- 平均体高：253cm / 平均体重：313kg

筋力増幅度はグレゴールを凌ぐ常人の17倍。そのパワーと頑強な肉体を活かした突進攻撃は高い破壊力を誇る。反面、動きはやや鈍重で俊敏性に欠ける。遺跡基地で数十体が調製され、実戦配備された。
ガーゴイル《GERGOILE》
- 平均体高：230cm / 平均体重：162kg

クロノス日本支部（旧日本支部）において次期主力獣化兵を目指し遺跡基地で開発された。筋力増幅度はグレゴールに並ぶ常人の15倍。およびラモチスに準ずる量産性を兼ね備えている。やや持久力に難がある。
バルバス《VALVAS》
- 平均体高：246cm / 平均体重：142kg

優良種であり、グレゴール、ラモチスと比べても遜色ない能力を持つ獣化兵。しかし、調製期間の短縮を目的とした実験中の偶然で開発された種であるため調製成功率は高くなく、量産の目処は立っていない。竹代町の民間人の調整体が初出。
シネバイト《SYNEVITE》（T：近藤孝行）
軟体動物のような姿の獣化兵。小説版にて登場。ラモチスを苦もなく絞め殺すほどの力を持つが、感情の昂ぶりとともに体内で発光物質ルシフェリンが発生し全身が発光することから隠密行動には難があり実用化は見送られた、とされている。また、獣化兵は訓練中は喫煙が禁止されているとの旨を発言した。
テレビアニメ版では、クロノス日本支部（旧日本支部）長・巻島玄蔵の右腕である木村という男がこれに獣化している。
原作漫画にも同様の獣化兵が登場しているが、こちらは超獣化兵とされている。超獣化兵シネバイトの詳細は#超獣化兵（ハイパーゾアノイド）に後述。
ニーグル《NEAGLE》
- 平均体高：241cm / 平均体重：203kg

クロノスによる世界制圧後に米第3調製施設で開発された新型獣化兵。両手に装備された巨大な爪は戦車の装甲でも斬り裂く。
ビストマ《BYSTOMA》
- 平均体高：233cm / 平均体重：195kg

水陸両用型獣化兵。水中では54ノットの速さで泳ぐ。尾鰭は泳ぐ他に敵を弾き飛ばす武器にもなる。また、手足の爪や全身の鰭の棘にミノカサゴのように毒腺を持つ。
ジーフォッグ《GEEFOG》
- 平均体高：254cm / 平均体重：161kg

中距離支援型獣化兵。頭から背中にかけて無数に生えた針に溶解液が仕込まれていてガスターの生体ミサイルの如く射出する。また、脚の親指部分の爪はヴェロキラプトルのように鋭いナイフになっている。
グスタフ《GUSTAV》
- 体高：247cm / 体重：312kg

筋力増幅型。超獣化兵に次ぐ怪力と強靭さを兼ね備えた試作超獣化兵 (P.AD-HYPER ZOANOID)。
ヴィカルル《VIKARR》
- 平均体高：212cm / 平均体重：98kg

クラウド・ゲートの対空哨戒用の音波探査型（バイオソナータイプ）獣化兵。コウモリのような姿であり飛行能力を持つ。獣化すると眼球はなくなり、眼窩部にサーモ・センサーが形成される。武器として麻痺毒の分泌腺を備える足の爪を有するものの戦闘力は高くなく、胸部より放射する15万Hzの超音波も反響音探査（エコロケーション）で索敵を行うために用いられる。しかし、ガイバーの制御装置（コントロールメタル）に対しては、打撃を与える武器となるため攻撃に活用された。
ウーヌス《UNUS》
- 平均体高：206cm / 平均体重：162kg

単体（ウーヌス）では、さしたる特徴を持たない凡庸な獣化兵だが、複数体が“合体”することで飛躍的にポテンシャルが跳ね上がり真価を発揮する、特殊な獣化兵。十二神将・クルメグニクの指揮下で開発・量産され、ギュオー出撃に際し十数名が貸与されている。その後、さらに追加で派遣されている。人間態時は通常の戦闘工作員とは異なる、隠密性に優れた戦闘服（タクティカル・スーツ）を着用。マスクには、高性能の暗視ゴーグルが装備されている。
ウーヌス合体バリエーション《UNUS-VARIATION》
- ウーヌス・ダイマー《二重態》平均体高：278cm / 平均体重：324kg
- ウーヌス・トライマー《三重態》平均体高：307cm / 平均体重：486kg

ウーヌス2名が合体して誕生するのが二重態“ダイマー”、3名が合体するのが三重態“トライマー”。いずれも合体数に応じて筋力の増幅度が跳ね上がり、全身を覆う外殻の強度も倍増する（リベルタスでさえ苦戦するほど）。ただし、合体を繰り返す度にウーヌスたちの体細胞は著しく疲弊するため、各合体形を維持できる時間は限られており、個体ごとの合体可能回数にも制限がある。
ギュオー・クワドリガ《GUYOT QUADRIGA》
- 体高：278cm / 体長：603cm / 体重：1099kg

別名“獣将戦車”。ウーヌス4体がギュオーを中心に“合体”した形態。蜘蛛に似た巨躯は強固な外殻に覆われ、尾部上面・左右一対のドーム状の膨らみの下には、強力な生体熱線砲（ビーム・ターレット）が2基配置されている。ビーム・ターレットはドーム状の上部を本体からせり上げる形で砲口を展開する。巨体に似ず俊敏で、機動力は極めて高い。戦闘力も高く、超獣化兵や、その超獣化兵を瞬殺してしまうリベルタスを容易く葬ってしまう。さらには足を切断されても短時間で復元する再生能力を有している。
獣歌団
世界制圧後、クロノス統制局日本支部が大衆の意識操作のために送り込んだビジュアル系ロックバンド。メンバーは全員が獣化兵（ボーカル：アレク/ラモチス、ギター：マコト/ラゼル、キーボード：ニッキィ/マルカルト、ドラムス：カイ/グレゴール）でカイとマコトは兄弟。その能力を活かした歌と演奏、さらには人間体時には全員が美形であり、演奏後に獣化を解除する（当然全裸となる）際どい演出が特に若い女性に大人気を博している。
同様の政策から格闘ゲーム「ゾアファイター」も制作・販売されている。

#### 超獣化兵（ハイパーゾアノイド）
通常の獣化兵と違い、複数の特殊能力と長い調製期間を要する特別な獣化兵。エリートのみが調製される資格を持つ。ほとんどがカスタムメイドであるため同じものは存在しない（ノズコフとムメルゼーのみ、外観は異なるものの同じ能力を持つ）。
ゼルブブス《ZERBEBUTH》（O：山寺宏一 T：三宅健太）
- 体高：225cm / 体重：202kg

原作で最初に登場した超獣化兵。ギュオーが本部から連れてきた超獣化兵で、グレゴールの3倍もの怪力と、片方だけでヴァモアの4倍もの高出力熱線砲を備え、頭部の3つの触角からは鋼鉄でも容易く溶かしてしまう溶解液を噴射する。OVAでは日本支部で開発された超獣化兵という設定。
ゼルブブス改《ZERBEBUTH-R》
- 体高：225cm / 体重：271kg

小説版に登場するゼルブブスが再調製された姿。ガイバーによって両腕を失ったために再調製の際に新しい腕を与えられる。両肩や体の数ヶ所に生えた黒い棘は特殊な周波数の振動でガイバーのプレッシャーカノンやソニックバスターを減殺する。右手にはガイバーの高周波ブレードと似た伸縮自在の3本の爪（高周波クロー）、左手には盾のような形状をした超高出力熱線砲を備えており、これひとつで再調製前のレーザー砲の左右を合わせた物の十倍の出力（＝ヴァモアの八十倍）を誇る。
原作第27巻でゼルブブスの近似種という設定のものが登場。外殻の棘でガイバーII Fの高周波ブレードを封じ、高周波クローで傷を負わせるもプレッシャーカノンを口の中に撃ち込まれ、あっさり倒された。
パナダイン《PANADYNE》（T：宗矢樹頼）
- 体高：213cm / 体重：102kg

体内で生成した液体爆薬（2種類の液体を飛ばし、混合されると爆発する）が武器。ギュオーが来日した際にゼルブブスとともに同行した。ガイバーIIIに倒される。小説版ではラテン系の男であり、エリートらしからぬ俗気を見せていた。
ゼンクルブ《ZENCREBE》（T：園部好徳）
- 体高：265cm / 体重：330kg

全身の角から強力な電磁波（マイクロ波）を発生し、相手を焼殺する（電子レンジの原理）。トロントの調製施設の責任者で、ゼウスの雷の襲撃を受け、ガイバーIIIに倒される。人間としての姿は髪をオールバックになでつけた白人男性で、スーツ姿から獣化した。後年、ヴァルキュリアの回想で調製シーンが描かれている。
ムメルゼー《MYUMELZEE》（T：河本邦弘）
- 体高：277cm / 体重：201kg

クラウド・ゲートに陽動のため突入したガイバー・ギガンティック迎撃に登場した超獣化兵。体内にエレゲンと同様の発電器官を持ち、額の角からの電撃を行う。また両肩を展開して照射する左右二門の超音波砲は有効射程80mにもおよび、わずか数秒で重戦車も蒸発させてしまう。プルクシュタールによりクロノス本部からクロノス統制局日本支部に配属された。
ノズコフ《NOSKOV》（T：浜田賢二）
- 体高：263cm / 体重：204kg

ムメルゼーとほぼ同タイプの超獣化兵。同じタイプが2体と存在しない超獣化兵においてムメルゼーとノズコフのデザインが酷似しているのは、調製担当者が同じだったかららしい。なお、備えた武装も同じである（ビジュアル・データ・ファイルより）。T以外では小説版にギュオーの直属の部下三人の一人として登場。
ミノドリウス《MINODLIUS》
- 体高：261cm / 体重：317kg

クラウド・ゲートに陽動のため突入したガイバー・ギガンティック迎撃に登場した。牛のような姿の超獣化兵。パワーと瞬発力に富む。無数の瘤を有する両肩でタックル攻撃を行う。瘤には液体爆薬が随時充填されており、体当たり攻撃の際、指向性の高いリアクティブアーマーのように作用する。その破壊力はゆうにダイナマイト20本分に相当。日本支部で開発された。
ダナパルス《DANAPLUS》
- 体高：257cm / 体重：203kg

クラウド・ゲートに陽動のため突入したガイバー・ギガンティック迎撃に登場した超獣化兵。全身に有する棘状突起はダイヤモンドに匹敵する硬度であり、飛び出して伸長するこれはさらに高周波振動して刺し貫いた対象物を粉砕する。ただし、振動中は隙を生じることが欠点。クロノスの世界征服後、新たに開発されたうちの一体。漫画原作第27巻で同種と思しき個体が登場したが、戦う様子を見せぬ間にギュオー・クワドリガに倒された。
ビルボネッグ《BILLBO-NEGG》
- 体高：233cm / 体重：412kg

クラウド・ゲートに陽動のため突入したガイバー・ギガンティック迎撃に登場した。亀のような姿の超獣化兵。背中の甲羅は強固であり、四肢および頭部を収納してほぼ球状となることで対戦車ミサイルの直撃にも耐える。またその形態のまま甲羅内の液体を循環させジャイロ化することで体当たり攻撃を行う。本部開発局の技術指導の下、日本支部が独自に開発した。漫画原作の第27巻でも同種の個体が登場しているが、ほとんど戦うことなくギュオー・クワドリガによって唐竹割りにされた。
ブランカイ三兄弟《BRANCHAI BROTHERS》
クルメグニク配下の三体合体する超獣化兵。実の兄弟で、ブランカイα、β、γの三体から構成され、ガイバー・ギガンティックに近似した姿に擬態する追加調製をされている。それぞれ頭部、胸腕部、腰脚部となって合体し、飛行能力と強力な戦闘能力を得る。クルメグニクたちがガイバーIをおびき出すため、高層住宅街を襲わせた。
ガプティン《GAPTEYN》
- 体高：232cm / 体重：301kg

生体熱線砲タイプ。ギガンティック・ダークのアリゾナ基地襲撃時、基地防衛に参加していた。生体熱線砲タイプの獣化兵小隊の指揮官を務める。
ガシュタル《GASTAL》
- 体高：222cm / 体重：189kg

高い隠密行動能力を備えた超獣化兵。自身を透明化し、あらゆるセンサーの感知から身を隠す、その“遮蔽（ステルス）”能力はガイバーのヘッド・センサーでも空間のほんのわずかな歪みとしか認識できないほど。アプトムに擬似脳（ダミー・ブレイン）を植えつけるため、融合捕食されることを前提として体内に仕掛けを施されていた。
ザンガルロ《ZANNGALLO》
- 体高：221cm / 体重：218kg

クラウド・ゲート保安部隊を率いる超獣化兵。胸部分に対象の分子運動を加速させて数十秒で気化させてしまう「分子加速砲（モレクル・アクセラレイター）」を備える。その有効射程は約10m。
ビルフィンガー《BILFINGER》
- 体高：216cm / 体重：272kg

クラウド・ゲート保安部隊の超獣化兵。ロブスターのような姿であり、真空中、地中、深海などのあらゆる環境下でも活動が可能。特に深海での活動に優れており、全身の甲殻は深度1万メートルの水圧にも耐える。筋力増幅度は常人の50倍と極めて高い。
ガーベイン《GAVEIN》
- 体高：253cm / 体重：376kg

本部最下層を警備する超獣化兵の1人。“生体燃料電池”を備える。武器は頭角からの放電攻撃。
ボルゼル《BORZEL》
- 体高：241cm / 体重：215kg

全身を覆う甲殻上に鋼鉄をも切り裂く鋭利なトゲを持つ。重量級でありながら瞬発力に優れ、必殺技である“スピン・クラッシャー”の威力は凄絶の一語。
グシフォス《GUSYPHUS》
- 体高：213cm / 体重：413kg

ガシュタル同様の“遮蔽（ステルス）”能力と、最大直径100mに及ぶ広範囲なドーム状バリヤーを展開する能力を備えた超獣化兵。単体としての戦闘能力よりも部隊の司令塔としての機能に特化している。バリヤーは外部からの攻撃を防ぐのみならず、内部に敵を閉じ込める“檻”としても用いることができるが、展開中は意識を集中させる必要があるため個体の行動は制限される。
人間の姿で、成田空港にて来日したガイバーII F・ヴァルキュリアを待ち構えるクロノス“内諜”の男として登場。その近郊にて、引き連れた4体のエンザイムIIIとともに戦闘。バリアー展開能力にてガイバーII Fを閉じ込め有利に戦いを運ぶも、知略により“遮蔽”していた位置を見抜かれ高周波ソードで真っ二つに切り裂かれて倒された。
シネバイト《SYNEVITE》
- 体高：215cm / 体重：102kg

軟体動物のような姿の超獣化兵。首都高速湾岸線にてガイバーII F・ヴァルキュリアを追撃した獣化兵の中の1体として登場。その体躯は強靭かつ柔軟性に富み、衝撃緩和に優れている。肩に備える6本の触手は伸縮自在であり、敵を拘束して締め上げる。
湾岸線を環状線へ向けて車で逃走中のヴァルキュリアをパトカーで追跡した獣化兵の中にいた。高速道路で急展開して自車の進路を塞いだトレーラーに突っ込む形でヴァルキュリアの車が大破した際、ガイバーII Fの生存に気づいて仲間とともに獣化する。ゼルブブス改を撃破したガイバーII Fを触手で拘束したが、高周波ソードで切断され脱出されてしまった。
突如姿を現したリヒャルト・ギュオー（ギュオー・クワドリガ）の顔を知っており、かつての呼称である「総司令閣下」と呼んだ。直後にギュオー・クワドリガの生体熱線砲の照射で輪切りにされている。小説版には同様の獣化兵が登場しているが、そちらは超獣化兵ではない。この個体については、獣化プロセスも一部描写された。
なお、27巻の巻末解説では分類こそ超獣化兵となっているが本文中では旧日本支部で量産化に漏れた試作獣化兵となっており、変身前のコスチュームも通常の獣化兵と同じである（パトカーで追跡していた獣化兵の中に超獣化兵のコスチュームを身につけた個体が描写されていない）。
右腕に高周波ブレードを持つ超獣化兵
ピラーズ・オブ・ヘヴンにおいてガイバーII F・ヴァルキュリアと戦ったが、ヘッドビームで頭部を撃ち抜かれ、一瞬にして倒された。
胸部に熱線砲を持つ超獣化兵
ピラーズ・オブ・ヘヴンにおいてガイバーII F・ヴァルキュリアと戦った。壁の向こう側から砲撃を加えたが、ヘッド・センサーで位置を察知し、回避したガイバーII Fの高周波ソードで斬り倒された。
超獣化兵五人衆
超獣化兵のなかでもバルカスの最高技術によって調製されたエリート部隊。獣神将（ゾアロード）を除けばクロノス最強の調製体たちである。
ゼクトール《ZX-TOLE》（O：沢木郁也 T：志村知幸）
- 体高：305cm / 体重：260kg

カブトムシに似た最強の超獣化兵。頭部に枝分かれした巨大な角を有する。強靭な外部装甲は剛性と弾性を兼ね備え、プレッシャーカノンの直撃にも耐える。怪力と重装甲、獣化兵としては最強クラスのレーザービーム発射能力の持ち主であり、地中を高速で掘り進んで移動することもできる。生体熱線砲を体中に大小・計14門（頭部1門、下腕部3門×2、大腿部3門×2、腹部1門）をも備えており、中でも背部の翅を広げて周囲の熱を吸収し、腹部砲から放つ「ブラスター・テンペスト」はガイバーのメガスマッシャーに匹敵する威力を誇る。ただし、ブラスター・テンペストは自身の肉体への大きな負担を引き換えとする切り札の能力であり、射撃時に腹部砲と翅を損傷してしまうため、連発は不可能である。
なお、同個体は後に「ネオ・ゼクトール」へと再調製が施された（#損種実験体（ロストナンバーズ）参照）。
1989年のOVAでは、エレゲンよりエネルギーの供給を受け、自らを再調整し最終形態となって一対一でガイバーを圧倒するも、ガイバーI・IIIの協同攻撃で倒されている。
エレゲン《ELEGEN》（O：小杉十郎太 T：遠近孝一）
- 体高：312cm / 体重：115kg

全身のほとんどが発電細胞で構成されており、その電気ウナギの500倍の発電能力により、背中と腰部から伸びる3対の触手から200万ボルトの電撃を放つ。高電圧を利用したイオノクラフト効果で短時間なら空中を浮遊することも可能。また熱、火炎攻撃に対しての耐性も持つ。
ダーゼルブ《DERZERB》（O：郷里大輔 T：四宮豪）
- 体高：240cm / 体重：354kg

常人の60倍の増幅度を持つ全獣化兵中最強の筋力増幅型。防御力にも優れていて、どんな現用火器を受けてもビクともしない。その装甲外皮は遠赤外線放射器官でもあり全身を白熱化して高温を放射する。また、口から吐く3900度の超高熱火炎も強力な武器である。
ガスター《GASTER》（O：銀河万丈 T：園部好徳）
- 体高：217cm / 体重：192kg

体内で液体爆薬を精製する機能を持つ超獣化兵。それを仕込んだ射出式炸裂弾（生体ミサイル）を両肩の巨大な瘤に多数装備している。両下腕部から発射される2種類の液体爆薬も武器とする。生体ミサイルは瘤に備わる多数の射出口にそれぞれ一本が生成され、単発発射から複数・全弾斉射までの火力制御が可能。またミサイルは発射後、ガスターの脳波でコントロールができる。原作漫画ではこれら火器の使用を、クロノスの重要拠点施設（遺跡基地）内では不可とする描写があった。生体炸裂弾の推進剤は内部の液体爆薬を流用しており、飛翔距離が伸びるほど爆発力は低下する。
ザンクルス《THANCRUS》（O：広中雅志 T：河本邦弘）
- 体高：221cm / 体重：183kg

五人衆の中では最も敏捷性に優れる高速戦闘型超獣化兵。筋力は高くないが、ガイバーのソード同様の“高周波ブレード”である両腕の刃は微細な襞の集合体であり、超高速で振動させることによりいかなるものも切り裂く。頭部から背中にかけての放熱フィンと肘部の排熱管は、高速運動時に発生する熱を体外に逃がす働きをする。

#### 対ガイバー用獣化兵（エンザイムシリーズ）
オズワルド・A・リスカー（ガイバーII）から採取された強殖細胞サンプルのデータから、対殖装体のための特別な獣化兵が開発され、発展型も開発されている（ただし、その多くは短命であり、損種実験体に近い性質がある）。
エンザイム《ENZYME》（O：筈見純 T：緒方賢一）
- 体高：257cm / 体重：324kg

ガイバーIIの分析結果を基に、クロノス日本支部（旧日本支部）で対ガイバー用として開発された試作獣化兵。尾部の棘、爪、牙に強殖装甲の組成を分解する酵素液の分泌腺を持つ。酵素は大気に触れると急速に化学変化して効果が失われるが、分泌腺を有する鋭い牙などは殖装体にとって装甲を溶解し、容易に肉体を破壊される恐ろしい武器であり、それらを揮う攻撃は脅威である。
調整の対象者となったのは、度重なる失態により、支部長の位を失った巻島玄蔵。巻島玄蔵は極めて短期間のうちにこれに調製され、そのため調製個体はわずか1週間の寿命となり、再調製を受けて延命が施されたとしても獣化した姿のままで生きねばならない運命を強いられていた。ガイバーIとの戦闘は怨念で圧倒し、制御装置（コントロールメタル）を抉り出して倒すも、1個体の強殖生物に成り果てて行動をはじめたガイバーIを処分するために、ギュオーの思念波の命令で破裂するように自壊する。血中にも強殖細胞を分解する成分が含まれており、それを浴びた（元ガイバーIであった）強殖生物は見る間に溶け崩れた。
クロノス日本支部（旧日本支部）施設内では巻島玄蔵が調製された個体の他にも数個体が調整中であったが、支部壊滅の間際にガイバーIIIにより調製槽を割られ分解・消滅させられた。
エンザイムII《ENZYME II》（O：掛川裕彦 T：宮田浩徳）
- 平均体高：347cm / 平均体重：311kg

遺跡基地でバルカスによって開発されたエンザイムの発展型である獣化兵。クロノス旧日本支部の壊滅でエンザイムの調製資料が失われたため、デザインはほぼバルカスのオリジナルとなっている。尾はなく、爪と口、背中から生えた4本の触手の先に分泌腺が設けられている。酵素液そのものも改良され、大気に触れても効力は失われず、口から吐き出して攻撃することも可能。晶の父親である深町史雄が実験体として調製され、ガイバーIと戦う事態となった。その後も2度に渡り数体が登場している。再調製されたアプトムは、エンザイムシリーズ中このモデルの遺伝情報を得ている。
エンザイムIII《ENZYME III》
- 平均体高：244cm / 平均体重：181kg

クラウドゲートでバルカスによって開発されたエンザイムの最新型。今までのエンザイムに比べ体格は小型化され俊敏性が増しており、高い運動能力を発揮する。背部の鞘羽根状の甲殻を展開し、収納していた翅を広げて飛行することもできる。戦闘生物アプトムへの対策として、並の獣化兵の数十倍に匹敵する代謝速度による高い肉体回復・再生能力（これにより電撃・生体ミサイル・熱線への耐性がもたらされる。手足を切断されても切り口を合わせるだけで復元するほど）を備え、ネオ・ゼクトールと同じく融合捕食を阻む抗体とアプトムの代謝機能を狂わすウイルスを体内に有する。その能力の獲得の代償に寿命は短く、調製後は2・3年しか生きられない。
極端に短い寿命のため、調製終了後も調製槽の中で睡眠状態（スリープ・モード）で待機させられ、必要に応じて覚醒される。攻撃対象はあらかじめ遺伝子に組み込まれており、覚醒後にはウォーミング・アップも状況説明も必要がない。

#### 原初の調整体（ANCIENT ZOANOID）
シラー島に生息するゾアノイド。アルカンフェル同様、太古の昔に降臨者の手で生み出された。本来ならアルカンフェルのみに忠誠を捧げ、その命令にしか従わない。
レガリアス《REGALIAS》
- 体高：225cm / 体重：143kg

筋力増幅度は常人の17倍、走行速度は時速200km。獣化兵として見るならば極めて平均的な能力しか持たないが、その肉体はずば抜けて強靭で生命力が強く、かなりの深手を負っても死ぬことはない。シラー島の環境ゆえか、ずっとゾアノイドの姿のままで生活している。
特筆すべきは降臨者たちの手で直接調製されたことで、すなわちアルカンフェルのような休眠期を経ないまま数万年の時を生き続けていることになる。

#### 損種実験体（ロストナンバーズ）
調製に失敗した個体であるが、制式採用の獣化兵に見られない特殊な能力を獲得したものは実戦に投入されている。
アプトム《APTOM》（O：二又一成（回収版：小野健一） T：稲田徹）
- 体高：197cm / 体重：92kg

あらゆるタイプの獣化兵にその場で自己調製できる万能型を目指して開発されたが、外見をオリジナルに模すことができても能力は及ばない。しかしガイバーIに戦いを挑んだ際には、その“形態模倣能力”でガイバーを模した姿となり牽制し、ダイムのサポートもあって互角に対戦した。この時の武装は高周波ソードに似せた肘部分の突起を伸長させる剣と、ヘッドビーマー部分から射出する溶解液。後にバルカスにより再調製を受ける（#その他に後述）。形式番号はAM0021-L。
ソムルム《SOMLUM》（O：森川智之 T：四宮豪）
- 体高：222cm / 体重：110kg

カメレオンに似た獣化兵。足のバネが強く跳躍力に優れる。口から吐く「生体融縛粘体」は、相手の生体組織と融合同化し自由を奪う（たとえ強殖装甲であっても）。
ダイム《DYME》（O：古田信幸 T：酒井敬幸）
- 体高：不定 / 体重：470kg

液状化して大地と融合し、周囲の植物や土石を自在に操り、味方に有利なバトルフィールドを作り出す獣化兵。液化したまま地中を高速で移動することもできるが長時間この状態でいると細胞がバラバラに散って死に至るという欠点がある。アプトムと共同してガイバーIと戦うが、村上の思念波をギュオーのそれと誤認し怯んだところをガイバーIの高周波ブレードの発する波動で倒される（電子レンジの原理）。
ゲルペス《GELPESS》（O：水谷優子）
- 体高：211cm / 体重：105kg

どんな人間にも変身できる能力を持つ。姿・形、声もそっくりに再現できるが、記憶はコピーできない。変身能力以外にこれといった武器はない。瑞紀に変身して晶を束縛するが見破られ、殖装時の防護フィールドで吹き飛ばされる。
アプトム、ソムルム、ダイムとともに遺跡基地から派遣されたが、アプトムが実験体仲間のことを語るときに彼の名前は出てこない。
メイジュ（MEIJU、形式番号AM0017-L）
トリヒロ（TORIHILO、形式番号AM0018-L）
レドン（REDON、形式番号AM0023-L）
トール（TOLU、形式番号不明、ロストナンバーズを表すLの記号のみ判明）
コミックス第5巻P137に名前が登場。姿形、能力は不明。形式番号およびロストナンバーズを表すLの記号が判明している。
ネオ・ゼクトール《NEO ZX-TOLE》（T：志村知幸）
- 体高：315cm / 体重：272kg

超獣化兵ゼクトールとの外見上の大きな違いとしては、巨大な頭角が左右にも一対くわえられた姿となっている。
仲間の仇であるアプトムを討つために再調製を受けたゼクトールは、五人衆全員の能力に加え、アプトムの侵蝕を阻む抗体と体機能を狂わせるウイルスが体内に備えられた。アプトムやガイバーIIIを凌駕する高い戦闘力を獲得したが、その代償に獣化兵としてのバランスを崩し、生殖能力を失い、損種実験体となることを余儀なくされる。また過度の調製により既に体細胞の崩壊が始まっており、その寿命はわずか数日のものとなった。獣神将の思念波の影響も受けにくくなったため、プルクシュタールはアプトム同様にクロノスの障害となる可能性も考えたが、個体の余命から懸念は無いとしている。
- 武装・能力

- 生体熱線砲

従来より体の各部に備える武装だが、調整後は門数（生体熱線砲を体中に大小・計18門（頭部1門、下腕部4門×2、大腿部3門×2、腹部1門））が増え性能が向上している。特に頭部と腹部の熱線砲は威力が高く腹部の熱線砲は、より強力である。
- 発熱器官

ダーゼルブ同様の能力。胸部近くにあり、強力な赤外線を放射した超高熱で相手を焼き殺す（WOWOW版では、口を開いて炎を吐く描写もある）。
- 発電器官

エレゲン同様の能力。頭部中央の角部分にあり、発生させた高圧電流により自身を中心とした周域へ電撃を放つ。発電能力は防御にも応用され、自身の前面に電磁波の衝角を形成させて直撃するはずのメガスマッシャーの粒子ビームを斥割してしのいで見せた。巨大な頭角は敵を串刺しにする武器としても用いられ、その際に直接電撃を浴びせる攻撃も行う。また、体中の生体熱線砲への電力供給器官としての機能も兼ねている。
- 高周波ブレード

ザンクルス同様の能力。下腕の突起物がガイバーの高周波ソード同様に伸長して高周波で振動する剣となる。
- 飛行炸裂弾

ガスター同様の能力。両肩の装甲を展開させ、内部に多数備えた生体ミサイルを射出する。脳波による遠隔操作もガスター同様可能である。
- ファイナル・ブラスター・テンペスト

元よりガイバーのメガスマッシャーにも匹敵するゼクトールのブラスター・テンペストだが、ネオ・ゼクトールは大気圏まで上昇し、背部の翅から直接太陽光を吸収してこれを放った。その1億度を超える超々高熱レーザーは一撃で東京全域を焦土と化すほどの威力を有する（しかしガイバー・ギガンティックのギガスマッシャーにより掻き消されている）。また、強力な威力と引き換えに体に大きな負担をもたらすブラスター・テンペストであるが、その最上級版であるファイナル・ブラスター・テンペストを放ったネオ・ゼクトールは完全に自壊した。
バイオフリーザー・速水《BIO FREEZER HAYAMI》
- 身長：198cm / 体重：115kg

クロノスによって植えつけられた造反防止ウイルスを無効化し、かつ獣神将の精神支配を受け付けないため、意図的に損種実験体として調整された。胸部中央の放射状スリットから放出する“冷気”が唯一の特殊能力であり、体内に備えたヘリウムを冷媒とする極低温冷凍機としての機能によって、敵を瞬時に凍結させるほどの冷凍ガスを造り出す。しかしその能力の使用は肉体への負担となり、寿命を縮める結果となる。調製のデータは顎人によってゼウスの雷にもたらされ、リベルタス・グリセルダの開発に生かされた。

#### 不明
芋虫のような頭部を持つ獣化兵
1989年のアニメージュにおける新OVA紹介カラー記事にてイラストが公開された。その後、作品において描かれた形跡はない。実写版第2作に芋虫型獣化兵が登場するが、関連は不明。
実験体《TEST TYPE》（M：小林通孝 O：平野正人 T：平野俊隆）
- 体高：212cm / 体重：125kg

クロノスから3つのユニットを盗み出して脱走した実験体。姿は骸骨のような頭部に全身の筋肉が露出している。どんな能力の獣化兵を意図したのかは不明。ビジュアル・データ・ファイルでは筋力増幅型の項目に入っているが、調製に失敗した個体であるがゆえ、損種実験体の類に入るとも言える。常人の7倍の筋力を持つ。グレゴールによって抹殺されるが、直後隠し持っていた小型爆弾が起爆しユニットを散り散りに吹き飛ばした。OVA版およびテレビアニメ版では、顎人に「元の人間に戻して助ける条件」と唆されユニットを盗み出して脱走。そのため元の人間に戻ることをなによりも切望していた。OVA版ではグレゴールに、自分たち実験体は一週間の寿命の上、元の人間に戻れずに死ぬという事実を突きつけられ、顎人に騙されていたことを悟り、最期は口腔内に隠し持っていた小型爆弾でユニットを拾った隊員とグレゴールを巻き込んで自爆した。テレビアニメ版ではユニットと手榴弾の他に妻子と撮った写真を手にしている。大雨の峠道でガードレールへの追突事故を起こしパトロール中の警官2人を殺害。最期はグレゴールに頭を握り潰されそうになり、隠し持っていた手榴弾で自爆した。小説版では名前と、出稼ぎの失敗者で妻子がいるという背景が設定された。
- このほか、一般人獣化兵や正規採用タイプ、超獣化兵の中にも数十種にのぼる名称不明の種が見受けられる。

#### 獣神将（ゾアロード）
アルカンフェル（T：松本保典）《Archanfel》
- 身長（戦闘時)：292cm / 体重：302kg

降臨者の手によって調製された唯一の“原初の獣神将（オリジナル・ゾアロード）”。ギュオーの擬似ブラック・ホールに呑み込まれ、通常空間に帰還した際に、その戦闘形態をはじめて現わした。それ以外では、昏睡状態となったイマカラム（村上）のアルカンフェルの記憶の中に登場した際に見せている。

崩壊する遺跡基地上空の遺跡宇宙船にて対峙するガイバーたちとギュオー、それを諸共に攻撃する神将メンバーの11人。混淆する戦闘の最中、事象の地平からすら生還する力を発揮して、空間を超えて忽然とその姿を現わす（空間操位能力）。ガイバーI、ガイバーIII（片肺）の三門のメガスマッシャーの斉射を撥ね返し（“反転照射”）自滅させるという絶大な力を見せ付けた。イマカラム（村上）が見たアルカンフェルの記憶の中に登場した際には、降臨者が地球生物を絶滅させるために衝突させようとした「超巨大隕石」をそのサイズに匹敵するぐらい巨大に展開したバリヤーによる体当たりで破壊しており、天体にすら干渉できる力を持つ超絶的な存在であることが明かされている。
リヒャルト・ギュオー（O：柴田秀勝 T：有本欽隆）《Richard Guyot》
- 身長（戦闘時)：309cm / 体重：451kg

近接戦闘型獣神将。十二神将中最強の「重力使い」といわれる高い戦闘能力を持つ。体の各部にグラビティ・ポイント（重力操作ユニット）を備えており「重力制御」を得意技とする。両手指から弾き出される「重力指弾（グラビティ・ブレッド）」や、局所的に高重力を発生させ敵ごと周囲の地面を陥没させる「重力破砕（グラビティ・クラッシャー）」などの重力制御を応用した荒技を放ち、中でも全身のグラビティ・ポイントを撃ち出し結合させて瞬間重力7000エクサトン（7,000,000,000,000,000.000,000＝70垓トン）を発生させる「擬似ブラック・ホール」を作り出す能力は非常に強力な切り札。しかしこれは発動後、擬似ブラック・ホールが成長し切る前に“中和”を行わなければならず、それに失敗すれば本当のブラック・ホールと化してしまう危険な攻撃方法である。
策謀していた謀反が露見したことでゾア・クリスタルを抉り取られて剥奪され、一旦能力を失ったが、現在はダミー・クリスタルを与えられ再調製を施されて調整体として復活している。復活したギュオーについては#その他を参照。
ハミルカル・バルカス（O：加藤精三 T：亀井三郎）《Hamilcar Barcas》
戦闘形態の姿・能力については不明。
フリドリッヒ・フォン・プルクシュタール（T：土田大）《Friedrich von Purgstall》
- 身長（戦闘時)：267cm / 体重：278kg

遠距離戦闘型の獣神将であり、気象に干渉して雷雲を呼び寄せ、自在に雷を操る能力を持つ。その能力で繰り出す“雷撃（ライトニング・ドライブ）”の威力は絶大であり、高層マンションを丸ごと蒸発させてしまうほど。また、雷撃を自ら受けることで電気エネルギーを体内に蓄積し、胸部放雷器から放つ“サンダー・ブラスト”も強力な武器である。身体各部の黒色の甲殻部は敵が放つビームを吸収・無効化する“ビーム・アブゾーバー”。遠隔戦闘に特化しており、その状況では攻守ともに高い戦闘力を発揮するが、反面直接打撃には脆く近接戦闘を苦手としている。
シン・ルベオ・アムニカルス（T：松本大）《Sin Rubeo Amniculus》
- 身長（戦闘時)：342cm / 体重：331kg

戦闘形態は頭部をはじめ全身に巨大な突起を備えた姿となる。これは重粒子ビーム用いた指向性エネルギー兵器（DEW）で巨獣神殲滅体が上空から半径2km程度の範囲に発射した多数の背鰭ミサイル（生体ミサイル）を、熱線の斉射で全て迎撃する能力を持つ。バリヤーの能力の高さも獣神将で随一であり、クラウド・ゲートの局舎全てを覆う広域バリアーを展開し、巨人殖装のギガスマッシャーも短時間であるが受け止めている。この広域バリヤーはシン単体では半径5kmが限界で自身にも深刻な影響を及ぼす負担の大きい技。その代わり、外部からのエネルギー供給が可能な状況（例としてはプルクシュタールの「雷撃」）ならば最大で「惑星ひとつ」を包み込むバリヤーを張ることもできる。
ラグナク・ド・クルメグニク（T：麻生智久）《Luggnagg de Krumeggnic》
長らく戦闘形態の姿・能力は不明だったが、カラコルムでのギガンティックXDダークネスとの戦いで獣神変した。意外にもその姿は直径1mほどの「球形態」で後述の“魔神ジャービル”の胸部に収まっている。
ジャービル・ブン・ハイヤーン（T：園部好徳）《Jābir 'bn Hayyān》
- 身長（戦闘時)：62m / 体重：不明

長らく戦闘形態の姿・能力は不明だったが、カラコルムでのギガンティックXDダークネスとの戦いで獣神変した。6枚の羽を持ち、カブラールの巨獣神に匹敵する大きさながら内部はギガンティックXDダークネスの多目的センサーでも透視できず、リベルタスの一人からは「闇その物」と評されている。組み合った際に組んだ腕が消失することなどから実体ではないようだが、プルクシュタールと同じく環境干渉系の能力者で大気を極限まで圧搾して解放する攻撃はTNT火薬10t分に相当する威力を誇り、超巨大嵐雲（スーパーセル）を作りだして発生させた竜巻をコントロールする「竜巻を操る者（トルネード・マスター）」。
カブラール・ハーン《Cablarl Khān》
単体ではほとんど戦闘力はなく、直接戦闘はすべて“擬似脳（ダミー・ブレイン）”を植えつけた生物や、“融合同化”でつくりあげた肉体で行う。唯一、「石化」能力を特殊能力として有している。
戦闘形態は段階的に、状況に応じても変化させる。アプトムの融合捕食に似た“融合同化”という能力を持っており、巨大な脳髄のような姿の戦闘形態「ブレイン・モード」となって、伸ばした触手から他の獣化兵を吸収・融合する。ブレイン・モードでも戦闘力を有するが、それは「巨獣神変化（ドラゴニック・バースト）」を発動させる準備形態であり、多くの獣化兵を吸収してさらなる巨大な肉体として完成形の戦闘形態「巨獣神（ドラグロード）カブラール」を出現させる。
- 石化

生物の体細胞の組成を置換し、石のような状態にすることができるが、攻撃対象に直接触れる必要がある。人間形態のままでもこの能力を発揮できる。アプトムによるとゾア・クリスタルの機能の応用とのこと。
ブレイン・モード《CABLARL BRAIN MODE》
- 全高（頭部・触手含まず）362cm / 全幅（頭部・触手含まず）433cm / 体重（融合同化前）617kg

結跏趺坐したカブラール（人間の姿ではない戦闘形態状態）が前面に埋まった巨大な脳髄のような姿となる。底面に無数の「触手」を備えており主に獣化兵を捕えて融合同化するために繰り出されるが、移動や攻撃にも用いられる。また強力なバリヤーを展開することができ、重力制御能力も有しているため、見た目に反して機動力は高い。
- 巨顔触手

触手の先端にカブラールの顔を模した「ダミー・ヘッド」を形成させることができる。ダミー・ヘッドは感覚機能を備えており、ブレイン・モードはこれにより戦闘力を増大させる。再生能力により触手を切り落とされても即座に巨顔が形成される。巨獣神となって背部に繊毛状に密生させる触手群のうちのいくつかはこれへと形成され、死角が皆無となる。ギガンティックXDから逃れるため切り離した巨獣神の両腕は束縛するための無数の触手へと変化したが、その触手の先端にもダミー・ヘッドが形成されていた。
巨獣神（ドラグロード）カブラール《DRAGLORD CABLARL》
- 体高：60m / 体重：5870t

カブラールの完成形である戦闘形態。数千の獣化兵の肉体を融合同化により吸収して誕生する。凄まじい膂力を誇る巨体は、その大きさに似合わず俊敏。無数の牙を備える顎は3つに裂ける形で開く。ガイバー・ギガンティックを圧倒する戦闘力を持つ。
- 煉獄砲（プルガトリウム）

頭部に備える超弩級の生体熱線砲。3つに裂ける顎を大きく展開、喉の奥の「光球」を膨張させた上で強力な熱線を発射する。
巨獣神殲滅体（ドラグロード・アナヒレイション・モード）
- 体高：82m / 体重：6720t

巨獣神の最終形態。ギガンティックXDに対抗するため、さらに数千体もの獣化兵を吸収して出現した。新たに巨大な翼を備え、展開することで飛行する。他の獣神将に危険視され、その出現で退避させるほどの存在。
- 背鰭ミサイル

その名の通り、背鰭が変化した大型の生体炸薬ミサイル。わずか一発で高層ビルを消し飛ばすほどで、アプトムや超獣化兵のものよりも桁違いの破壊力を持つ。バリヤーをドリルのように穿孔して突破する性能も有しており、ギガンティックXDすら沈黙させた。
- 真・煉獄砲（ウェールス・プルガトリウム）

巨獣神殲滅体が誇る、最大最凶の超破壊光線砲。発射態勢では、3つに裂ける顎を首の付け根まで大きく展開、上半身を丸ごと砲として「光球」を限界まで膨張させる。吸収した獣化兵数千人分の肉体を丸ごと熱量（エネルギー）に変換して発射するこれの破壊力は、巨人殖装のギガ・スマッシャーに匹敵する。
カブラール遁走体（エスケープ・モード）
- 身長：153cm / 体重：97kg

ギガンティックXDの攻撃で巨獣神殲滅体を撃滅される寸前、射出した背鰭ミサイルに身を隠して脱出した際見せたカブラールの本体。人間形態とさほど変わらない小柄な体格であるが、頭角などを備えた戦闘形態としての姿を持つ。アプトムの攻撃になすすべもなく倒された。
李剡魋（リ・エンツイ）（四宮豪）《Rienzi》
- 身長（戦闘時)：313cm / 体重：317kg

両腕部に大きな剣状の器官を有する姿となる。人間形態は左目のみの隻眼であるため、戦闘形態となっても右目はフィルター状のものに覆われている。空間制御能力を持っており、両腕の剣状器官により空間に印を付け、それを結んだ三角面状に空間を分断する。切断面の反対側の座標は自由に決めることができ、面をくぐって自在に瞬間移動を行うことも可能。分断された面は自動的に閉じるが、そこに物体が存在する時、あらゆる事象を切断する刃「絶空斬（ジェカンヅァン）」となる。
ワフェルダノス《Waferdanos》
- 身長（オリジナル)：307cm / 体重：???kg

元来人間ではなく、降臨者の手によって造られた実験生物であり、与えられたゾア・クリスタルの力で人間形態を取っている。そのため獣神将としての戦闘形態は有しておらず、強力な「臣毛」を無数に伸長させて揮う人間形態こそが、純粋な戦闘形態であると言える。
臣毛は半径3kmの展開が可能で、絡め取った敵の動きを封じる他にも、防護対象を覆って敵からの攻撃を阻み、捩り束ねた先端を尖らせてドリルのように高速回転させて対象を穿つ「魔槍乱舞」と呼ぶ技も繰り出す。しかし展開の維持には限界があり、1時間を経過するとあまたの動物とも植物ともつかない人型の異形「臣民」《SUBJECTI》(平均身長：182cm / 平均体重：46kg)へと“戻る”。
個々に自我を持たない臣民は「王」の忠実な配下として動く群体のような存在で、自我を有する王・ワフェルダノスにおいてもその元の姿は動物とも植物ともつかない生物であり、樹木同様の組織の下半身から“根”を広範囲に展開し、発生させた樹々により一瞬にして「森」を形成する。人間形態はゾアクリスタルの力で「王」、「臣民」、「森」が“生体圧縮”された姿であった。
それら異次元に封印されたエネルギーが臣毛として具現化している。元来の「ワフェルダノス」は戦闘に適した存在ではないが、樹々や根を自在に動かして手腕の延長とし、対象を絡め取ることができる。また臣民はある程度の戦闘力を持っており、森の樹々と融合して奇襲をおこなう。植物に近い特性から、降臨者の生体兵器開発のために必要な、生物の飼育環境開発のための、惑星や土地のテラフォーミングが目的として造られた生物と言える。
トゥアハ・デ・ガレノス《Tuaha Dé Galenos》
戦闘形態の姿・能力は不明。
エドワード・カールレオン《Edward Caerleon》
- 身長（戦闘時)：245cm / 体重：236kg

戦闘形態にて分身能力を発揮する。本体を“虚数領域”に置くことで相手の攻撃を一切受け付けないまま、通常空間に“投影”した3体の分身を操り一方的に戦える。分身は虚像でありながら本体同等の戦闘力を持つが、エネルギーの消耗が激しく、連続使用は十数分が限界である。三体の分身が同時に放つことのできる破壊光弾「デバウァリング・プラズマ」は、ある程度敵を追尾する性能を持つ。
“方船”に潜入したアポルオンとその能力で戦うも、同様の能力を発揮するアポルオン相手ではその優位性は得られなかった。
イマカラム・ミラービリス（村上征樹）《Imakarum Mirabilis》
- 身長（戦闘時)：272cm / 体重：301kg

蘇生・再調製を受けた村上征樹は、その戦闘形態でギュオーを凌ぐ「重力使い」としての能力と、アルカンフェル同様の空間操位能力により攻撃力を余すことなく発揮する。重力制御系の「重力指弾（グラビティ・ブレッド）」、「切断波」や、空間操位能力による「重渦破砕（スパイラル・クラッシャー）」、「空間圧搾（プレッシャー・ブラスト）」などの強力な攻撃方法を使いこなし、ガイバーたちを窮地に追い込んだ。試作獣神将であったころと同様の構えで手刀より繰り出す「切断波」の威力は海を割り、都市を長距離にわたって破断させるほどの破壊力を有する。くわえて「重力使い」としてギュオー同様、禁断の「疑似ブラック・ホール」を作り出す能力を切り札に備えており、以前とは桁違いの十二神将中トップクラスと思われる戦闘力を見せている。
なお、試作獣神将であったころの戦闘形態と比べ、体格も大型化しており、巨人殖装に引けを取らない。

#### 試作獣神将（プロトゾアロード）
村上征樹《PROTO ZOALORD》
- 身長（戦闘時）：202cm / 体重：147kg

リヒャルト・ギュオーを獣神将に調製する際のデータ収集用として調製された。額に埋め込まれたダミー・クリスタル（疑似ゾア・クリスタル）を備え、思念波による獣化兵の支配（尋問されたブロイズが若干抵抗できている、同士討ちを命じられた超獣化兵五人衆がバルカスの一喝で正気に戻るなど支配力はバルカスらには劣る）や重力波を使った強力な攻撃、バリヤーの展開など、正規の獣神将にも近い能力を発揮する。試作調製体であるため、技は体への負担が極めて大きく、寿命も本来非常に短い（ただし村上はクロノス脱走後、遺跡基地崩壊まで約5年間を生き延びた）。
体の各部にグラビティ・ポイントを有する姿は、完成形であるギュオーの戦闘形態と雛形として類似している。戦闘力も若干パワー不足ながらギュオーに準じており、額のクリスタル部から照射する熱線は獣化兵の肉体を瞬時に蒸発させ、バリヤーの変形による「重力光輪」は周囲の敵を一瞬で輪切りにする。手刀から繰り出す「切断波」は、離れた敵を一撃で両断できる。
村上のダミー・クリスタルはギュオーのゾア・クリスタルを元に造られたためか、両者のクリスタルが共振する現象をしばしば見せている。村上の最期もまた、ギュオーにダメージを与えられ衰弱したところに、共振を働きかけられクリスタルを破壊されるものであった。
試作獣神将
村上以前にギュオーのためのデータ収集用に調製された試作体。全部で3人存在。全員が山村教授の同志。全体的に村上に似たフォルムだが、頭部や体の形状などの細部が異なる。

### ゼウスの雷の調製体
リベルタス《LIBERTUS》
Dr.ヘッカリングが巻島顎人の要請で開発した調製体。獣化兵に類似するが、それよりも強力な存在。クロノスに対するレジスタンスとしての条件「獣神将の精神支配の無効化」を満たすため、速水のデータを参考に意図的に損種実験体として調製された。損種実験体の特徴である獣神将の思念波の影響を受けにくい体質を獲得しており、グリセルダの思念波の援護によって獣神将の精神支配を完全に跳ね除けることに成功している。
その戦闘能力は非常に高く、獣化せずとも並みの獣化兵と互角であり、獣化すれば超獣化兵を上回る能力を持つ。また状況に応じて、近接戦闘モードのA、砲撃戦モードのB、自爆モードのC、と3タイプに戦闘形態にその場で切り換わることが可能。その形態変化を目の当たりにした戦闘生物アプトムは「損種実験体であった時の自身の完成形」と評した。
ただし、高い能力を得るために生体のバランスを無視した調製が施された。リベルタスは損種実験体としての欠点である生殖能力の喪失、短命である（もって5年の寿命）といった要素の他、戦闘に体力をおびただしく消耗するという問題を抱えている。この体力の消耗は通常の食事などでは回復が追いつかないため、1回の戦闘ごとにその都度、調製槽を用いたエネルギー補給処置「チャージ」を行うことで補われるが、それは再調製にも近い処置であり生体に負担をかけるため回数を重ねると短いリベルタスの寿命をさらに縮めてしまう結果となる。
調整を受けているのは志願者のみだが、これら問題点の説明はなされていない様子（志願者に事前説明はなされているかどうかの Dr.ヘッカリングの質問に、顎人は返答を避けた）。ただし志願者はそれなりの覚悟を有しているのか（あるいはグリセルダの思念波に絶対服従したのか）、自らの自爆をグリセルダに願い出たこともあり、後日、力を得る代償として、それなりのリスクを覚悟していたことを告白もしていた。
「リベルタス」はラテン語で「自由」の意味。転じて「解放奴隷」という意味となる。作中では「力を、魂を解放されし者」とリベルタスの1人が自ら名乗っている。
形態
モード・A
- 平均体高：220cm / 平均体重：180kg

接近格闘戦闘に適応した形態。筋力・敏捷性に優れ、超獣化兵をたやすく葬ってしまうほどの格闘性能を誇る。
モード・B
- 平均体高：250cm / 平均体重：278kg

中・遠距離戦闘に適応した形態。モードAに比べて筋力・敏捷性は低下するが、両肩にそれぞれ一門ずつ、高出力の生体熱線砲を形成させる。その威力はヴァモアの12倍に匹敵する。
モード・C
- 平均体高：250cm / 平均体重：278kg

リベルタスの最終形態。顔面部は装甲板でシールドされ、背部のバックパック状の瘤に蓄えたものをはじめとして、全身の筋肉細胞を生体炸薬へと変化させる。「自爆」はグリセルダの思念波の指令により任意のタイミングで行われ、リベルタス自身の判断では不可能。一度このモードへと移行すると形態がロックされ、他のモードへの移行は不可能となる。
グリセルダ《GRISELDA》
- 身長：210cm / 体重：117kg

Dr.ヘッカリングが巻島顎人の要請で開発した上位調製体。漫画原作では初めて登場した女性の調製体である。
リヒャルト・ギュオーいわく｢獣神将の紛い物｣。頭部と胸部に獣神将のゾア・クリスタル同様の物体が埋め込まれており、獣神将同様の強力な思念波を発する。特にリベルタスに対して「絶対的な畏敬の念」を抱かせる思念波は獣神将よりも支配力が勝っている。これによって、グリセルダ統率下のリベルタスは獣神将の思念波の影響を受けることはない。
クロノス本部の戦いではバルカスの指揮が無くなった獣化兵を完全に支配するなど獣化兵を自らの精神支配下に置いての戦線撹乱、リベルタスの負傷を治癒する能力など、後方支援に優れた能力を発揮する。また、頭頂から背部へ頭髪状に伸びた二条のブレード“インパクトテイル”を武器として有しており、超獣化兵をまとめて斬り伏せるなど自身も高い直接戦闘能力を持つ。ただ、これは攻防兼ねたもので、これを失うと攻撃力も防御力も失ってしまう。ガイバーII Fに斬り落とされた時には勝機を失ってしまうほどであった。さらにリベルタスにはない飛行能力も備えている。
しかし、リベルタスと同様の欠点を抱える存在であり、残されたその寿命は非常に短い。

### その他
アプトム（O：二又一成（回収版：小野健一） T：稲田徹）
バルカスにより再調製を受けた損種実験体（ロストナンバーズ）のアプトムは、それまで対象の姿を模倣するのみで能力までは伴わなかったことに対し、対象となる生物（獣化兵）の細胞サンプル（遺伝子情報）さえ手に入ればその形質を完全に複製して、むしろオリジナルを超えた能力を身に着けることが可能となった。複数の獣化兵の特質を合成した複合形態をとることもできるその能力は“融合捕食”と呼ばれ、自身の肉体と対象の肉体を接触させることで体組織を融合させる。融合される生物にとっては自我意識を乗っ取られる“侵食”であり、文字通り“捕食”である融合捕食は、養分を吸収する目的のためにも発揮される。
ガイバーのメガスマッシャーで片腕のみ残して肉体を潰滅させられても、その腕から上半身の半ばまでを再生する復元能力も併せ持っており、一片の肉片となっても死ぬことなく活動する精強な生命力を備えている。大きな肉体の損失には復元に時間がかかり場合によっては行動に支障をきたすが、十分な肉体の獣化兵を捕食融合することで、体を乗っ取って即座に行動する。
捕食融合や復元能力は再調製を施したバルカスすら予測だにしなかった驚異的な能力であり、再調製後のアプトムは獣神将の思念波を受け付けにくい損種実験体の特性が亢進して、獣神将の精神支配から解き放たれている。その上で、融合捕食能力により他の獣化兵から優れた形質を取り入れ、自己進化・自己改良を繰り返すアプトムは獣化兵を超えた別種の生命体とも呼べる存在となったとして、自らを「究極の戦闘生物（バトルクリーチャー）」と称した。バルカスもアプトムを指して獣化兵の属性をほとんど失ったと判断している。
完全に獣化しなくとも、また人間の姿のまま、肉体の任意の箇所に取り入れた獣化兵の形質であるレーザー発振器官やミサイル発射器官を発生させ攻撃することもできる。複数の個体に「分体」することも可能であり、それぞれ群体の一個体同士であるそれは意識を共有しながら別行動が取れる。遠隔場の獣化兵の存在を感知できる感応力も有している様子。バルカスはクロノスにとって脅威となった存在であるアプトムを「自我意識を持った強殖生物」とも形容した。また「（アプトムと対すれば）獣神将すら危うい」とも発言している。
「戦闘生物」アプトムは取り込んだ遺伝子情報（マトリクス）によって様々な姿を取っている。また再調製される以前から有している形態模倣能力を発揮することもある。これまで見せた形態を以下に述べる。
アプトム・デュアルブラスト《APTOM DUAL BLAST》 / アプトムVer.II
- 体高：302cm / 体重：314kg

グレゴール・ヴァモア・エンザイムIIの複合形態。3体の特徴を複合させたような巨体を持つ。ギュオーの攻撃により仲間とはぐれた晶・瑞紀を襲い、復活したガイバーIと戦った。両肩にヴァモアの生体レーザー砲を持ち、手の爪にはエンザイムIIの強殖装甲分解酵素の分泌線を備え、口からもオリジナル同様に酵素液を吐く。各獣化兵の能力を数倍に増幅して身に付けることのできるアプトムの戦闘力がはじめて発揮された形態であり、生体ビーム砲の威力は並の超獣化兵以上とする旨のゼクトールの発言がある。また、アプトムがその復元能力をはじめて見せたのは、この形態での戦闘でガイバーIのメガスマッシャーに右腕を残して肉体を潰滅させられた後である。
アプトム・トリニティブラスト《APTOM TRINITY BLAST》 / アプトムVer.III
- 体高：298cm / 体重：395kg

ギュオーとアルカンフェルの戦闘に乗じ、基地内に潜入したときに見せた形態。エレゲン・ガスター・ダーゼルブを吸収し、ダーゼルブとガスターの中間のような巨体には、両肩部に生体ミサイルランチャー（生体ミサイル発射器官）、両下腕部に液体爆薬発射管、背部と腰部から伸びる左右3対の放電触手を持つ。重量級の巨体に似合わぬ素早い動きと多彩な戦闘力でゼクトールを圧倒するも、隠し球「ブラスター・テンペスト」により半身を失う。
アプトム・フルブラスト《APTOM FULL BLAST》 / アプトムVer.IV
- 体高：226cm / 体重：377kg

上に加えてゼクトールの遺伝子形質を加えた姿。重量級だったそれまでの形態とは一転してスリムな体型になっている。全身はゼクトール同様の黒い甲殻に覆われており、両下腕部に生体ミサイル発射器官、背部に左右1対の放電触手、額に生体ビーム砲を備えている。放電触手が配置されている背部の甲殻は鞘羽根であり、ゼクトールと同じく展開して折りたたまれた翅を広げる。それにより飛行も可能である。
この形態で全身に生体ミサイルを発生させ射出、ミサイルの三割に分体化し（直後に瞬間移動したカブラールにより石化させられているものの）脱出する戦法も見せている。カブラールに体を操られて「アプトム・カオスモード」、「イヴィル・アプトム」形態を経た後、速水の肉体を苗床に復活したことから多数の獣化兵の遺伝子情報（マトリクス）を得たが、その後のカブラールとの戦いではこの形態を取った（ただしガシュタルのステルス能力は使用している）。
アプトム・カオスモード《APTOM CHAOS MODE》
- 体高：???cm / 体重：???kg

超獣化兵ガシュタルを融合捕食したことで体内に「擬似脳（ダミー・ブレイン）」が仕掛けられ、カブラールに操られたアプトムはおびただしい数の獣化兵を吸収して禍々しい姿となった。ガシュタルの他、クラウド・ゲート警護の超獣化兵、ザンカルロ・ビルフィンガーなどが取り込まれており、人間の姿のアプトムの頭部を持つ体に、完全に融合されていない超獣化兵の頭部や腕部、アプトムの触手が突出した「カオス」の名称通りの混沌とした容貌を醸しだしている。アプトム救出のためにクラウド・ゲートに潜入したガイバーI・晶、速水に襲いかかり、局舎外に逃れた彼らを追って複数体のヴィカルルを融合捕食。さらに、3対の皮膜状の翼を持つ異様な姿へと変貌した。
怪異なこの形態は、カブラールがアプトムの肉体を操ることに練熟していなかったことによる、暴走形態であった。
イヴィル・アプトム《EVIL APTOM》
- 体高：???cm / 体重：???kg

「アプトム・カオスモード」の後、融合捕食した獣化兵の遺伝子の取捨択一が行われ“収斂”によりこの形態となった。意識的に制御された複合形態であるが、いままでのアプトムの複合形態と比べても禍々しい、左右非対称の容貌である。左腕の武装は状況に応じて換装され、直接打撃戦を好むカブラールによって揮われる。強力な分子加速砲（モレクル・アクセラレイター）や、ガシュタルの遮蔽（ステルス）能力も備えており、巨人殖装に殖装不能なガイバーI・晶、速水を苦戦させ、また速水においてはその命を奪っている。
高い戦闘力を見せたこの形態だが、擬似脳（ダミーブレイン）を通してアプトムの肉体をカブラールが支配して活動する存在であるため、肉体のどの部分であっても切り離されれば、その組織が本来のアプトムとしての活動を開始する。そのため、戦闘においてカブラールは切断された組織の処分に分子加速砲を多用したことから、晶にそのことを見破られた。最後は速水の決死の行動によりアプトム再生のための肉片が確保され、ガイバーIのメガスマッシャーにより擬似脳ごと消滅する。
武装・能力
- 分子加速砲（モレクル・アクセラレイター）

超獣化兵ザンガルロから獲得した武装。オリジナルは胸の両側に備えるが、左右非対称であるこの形態では右胸のみに形成されている。強力な武器だが発射に際する隙が大きい。
- ビル・クロー

超獣化兵ビルフィンガーから獲得した武装。右腕部に三本の巨大な爪を備える。速水を握り掴んで捕らえ、心臓近くまで爪を食い込ませた。
- 電撃能力

左側頭部に備える四本の角を伸長させ、電撃を放つ。
- 遮蔽（ステルス）能力

超獣化兵ガシュタルから獲得した能力。透明化して姿を消すことができる。
- バイパー・フレイル

最初から備えていた左腕の武装。伸縮自在の腕部で無数の棘を備える巨大な瘤状塊を揮い打撃する武器だが、ガイバーIに握り潰された。
- 高周波スピアー

破壊されたバイパー・フレイルに代わり換装した巨大な槍状の武装。ガイバーの高周波ソードなどと同様の原理で、刺し貫いた物体の分子構造を高周波震動により破壊してあらゆる物質を塵と化す。伸縮自在の腕部で繰り出す素早い突きの猛攻でガイバーI、速水を圧倒した。しかし、直線的な攻撃であり、伸長させて繰り出した腕部の引き戻しに若干の時間が掛かるため、その隙をついたガイバーIの高周波ソードに腕部から切り落とされた。
- 生体ミサイル

高周波スピアーを切り落とされた後に換装した武装。瘤状に肥大した下腕部を無数の飛行炸裂弾を備えるミサイルランチャー器官とし、発射する。生体ミサイルは、脳波による遠隔操作が可能である。
アプトム・オメガブラスト《APTOM OMEGA BLAST》 / アプトムVer.V
- 体高：224cm / 体重：115kg

獣神将カブラールのコントロール下にあった時に融合捕食した数々の超獣化兵と、速水の能力を得たアプトムの新形態。全体的にフルブラストの意匠が残っているものの、体色は明るい青が基調となっている。またより“収斂”が進んだのか、400kg近くあった体重が100kg強にまで減っている。顔部はバイオフリーザー・速水の印象も髣髴とさせる。
ガシュタルの「遮蔽（ステルス）能力」をはじめ、胸部および腕部に形成されたザンガルロの「分子加速砲（モレクル・アクセラレイター）」、下腕突起部が伸長する「高周波ランサー」、そして速水ゆずりの強力な冷凍攻撃「フリージング・カタストロフ」などを備えている。
ガイバー・ギガンティックXDに敗れて消滅する巨獣神殲滅体から逃れたカブラール本体を、冷凍攻撃で仕留め速水への手向けとした。
偽ガイバーIII
- 体高：192cm / 体重：314kg

再調製後のアプトムも、もともと有していた形態模倣能力を持っている。再調製を受ける以前同様、能力の複製までには及ばないが擬態の精度は上がっている様子であり、ガイバーIIIを真似た姿は深町晶が注視しなければわからないほどであった（細部にはやや差異がある）。並み居る獣化兵を熱線砲で一掃するある程度の戦闘力も備えている。
融合捕食による遺伝子情報（マトリクス）を獲得した場合、オリジナルと寸分違わない姿となることができるが、形態模倣能力によって遺伝子情報を獲得せずとも対象となる生物（調整体、殖装体）に酷似した姿を取ることが可能。遺伝子情報を有していない超獣化兵ザンクルスと獣神将イマカラム・ミラービリスの姿を模倣したこともある。こちらは晶に正体を見抜かれていない（この時は6体に分体して、かつての超獣化兵五人衆をイマカラムが率いる形を演出した）。
リヒャルト・ギュオー
ゾア・クリスタルをアルカンフェルに剥奪され、一旦は獣神将としての能力を失ったギュオーだが、クルメグニクのもと再調整を受け、期限つきのダミー・クリスタルを供与され調整体として復活した。ただし能力は試作獣神将程度となっている。

## 書誌情報
- コミックス（単行本）の国内での刊行は過去を含めて2つの出版社が行っている。
- イタリア・シンガポール・台湾・韓国・タイの各国では、海外翻訳版が刊行中。
- eBookJapan(イー・ブックジャパン)より電子版が、2010年10月から配信開始されている（角川グループ直営の電子書籍ストア「BOOK☆WALKER」でも配信中）。

### 徳間書店版
- 高屋良樹 『強殖装甲ガイバー』 徳間書店〈少年キャプテンコミックス〉、全15巻
  1. 1986年3月20日、ISBN 4-19-836530-X
  2. 1986年12月20日、ISBN 4-19-836621-7
  3. 1987年10月20日、ISBN 4-19-637101-9
  4. 1988年8月20日、ISBN 4-19-838580-7
  5. 1989年3月20日、ISBN 4-19-839530-6
  6. 1990年5月20日、ISBN 4-19-830050-X
  7. 1990年10月20日、ISBN 4-19-830100-X
  8. 1991年10月15日、ISBN 4-19-831101-3
  9. 1992年2月20日、ISBN 4-19-832021-7
  10. 1993年11月20日、ISBN 4-19-833110-3
  11. 1994年6月20日、ISBN 4-19-830008-9
  12. 1995年2月20日、ISBN 4-19-830045-3
  13. 1995年10月15日、ISBN 4-19-830095-X
  14. 1996年8月30日、ISBN 4-19-830141-7
  15. 1997年7月1日、ISBN 4-19-830170-0

### 角川書店版
2005年のテレビアニメ化を受けて外装カバーのデザインが変更された新装版であり、1 - 22巻には旧装丁版が存在する。また、1 - 15巻は連載が角川書店『少年エースネクスト』に移籍・再開した際に、同社より徳間書店版を再録して刊行された。外装カバーのデザイン以外、内容は基本的に徳間書店版と同じだが、一部に修正・加筆がある。
| 巻数 | タイトル                                                          | 初版発行日                                                                      | 収録内容 | ISBN                                                                        |
| ---- | ----------------------------------------------------------------- | ------------------------------------------------------------------------------- | --- | --------------------------------------------------------------------------- |
| 1    | 出現!! 驚異の強殖装甲 Emergence of Bio-Boosted Armor              | 1998年10月28日                                                                  | 第1話 出現!! 驚異の強殖装甲 第2話 謎の秘密結社クロノス 第3話 監察官の挑戦 第4話 暗躍!! 第3の影!? 第5話 大ピンチ!! 晶、絶体絶命!? 第6話 大逆転!! クロノス日本支部壊滅 設定資料室 | 4-04-713239-X                                                               |
| 2    | 追撃への序章 Prelude to hunting                                   | 1998年10月28日                                                                  | 第7話 もう一人の晶、強殖クローンの脅威!! 第8話 炸裂!! 怒りの重力兵器 第9話 実験体部隊!! 忍び寄るクロノスの魔手 第10話 強敵!! 二人の損種実験体 第11話 第4のガイバー!? 死の連携攻撃!! 第12話 追撃への序章 設定資料室 | 4-04-713240-3                                                               |
| 3    | 超獣化兵!! 五人衆の挑戦 Challenge to Five Hyper-Zoanoids          | 1998年11月26日                                                                  | 第13話 反逆の顎人 遺跡基地の攻防 第14話 驚異のエリート軍団 超獣化兵五人衆!!（前編） 第15話 驚異のエリート軍団 超獣化兵五人衆!!（後編） 第16話 悪夢の胎動 目覚めよ晶!! 第17話 野望の荒野 再び魅奈神山へ!! 第18話 なるか救出!? バルカスの罠 第19話 衝撃の変身!! 悲劇のエンザイムII 第20話 脳髄損壊!! 非情の強殖装甲 設定資料室 | 4-04-713241-1                                                               |
| 4    | 無敵!? 不死身のゾアロード Fight against invincible Zoalord        | 1998年11月26日                                                                  | 第21話 雨の逃避行 第22話 強襲!! エンザイム軍団 第23話 大ピンチ! ガイバーI殖装不能!! 第24話 獣神将とは!? 村上征樹の正体 第25話 衝撃の過去!! 獣神将試作体 第26話 真創世記 人類生誕の謎 第27話 出陣!! リヒャルト＝ギュオー 第28話 無敵!! 不死身の獣神将 設定資料室                                                              | 4-04-713242-X                                                               |
| 5    | 究極の戦闘生物!! その名はアプトム Aptom, Ultimate Battle Creature | 1999年1月6日                                                                    | 第29話 絶体絶命!? 晶と瑞紀 第30話 暴かれた真実 第31話 蘇れ!! 殖装者・晶 第32話 怨念の形態・アプトム猛攻!! 第33話 究極の戦闘生物!! その名はアプトム 第34話 脱出なるか!? 魔の竹代町 設定資料室 | 4-04-713243-8                                                               |
| 6    | 舞い降りた“大いなる影” Coming of ominous shadow                   | 1999年1月6日                                                                    | 第35話 再会・遺跡基地最下層 第36話 蘇れ!! 村上征樹 第37話 生体波動!? 鳴動する遺跡 第38話 舞い降りた“大いなる影” 第39話 起動!! 謎の“リムーバー” 第40話 切札は“遺跡生命体” 設定資料室 | 4-04-713244-6                                                               |
| 7    | 突入!! “遺跡宇宙船” Inside the relic from outer space             | 1999年1月27日                                                                   | 第41話 突入!! “遺跡”宇宙船（その1） 第42話 突入!! “遺跡”宇宙船（その2） 第43話 突入!! “遺跡”宇宙船（その3） 第44話 混乱の遺跡基地・忍びよる戦闘生物 第45話 激突!! ゼクトール対アプトム 第46話 大反撃!! リヒャルト・ギュオー 設定資料室                                                                                       | 4-04-713245-4                                                               |
| 8    | 死闘!! 村上V.Sギュオー Duel: Murakami versus Guyot                | 1999年1月27日                                                                   | 第47話 悪魔の選択! 疑似ブラック・ホール!! 第48話 “最下層”大変動!! そして… 第49話 殖装解除!? “リムーバー”の脅威 第50話 怒りの獣神変!! 死闘・村上V.Sギュオー 第51話 手負いの獣・執念の獣神将ギュオー 第52話 遺跡基地壊滅!! 火を噴く魅神山 設定資料室                                                                           | 4-04-713246-2                                                               |
| 9    | アプトム・ハンター!! その名は… Those who hunt Aptom               | 1999年2月24日                                                                   | 第53話 制圧 第54話 そして…静穏の日々 第55話 地下組織“ゼウスの雷” 第56話 脈動する“蛹”・晶は何処に…? 第57話 アプトム・ハンター!! その名は… 第58話 激突!! 二大戦闘生物 設定資料室 | 4-04-713247-0                                                               |
| 10   | 降臨!! 巨人殖装 emergence of Guyver Gigantic!                     | 1999年2月24日                                                                   | 第59話 降臨!! 巨人殖装 第60話 深町晶の帰還 第61話 13人目の獣神将 第62話 再会…そして、悪夢の戦闘 設定資料室 | 4-04-713248-9                                                               |
| 11   | 猛撃!! イマカラム・ミラービリス Challenge of Imakarum Mirabilis   | 1999年4月5日                                                                    | 第63話 猛撃!! イマカラム・ミラービリス 第64話 浮上!! 驚異の生物巨艦 第65話 アルカンフェルの島 第66話 牙を剥く最凶軍団!! 設定資料室 \| | 4-04-713249-7                                                               |
| 12   | ギガンティック敗北!? 黒変する“蛹” Defeat of Guyver Gigantic       | 1999年4月5日                                                                    | 第67話 襲撃!! さらば静穏の日々 第68話 猛威!! 不死身のエンザイムIII 第69話 反撃!! ガイバーIII&アプトム 第70話 満身創痍!! 捨身のギガンティック 第71話 絶対零度!! 決死の速水 第72話 巨人殖装敗北!? 黒変する“蛹” 設定資料室 | 4-04-713250-0                                                               |
| 13   | 誕生!! 黒い魔神 Born of Gigantic Dark                             | 1999年4月30日                                                                   | 第73話 誕生!! 黒い魔神 第74話 死闘!! 横浜上空 第75話 決戦!! 疑似B・H対Gスマッシャー 第76話 アルカンフェル覚醒 第77話 神将メンバー集結 第78話 壊滅!? “ゼウスの雷” 第79話 追憶のDr.バルカス 設定資料室 | 4-04-713251-9                                                               |
| 14   | 強襲!! クロノス本部基地 A Raid on Chronos Headquarters            | 1999年4月30日                                                                   | 第80話 アルカンフェルの秘密 第81話 追撃・月夜の侵入者 第82話 復活の五人衆!? 廃工場の攻防 第83話 強襲!! クロノス本部基地 第84話 絶対防衛線!? 本部最下層 第85話 野望再び…策動の顎人 第86話 ウラヌスの瞳 設定資料室 | 4-04-713252-7                                                               |
| 15   | 救星主の真実 Awful Truth from the Messiah                         | 1999年5月26日                                                                   | 第87話 反逆!! 殖装体0号 第88話 激突!! 0号VSアルカンフェル 第89話 救星主の真実 第90話 謀略の罠・三神将暗躍 第91話 残虐ブランカイ・怒りの巨人殖装 第92話 プルクシュタール獣神変!! 第93話 猛撃!! 雷神プルクシュタール 設定資料室                                                                                                | 4-04-713253-5                                                               |
| 16   | 超雷撃!! 灼熱の大地 Torrid Lightning-Hyper                        | 1999年12月21日                                                                  | ストーリー・ダイジェスト（15巻までのあらまし） 第94話 超雷撃!! 灼熱の大地 第95話 その名は“解き放たれし獣” 第98話 錯綜する思惑 第97話 障壁突破!! 渾身の一撃 第98話 激震!! ワシントンD.C. 第99話 アプトムの秘策 設定資料室 | 4-04-713312-4                                                               |
| 17   | 孤高の超王 The King Stands Alone                                  | 2000年11月28日                                                                  | 第100話 策謀の三神将 第101話 “方舟”起動 第102話 イマカラム覚醒 第103話 孤高の超王 第104話 意志の在処 第105話 蠢く悪意 第106話 出撃ガイバーI 設定資料室 | 4-04-713378-7                                                               |
| 18   | 標的は“ウラヌスの聖櫃” Target: Ark of Uranus                      | 2001年9月21日                                                                   | 第107話 潜入!! “雲界の門” 第108話 修羅の幕開け 第109話 嵐の予兆 第110話 深淵へのダイヴ 第111話 猛攻!! リベルタス部隊 第112話 標的は“ウラヌスの聖櫃” 設定資料室 | 4-04-713456-2                                                               |
| 19   | 悪夢のイヴィル・アプトム Evil transfiguration of Aptom            | 2002年4月5日                                                                    | 第113話 バルカスの決意 第114話 侵入!! レベル4実験室 第115話 姿なき追跡者 第116話 融合捕食!! アプトム再生 第117話 大暴走!! 狂乱の戦闘生物 第118話 クラウド・ゲート脱出 第119話 悪夢の収斂形態 巻末設定資料室 | 4-04-713488-0                                                               |
| 20   | 人として在る為に Proof of the Human                               | 2003年1月29日                                                                   | 第120話 戦姫グリセルダ 第121話 突貫!! “重力衝角” 第122話 変幻!! 神将剡魋 第123話 事象談裂!! 戦慄の“絶空斬” 第124話 東京・訪う邪影 第125話 人として在る為に 第126話 猛撃!! 魔翁の傀儡 巻末特別寄稿 大塚英志 設定資料室 | 4-04-713533-X                                                               |
| 21   | 衝撃!! 強殖装甲展開 Evolution of Bioboosted Armor                 | 2003年12月10日 （初回完全限定版ジャンボソフビパック） 2003年12月19日 （通常版） | 第127話 戦闘生物アプトムの肖像 第128話 伏兵降下!! 邪神将の眼差し 第129話 衝撃!! 強殖装甲展開 第130話 バルカスの賭け・本部基地鳴動 第131話 激闘!! アリゾナ地下大空洞 第132話 必殺の罠・逆襲の黒い巨人殖装 第133話 覚醒!! 闇の王国 設定資料室                                                                                  | 4-04-900757-6（初回完全限定版ジャンボソフビパック） 4-04-713589-5（通常版） |
| 22   | 仮面神将の素顔 Under the Mask                                     | 2004年6月28日                                                                   | 第134話 王国の実像 第135話 “臣民”跳梁!! 第136話 監視者の信条 第137話 仮面神将の素顔 第138話 起死回生!! 奇跡の再殖装 第139話 反撃開始!! 復活のガイバーI 第140話 “奪還”の糸口 設定資料室 | 4-04-713639-5                                                               |
| 23   | 受け継がれる魂 Soul Inheritance                                   | 2005年12月26日                                                                  | 第141話 その男、速水利章 第142話 死闘!! 都庁屋上 第143話 バイオフリーザー絶唱 第144話 受け継がれる魂 第145話 アプトム覚醒 第146話 魔翁の哄笑 第147話 巨人殖装、再び 巻末設定資料室 | 4-04-713769-3                                                               |
| 24   | 巨獣神将轟臨!! Advent of Draglord!!                               | 2006年9月26日                                                                   | 第148話 力の来歴―二人の巨人殖装 第149話 迫り来る臨界点 第150話 爆砕の“モード・C” 第151話 本部基地消滅 第152話 巨顔の群れ 第153話 悪意の集積体 第154話 巨獣神将轟臨!! 巻末設定資料室 | 4-04-713855-X                                                               |
| 25   | 暁の決着 Exceed long night                                        | 2008年1月26日                                                                   | 第155話 巨神殖装!! 第156話 激震の摩天楼 第157話 巨神将、飛翔 第158話 アプトムの決意 第159話 天と地の間隙に 第160話 暁の決着 巻末設定資料室 | 978-4-04-715006-5                                                           |
| 26   | 戦女神、来日 Ride of the Valkyria                                 | 2009年2月26日                                                                   | 第161話 新たなる殖装者 第162話 猛撃!! 女ガイバー 第163話 矜持と責任と 第164話 その名は“深淵” 第165話 激闘プライム・チェンバー 第166話 戦慄の予兆 第167話 戦女神、来日 巻末設定資料室 | 978-4-04-715182-6                                                           |
| 27   | 宴の開幕 Beginning of calamity                                    | 2010年3月26日                                                                   | 第168話 修羅の檻 第169話 傷だらけの戦姫 第170話 賊徒蠢動 第171話 白焔の記憶 第172話 宴の開幕 第173話 荒鬼還る 設定資料室 | 978-4-04-715403-2                                                           |
| 28   | 激闘!! 晶と顎人 Gigantomakhia                                     | 2011年8月26日                                                                   | 第174話 集い来る影たち 第175話 顎人、そして志津 第176話 激突!! ガイバーIvsガイバーIII 第177話 月下の跳梁 第178話 死闘の果てに 設定資料室 | 978-4-04-715738-5                                                           |
| 29   | 招かれざる客 The Unexpected Guests                                | 2012年9月26日                                                                   | 第179話 招かれざる客 第180話 血みどろの攻防戦 第181話 小田桐邸炎上 第182話 虚空からの来訪者 第183話 兄妹の行方 設定資料室 | 978-4-04-120418-4                                                           |
| 30   | 神秘の島で On The Isle Of Mysterious                              | 2013年9月26日                                                                   | 第184話 謎の古代神殿 第185話 墓標 第186話 潜入クラウド・ヘッド 第187話 神秘の島で 第188話 殖装者ヴァルキュリア 設定資料室 | 978-4-04-120834-2                                                           |
| 31   | 運命の軛 Yoke of Fate                                             | 2014年9月26日                                                                   | 第189話 運命の軛 第190話 苦渋の選択 第191話 アポルオン急襲 第192話 大地割る手刀 第193話 凍る森 第194話 遁走の果て 設定資料室 | 978-4-04-102018-0                                                           |
| 32   | 漆黒の魔神 Colossi of The Darkness                                | 2016年2月26日                                                                   | 第195話 夜空の彼方に 第196話 巨神の掌 第197話 カラコルム基地陥落 第198話 漆黒の魔神 第199話 竜巻を操る者 設定資料室 「強殖装甲ガイバー」30周年突破記念スペシャル （高屋良樹×MAX渡辺「マックスファクトリー」代表） | 978-4-04-103919-9                                                           |

### 小説 ・ムック
1. 強殖装甲ガイバー外伝 鬼影の記憶（徳間アニメージュ文庫）
ガイバーIが最初に倒した獣化兵・グレゴールに妹がいたとして彼女を主人公に据え、原作第2話を差し替える形でストーリーが進行する。
2. 強殖装甲ガイバー（徳間アニメージュ文庫）
3. トクマムック「（ハリウッド版）ガイバー」（徳間書店）
4. ロマンアルバム「強殖装甲ガイバー ビジュアル・データ・ファイル」（徳間書店）
5. 高屋良樹画集 強殖装甲ガイバー イラストレーション クロニクル（KADOKAWA、角川コミックス・エース）

## 映像化作品

### 1986年「劇場公開版アニメ」
ガイバー初の映像化作品。1986年12月13日公開。「劇場公開版」となっているが、実態としてはOVAとして制作された作品の小規模公開である。キャストはOVA版やTV版とは異なり、水島裕が深町晶役、富沢美智江が瀬川瑞紀役、戸田恵子がバルキュリア役を演じた。内容はコミックス第1巻がベースとなっているが、原作の重要パーソンである瀬川哲郎が登場しない、ガイバーIIが女性であるなどオリジナル色が強い。後に1987年春季に読売テレビの「アニメだいすき!」でも放送された。サブタイトルは、日本版は「OUT OF STANDARDRIZED」、洋題は「Out Of Control」となっている（「STANDARDRIZED」がスペルミスなのは、意図的）。
スタッフ
- 企画 - バンダイ
- 監督 - 渡辺浩
- 脚本 - 伊武紋太
- 演出 - 加戸誉夫
- キャラクターデザイン - いんどり小屋（スタジオライブメンバーの共同ペンネーム）
- 作画監督 - 松下浩美
- 美術監督 - 新井寅雄
- 撮影監督 - 大地丙太郎
- 編集 - 正木直幸、赤堀義浩、古橋宏、葦プロダクション
- 音楽 - 難波正司
- 音響監督 - 松浦典良
- プロデューサー - 芦田豊雄、加藤長輝、浅賀孝郎
- 制作 - アニメイトフィルム、ネットワーク（現：バンダイナムコアーツ）、スタジオライブ
- 製作 - ムービック

主題歌
オープニングテーマ「エンジェルリーフの羽根」
作詞 - 大津あきら / 作曲 - 難波正司 / 編曲 - 難波正司 / 歌 - 井上杏美
エンディングテーマ「悲しみが許せない」
作詞 - 大津あきら / 作曲 - タケカワユキヒデ / 編曲 - 難波正司 / 歌 - 井上杏美

挿入歌
「強殖装甲ガイバー」
作詞 - 伊武紋太 / 作曲・編曲 - 難波正司 / 歌 - 山口岩男
「望郷旅鴉」
作詞 - 里村龍一 / 作曲・編曲 - 森山慎也 / 歌 - 千昌夫

### 1989年「OVA（第1期）」
原作に近い形で映像化。高屋がもっとも好きだというテレビ特撮ドラマ『快傑ライオン丸』の監督だった石黒光一を招聘。キャストは晶役、瑞紀役は声優が変更されている。コミックス第1巻がベースとなっているが、超獣化兵五人衆が登場するなどのアレンジが加わっている。キャラクターデザインは原作に近い。この作品をキッカケに、ガイバーIIのデザインが現在のものに変わった。また高屋は主題歌（「強殖装甲ガイバー」歌：石原慎一、作曲：諸岡範澄）の作詞も担当している。
1. 出現!! 驚異の強殖装甲（1989年9月25日発売）
2. 激突!! 二人のガイバー（1989年10月25日発売）
3. 謎の影!! ガイバーIII（1989年11月25日発売）
4. 猛撃!! 超獣化兵五人衆（1989年12月16日発売）
5. 戦慄!! ガイバー死す（1990年1月25日発売）
6. 決戦!! クロノス日本支部壊滅（1990年2月25日発売）

スタッフ
- 企画 - 高梨実、沢登昌樹、高野秀雄
- 監督 - 石黒光一
- 監修 - 高屋良樹、渡辺誠
- 構成 - 高屋プロダクション
- 脚本 - 三条陸
- キャラクターデザイン - 大森英敏
- 美術監督 - 東潤一
- 撮影監督 - 森下成一

- 音楽 - 小六禮次郎
- 音楽ディレクター - 大月俊倫
- 音響監督 - 渡辺淳
- プロデューサー - 加藤長輝
- 制作 - アニメイトフィルム
- アニメーション制作協力 - ビジュアル80
- 製作 - バンダイ、ムービック、鎌倉スーパーステーション
- 発売元・販売元 - バンダイビジュアル

主題歌
オープニングテーマ「強殖装甲ガイバー」
作詞 - 高屋良樹 / 作曲 - 諸岡範澄 / 編曲 - 山中紀昌 / 歌 - 石原慎一

エンディングテーマ「道標-異形の天使-（メサイア）」
作詞 - 水木圭 / 作曲 - 諸岡範澄 / 編曲 - 山中紀昌 / 歌 - 石原慎一

### 1992年「OVA ACT II（第2期）」
1989年の第1期OVAの続編として作られた。全3巻（1巻に2話収録）。声優陣はOVA（1989年版）とほぼ同じ。
1. 追撃への序章（第1巻 1992年2月20日発売）
2. 実験体部隊!! ロストナンバーズの挑戦（第1巻 1992年2月20日発売）
3. 衝撃の変身!! 悲劇のエンザイムII（第2巻 1992年5月21日発売）
4. 脱出なるか!! 魔の竹代町（第2巻 1992年5月21日発売）
5. 獣神変!! 村上征樹（第3巻 1992年8月21日発売）
6. アプトム猛攻!! 甦れガイバーI（第3巻 1992年8月21日発売）

スタッフ
- 企画 - 豊田賢司、沢登昌樹、須崎一夫
- 監督 - はしもとなおと
- 監修 - 高屋良樹、渡辺誠
- 構成 - 高屋プロダクション
- 脚本 - 立川元教
- キャラクターデザイン - 大森英敏
- 美術監督 - 中山益男、原田謙一

- 撮影監督 - 森口洋輔、橋本和典
- 音楽 - 小六禮次郎、川村栄二
- 音楽ディレクター - 大月俊倫、川村栄二
- 音響監督 - 早瀬博雪
- プロデューサー - 清水修
- 製作協力 - ムービック、ケイエスエス
- 製作 - ヒーロー・コミュニケーションズ

主題歌
オープニングテーマ「強殖装甲ガイバー」
作詞 - 高屋良樹 / 作曲 - 諸岡範澄 / 編曲 - 山中紀昌 / 歌 - 石原慎一

エンディングテーマ「GUYVER!!〜もう一人の俺〜」
作詞 - 早見祐司 / 作曲・編曲 - 川村栄二 / 歌 - 山浦克己

### 2005年「テレビアニメ」
2005年8月6日から2006年2月25日までの期間、WOWOWで新作のテレビアニメが放送された（原作の10巻までを描く全26話）。なお、声優陣はOVA版から一新されている。

#### スタッフ
- 企画 - 黒井和男、宇田川昭次、北浦宏之、松江正俊
- 総監修・設定 - 高屋良樹
- 監督 - 秋山勝仁
- シリーズ構成 - 武上純希
- キャラクターデザイン - 馬越嘉彦→松原徳弘
- ゲストキャラクターデザイン - 池田裕治
- クリーチャー設定 - 沢田正人
- 総作画監督 - 池田裕治、沢田正人
- 美術監督 - 嶋田昭夫
- 美術監修 - 小林七郎

- ゲストメカ美術設定 - 寺岡賢司
- 色彩設計 - 渡辺亜紀
- 撮影監督 - 水谷貴哉
- 編集 - 伊藤潤一
- 音楽 - 松尾早人
- 音楽プロデューサー - 斎藤裕二
- 音響監督 - 渡辺淳
- CGプロデューサー - 小林雅士
- プロデューサー - 鈴木智子、片桐大輔
- 制作プロデューサー - 和崎伸之、森尻和明
- アニメーション制作 - OLM TEAM WASAKI
- 製作 - 「強殖装甲ガイバー」製作委員会
（角川映画、日本ヘラルド映画、WOWOW、双日）

主題歌
オープニングテーマ「Waiting For…」
作詞/作曲/編曲 - 五十嵐淳一 / 歌 - 楊怜俐（れいり）
当初、Do As Infinityがオープニングテーマを担当する予定だったが、ボーカルの伴都美子が声帯ポリープの手術で入院したため、歌手名が変更された。

エンディングテーマ「Cotton Candy」
作詞/作曲・歌 - BONNIE PINK / 編曲 - トーレ・ヨハンソン

#### 各話リスト
| 話数   | サブタイトル                         | 脚本         | 絵コンテ     | 演出                  | 作画監督                   |
| ------ | ------------------------------------ | ------------ | ------------ | --------------------- | -------------------------- |
| 番外編 | 強殖装甲ガイバー直前SP               | -            | -            | -                     | -                          |
| 第1話  | 驚異の強殖装甲                       | 武上純希     | 越智博之     | 越智博之              | 松坂定俊                   |
| 第2話  | 秘密結社クロノス                     | 武上純希     | 須藤典彦     | 泉明宏                | 松岡秀明                   |
| 第3話  | 監察官リスカー                       | 小林靖子     | 和田高明     | 齋藤徳明              | 本田隆 福田紀之 和田高明   |
| 第4話  | 黄昏の来訪者                         | 植田浩二     | 康村諒       | 康村諒                | 高瀬言                     |
| 第5話  | 第三の影                             | ほそのゆうじ | 井之川慎太郎 | 井之川慎太郎          | 松坂定俊                   |
| 第6話  | 死闘の果てに…                        | 高橋ナツコ   | 八谷賢一     | 佐々木勝利            | Kim Sang Yeob              |
| 第7話  | 奇跡の超細胞                         | 武上純希     | 小林一三     | 西山明樹彦            | 南伸一郎                   |
| 第8話  | 激震の摩天楼                         | 小林靖子     | 深沢幸司     | 青柳宏宣              | 本田隆 福田紀之            |
| 第9話  | 灰と追憶                             | 植田浩二     | 泉明宏       | 泉明宏                | 手塚勇人 篠田章            |
| 第10話 | 追撃への序曲（プレリュード）         | ほそのゆうじ | 康村諒       | 佐々木真哉            | 高瀬言                     |
| 第11話 | 遺跡基地（レリックスポイント）       | 高橋ナツコ   | 八谷賢一     | 齋藤徳明              | 松坂定俊                   |
| 第12話 | それぞれの決意                       | 小林靖子     | 矢野博之     | 佐々木勝利            | Kim Sang Yeob              |
| 第13話 | 悲劇のエンザイムII                   | 植田浩二     | 越智博之     | 青柳宏宣              | 久高司郎 福田紀之 越智博之 |
| 第14話 | 雨の逃避行                           | 武上純希     | 小林一三     | 西山明樹彦            | 南伸一郎                   |
| 第15話 | ギュオー出陣                         | 高橋ナツコ   | 伊藤真朱     | 伊藤真朱              | 高橋成之                   |
| 第16話 | 甦れガイバーI                        | ほそのゆうじ | 柳沢テツヤ   | 泉明宏                | 手塚勇人 篠田章            |
| 第17話 | 悪夢の包囲網                         | 杉原由紀     | 井之川慎太郎 | 齋藤徳明 井之川慎太郎 | 松坂定俊                   |
| 第18話 | 遺跡鳴動（バイブレイション）         | 植田浩二     | 和田高明     | 濁川敦                | Kim Sang Yeob              |
| 第19話 | 突入前夜                             | 小林靖子     | 志村錠児     | 飯島正勝              | 佐藤和己                   |
| 第20話 | 降臨者の船                           | 高橋ナツコ   | 佐々木真哉   | 佐々木真哉            | 高瀬言                     |
| 第21話 | 混乱の遺跡基地（レリックスポイント） | ほそのゆうじ | 齋藤徳明     | 齋藤徳明              | 本田隆 福田紀之            |
| 第22話 | 崩壊のカウント・ダウン               | ほそのゆうじ | 高橋ナオヒト | 荻原露光              | 南伸一郎                   |
| 第23話 | 殲滅の光芒                           | 植田浩二     | 宮尾佳和     | 青柳宏宣              | 松坂定俊                   |
| 第24話 | 制圧下の街で                         | 小林靖子     | 青柳宏宣     | 松浦錠平              | Kim Sang Yeob              |
| 第25話 | 胎動の蛹（さなぎ）                   | 高橋ナツコ   | 志村錠児     | 井之川慎太郎          | 本田隆 福田紀之 松坂定俊   |
| 第26話 | 降臨!! 巨人殖装（ギガンティック）    | 武上純希     | 秋山勝仁     | 齋藤徳明              | 池田裕治 沢田正人          |

#### 放送局
| 放送地域 | 放送局 | 放送期間                     | 放送日時                                                             | 放送区分 | 備考             |
| -------- | ------ | ---------------------------- | -------------------------------------------------------------------- | -------- | ---------------- |
| 日本全域 | WOWOW  | 2005年8月6日 - 2006年2月25日 | 土曜 19:00 - 19:30                                                   | BS放送   | リピート放送あり |
| 日本全域 | AT-X   | 2009年2月19日 - 3月30日      | 木曜 9:30 - 10:00 / 20:30 - 21:00 月曜 13:30 - 14:00 / 23:30 - 24:00 | CS放送   | 毎週1話ずつ放送  |
| 日本全域 | AT-X   | 2009年4月2日 - 8月18日       | 木曜 8:30 - 9:00 / 20:30 - 21:00 月曜 14:30 - 15:00 / 26:30 - 27:00  | CS放送   | 毎週1話ずつ放送  |

| WOWOW 土曜 19:00枠            | WOWOW 土曜 19:00枠 | WOWOW 土曜 19:00枠 |
| 前番組                        | 番組名             | 次番組             |
| ----------------------------- | ------------------ | ------------------ |
| 新釈 眞田十勇士 The Animation | 強殖装甲ガイバー   | Ergo Proxy         |

### 1991年・1994年「実写映画」
ストーリーは映画用の完全オリジナル。日本企業による製作資本のもと、ハリウッドで『GUYVER』（ビデオソフト用タイトルにはTHEとつく）および、その続編『GUYVER DARK HERO』のタイトルで2度にわたり製作・公開された。『GUYVER DARK HERO』は一作目より商業的に成功したが、日本では劇場公開されず、ビデオスルーとなっている。
『GUYVER』は、悪役の台詞を“日本語におけるスラングにあたる言語”という理由から関西弁に翻訳する（1作目のみ。字幕担当はスクリーミング・マッド・ジョージ）など、ストーリーの骨子は原作第1巻に忠実ながら、全体にコメディ色の強い内容とされている。また、スター・ウォーズ・シリーズのルーク・スカイウォーカー役で知られるマーク・ハミルが出演しており、デヴィッド・ゲイル（バルカス役）の遺作となった。
ガイバーのスーツ（着ぐるみ）デザインおよび製作担当のスティーブ・ワン（スティーブ・ウォン）は第1作目の作風に不満を抱き、自身監督の第2作目『GUYVER DARK HERO』においては、よりシリアスなタッチへと変更している。第2作目は「主人公ショーンの他、前作から引き続いて登場する人物のキャスト交代」「ミズキが物語冒頭で退場、ヒロインとして別のキャラクターが登場する」など、雰囲気そのものも『GUYVER』から別物となっている。見所としては、本作品オリジナルのガイバー・ゾアノイド（その名の通りユニット・ガイバーを殖装したゾアノイド）の登場が挙げられる。
これら2作品には当時原作やアニメでは触れられていなかった「女性ゾアノイド」が登場する。
スーツ製作は2作ともスティーブ・ワン。1作目『GUYVER』では自身の好きな仮面ライダー1号／仮面ライダー2号のイメージを取り入れ、マッシヴさを削ぎ落としたスリムなデザインに仕立てた。なお、殖装のシーンは、身に纏ったスーツを一気に脱がしたところを撮影したフィルムを逆回転させたものである。
2作目『GUYVER DARK HERO』ではスーツのデザインを再考。「よりタイトなサイズのマスク」「よりマッシブな全体形状」「実際のスーツアクターのものよりも高く位置する腰や膝」など、前作に比べスタイル良く、原作のイメージに近づけている。スティーブ・ワンは『プレデター』（1987年）のスーツに代表される「爬虫類や甲殻類などをモチーフとした緻密な表面塗装による生物感の表現」で有名であり、本作品においてもその技術を遺憾なく発揮している。
2作目はスタントチーム、アルファスタントのデビュー作であり、彼らの香港風アクションは賛否両論となった。
登場人物
括弧内はキャスト。1…第1作目 2…第2作目
ショーン・バーカー（1：ジャック・アームストロング 2：デビッド・ヘイター）
1作目、2作目通しての主人公。チンピラに絡まれたトラブルから偶然ユニットに接触、殖装体「ガイバー」となる。原作の深町晶に相当する。
ミズキ・セガワ（ビビアン・ウー）
1作目のヒロイン。ショーンの恋人だったが、2作目の冒頭で別れる。原作の瀬川瑞紀に相当する。
リスカー（マイケル・ベリーマン）
原作のオズワルド・A・リスカーに相当。
フルトン・バルカス（デヴィッド・ゲイル）
原作のハミルカル・バルカスに相当。外見やゾアロード形態はリヒャルト・ギュオーを元にしている。なお、ギュオー自体は第二作に「グーオー」という名で僅かながら登場する。クロノス社社長で最高責任者だったが、二作目でロサンゼルス支部の責任者で幹部の一人だった事が判明する。
マックス・リード（マーク・ハミル）
1作目のみに登場、中央情報局の捜査官。
アーレン・クレイン（ブルーノ・ジャノッタ（ブルーノ・パトリック））
2作目に登場。クロノスのエージェントでグーオー（ギュオー）の部下。ゾアノイドだがコントロールメタルが破損したガイバーユニットを殖装しガイバー・ゾアノイドとなる。設定的にはガイバーIIだが殖装後の外観はガイバーIIIが近い。
スタッフ
『GUYVER』
- 製作総指揮 - 和田豊、小峰昭弘
- 監督：スクリーミング・マッド・ジョージ、スティーブ・ワン
- 脚本：ジョン・パーディ
- 撮影：レビー・アイザックス
- 音楽：マシュー・モース
- 美術：マット・ジェイコブ
- 編集：アンディー・ホロビッチ
- 造形担当：スティーブ・ワン、スクリーミング・マッド・ジョージ、モトヨシ・ハタ、エディ・ヤン
- プロデューサー：ブライアン・ユーズナ
- 製作：ガイバープロダクション

『GUYVER DARK HERO』
- 製作総指揮：和田豊、小峰昭弘
- 製作・監督・原案：スティーブ・ワン
- 脚本：ネェーサン・ロング
- 撮影：マイケル・ウージャホフスキー
- 美術：コバーン・ホーク
- 音楽：レス・クレイプール8世
- 特撮：ケン・タラルロ、マイケル・フランコ
- スタント・コーディネーター：坂本浩一
- プロデューサー：ブライアン・ユーズナ
- 製作：ガイバープロダクション